# Historia del Brasil

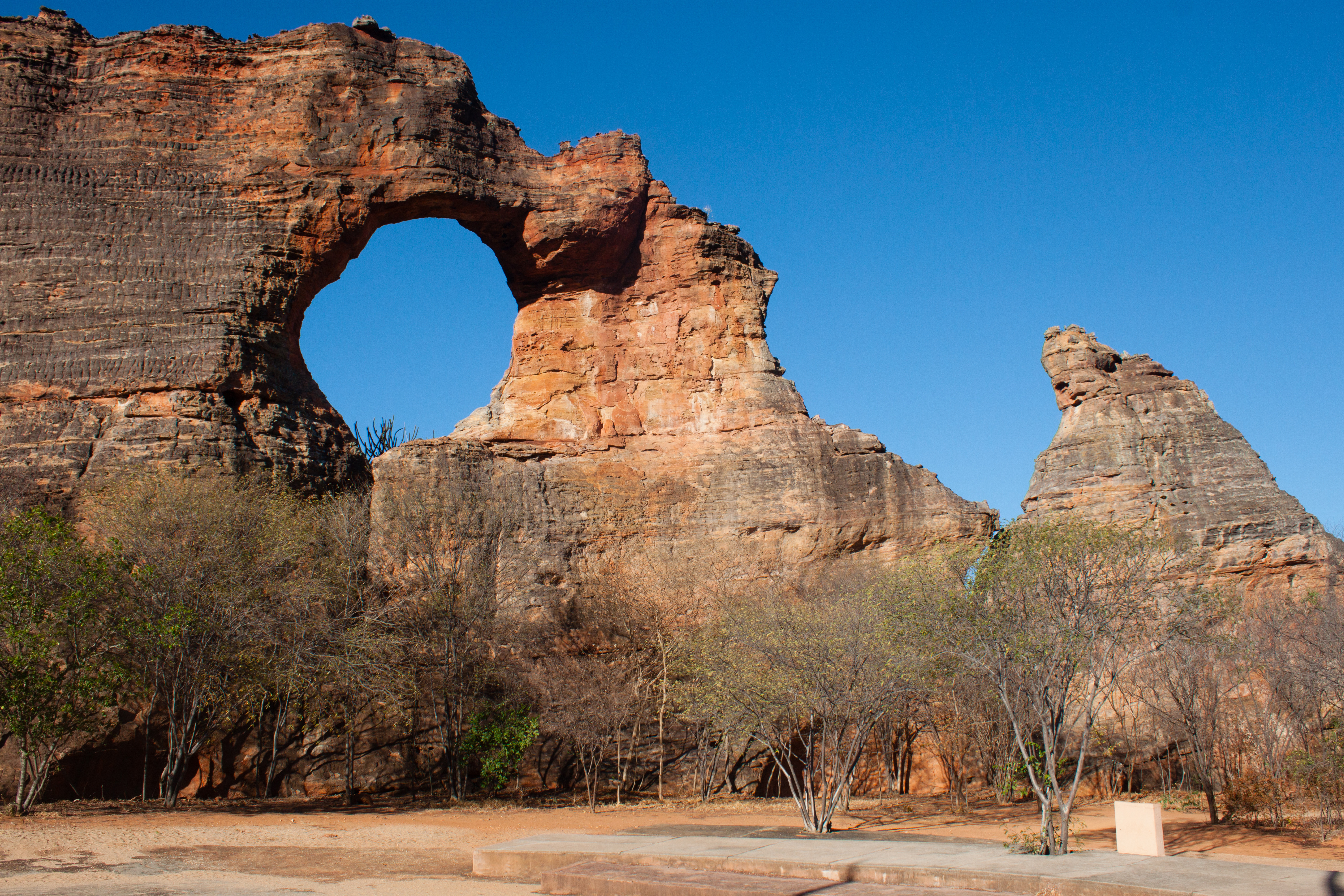
En la Toca da Tira Peia, situada en el parque nacional de la Sierra de la Capibara, se encontraron restos de ocupación humana que datan de al menos 22 mil años.

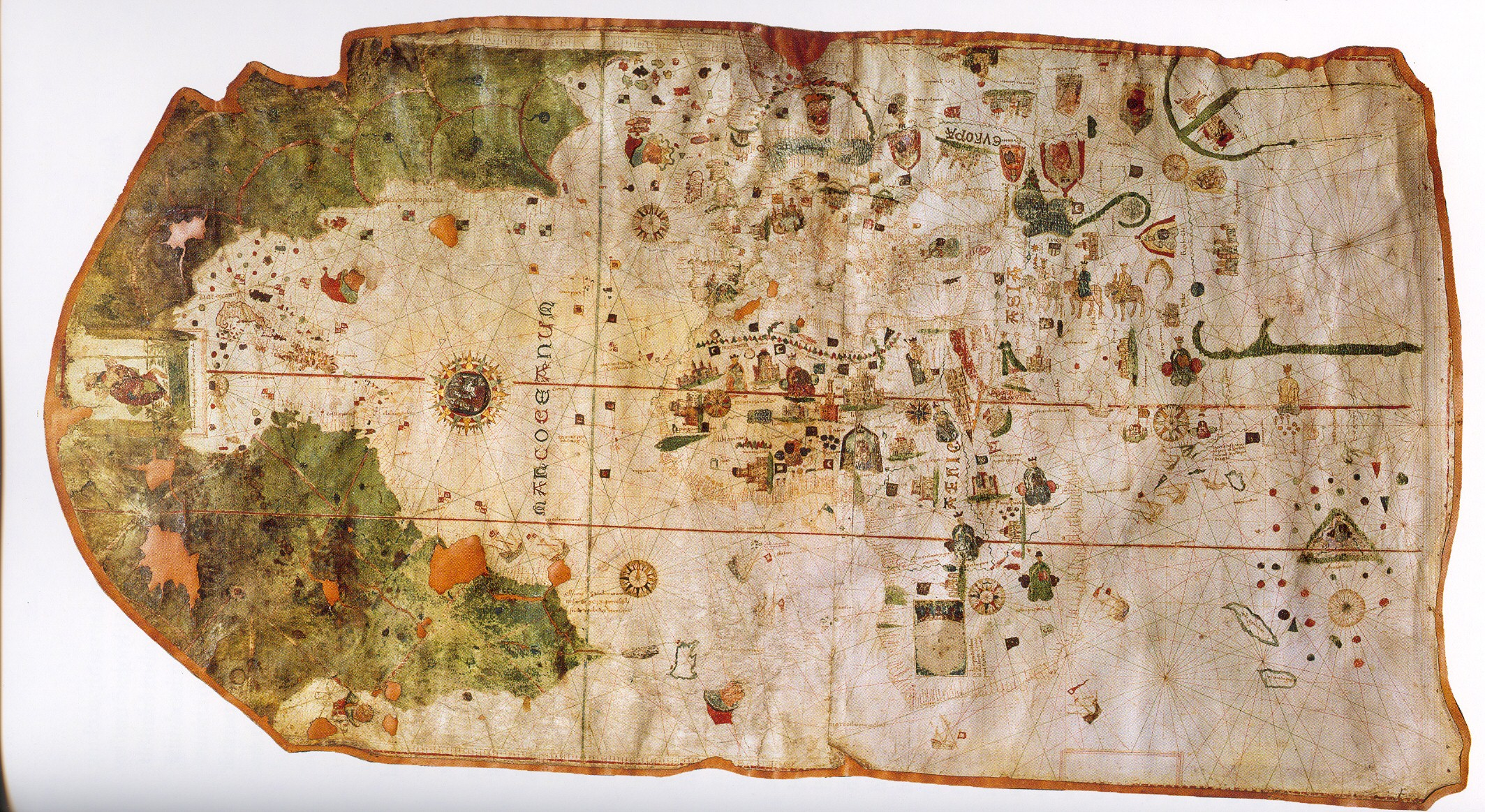
El Mapa de Juan de la Cosa (1500), la carta náutica más antigua en la que está representada América del Sur, se confeccionó después del descubrimiento de Brasil por el navegante español.

La historia de Brasil comienza con la llegada de los primeros exploradores a América del Sur hace por lo menos 20 000 años. A finales del siglo XV, cuando se suscribió el Tratado de Tordesillas, toda el área hoy conocida como Brasil estaba habitada por tribus seminómadas que subsistían de la caza, pesca, recolección y agricultura. El 26 de enero de 1500, el navegante y explorador, al servicio de la Corona de Castilla, Vicente Yáñez Pinzón, llegó al cabo de San Agustín, en Pernambuco,  y, el 22 de abril del mismo año, Pedro Alvares Cabral, capitán general de una expedición portuguesa en ruta hacia las Indias, llegó a Porto Seguro, en Bahía, convirtiendo a la región en colonia del Reino de Portugal.
Treinta años después, la Corona portuguesa puso en práctica una política de colonización de la tierra recién descubierta que se organizó a través de la distribución de las capitanías hereditárias a miembros de la nobleza, pero ese sistema fracasó, ya que solamente las capitanías de Pernambuco y de São Vicente prosperaron. El país fue gradualmente poblado por portugueses que buscaban escapar de la pobreza, y por nobles quienes se les concedieron privilegios coloniales.
En 1548 se creó el Estado de Brasil, con la consiguiente instalación de un gobierno general, y al año siguiente se fundó la primera sede colonial, Salvador. La economía de la colonia, iniciada con la explotación del palo brasil — un gran árbol (Paubrasilia echinata) que dio su nombre a Brasil, cuyo tronco contiene una preciada tintura roja — y los trueques entre los colonos y los indios, pasó gradualmente a estar dominada desde mediados del siglo XVI por el cultivo de la caña de azúcar debido a la alta demanda de azúcar en Europa, crecida en plantaciones llamadas «ingenios» a lo largo de la costa noreste — con el uso de mano de obra esclava, inicialmente indígena y después africana — que tuvo en Pernambuco su principal centro productor, región que llegó a alcanzar el puesto de mayor y más rica área de producción de azúcar del mundo.
Durante los primeros dos siglos de período colonial, otras potencias europeas, atraídas por los vastos recursos naturales y las tierra inhabitadas, intentaron establecer colonias en varias partes del hoy territorio brasileño, desafiando la bula papal y el tratado de Tordesillas. Los colonos franceses trataron de establecerse en la actual Río de Janeiro (de 1555 a 1567, en la llamada France Antarctique o Francia Antártica) y en la actual São Luís (de 1612 a 1614, en la llamada France Équinoxiale o Francia Equinoccial). Poca influencia étnica o cultural francesa o neerlandesa quedaron de esos intentos de colonización. La finalmente frustrada intrusión neerlandesa en Brasil fue de más larga duración y más problemática para Portugal. Los corsarios neerlandeses comenzaron por saquear la costa: saquearon Bahía en 1604, e incluso capturaron temporalmente la capital, San Salvador. De 1630 a 1654, los neerlandeses se establecieron de forma permanente en el noreste y controlaron una larga faja de la costa más accesible desde Europa, no obstante, sin adentrarse en el interior. Pero los colonos de la Compañía Neerlandesa de las Indias Occidentales en Brasil estaban en constante estado de sitio, a pesar de la presencia en Recife del gran Juan Mauricio de Nassau-Siegen como gobernador. Tras varios años de guerra abierta, los neerlandeses se retiraron formalmente en 1661.
A finales del siglo XVII se descubrieron, a través de las bandeiras, importantes yacimientos de oro en el interior de Brasil que fueron determinantes para su poblamiento y que puntúan el inicio del llamado Ciclo do Ouro, período que marca el ascenso de la Capitanía de Minas Gerais, desmembrada de la Capitanía de São Paulo y Minas de Oro, en la economía colonial. En 1763, la sede del Estado de Brasil fue transferida a Río de Janeiro.
Durante el siglo XVIII ocurrieron algunas rebeliones contra el poder colonial que fueron duramente reprimidas, siendo la primera de ellas la Revolta de Filipe dos Santos en 1720. Siguieron a final del siglo la Inconfidência Mineira en 1789 — en la que destacó Tiradentes — y la Conjura bahiana (1798), dos grandes movimientos marcados ya por la intención de proclamar la independencia y, con el segundo, reivindicando la abolición de la esclavitud.
En 1808, con el traslado de la corte portuguesa a Brasil, huyendo del posible sometimiento a Francia, consecuencia de la Guerra Peninsular entablada entre las tropas portuguesas y las de Napoleón Bonaparte, el príncipe-regente Juan de Braganza, el futuro rey Juan VI, hijo de la reina María I, abrió los puertos de la entonces colonia, permitió el funcionamiento de fábricas y fundó el Banco do Brasil. En 1815, el entonces Estado de Brasil fue elevado a la condición de Reino de Brasil, unido a los de Portugal y Algarve, con el nombre oficial del Reino Unido de Portugal, Brasil y Algarve, acumulado María I de Portugal las tres coronas. El 7 de septiembre de 1822, Pedro de Alcântara proclamó la independencia de Brasil en relación con el Reino Unido de Portugal, Brasil y Algarve, y fundó el Imperio del Brasil, siendo coronado emperador como Pedro I y teniendo como capital a Río de Janeiro. Reinó hasta 1831, cuando abdicó y la Corona brasileña pasó a su hijo, Pedro de Alcântara (hijo), que tenía apenas cinco años. A los catorce años, en 1840, Pedro de Alcântara (hijo) tuvo su mayoría declarada, siendo coronado emperador al año siguiente como Don Pedro II. En 1888, su hija, la princesa Isabel, firmó el decreto que extinguió la esclavitud en Brasil, conocido como ley Áurea.
El 15 de noviembre de 1889 ocurrió la proclamación de la República mediante un golpe militar del mariscal Deodoro da Fonseca, dando inicio a la llamada República Velha, que solo llegó a terminar en 1930 con la llegada de Getúlio Vargas al poder. (Desde entonces, Brasil ha sido nominalmente una república democrática, salvo en tres períodos de dictadura expresa: 1930-1934, 1937-1945 y 1964-1985). A partir de ese momento, destacan en la historia brasileña: la industrialización del país; su participación en la Segunda Guerra Mundial al lado de los Estados Unidos; la transferencia de la capital federal desde Río de Janeiro a Brasilia; y el Golpe Militar de 1964, cuando el general Castelo Branco asumió la presidencia. La dictadura militar (1964-1985), con el pretexto de combatir la subversión y la corrupción, suprimió derechos constitucionales, persiguió y censuró a los medios de comunicación, extinguió a los partidos políticos y creó el bipartidarismo. Después del fin del régimen militar, los diputados federales y senadores se reunieron en el año 1988 en la Asamblea Nacional Constituyente y promulgaron la nueva Constitución, que amplió los derechos individuales. El país se redemocratizó, avanzó económicamente y se incorporó cada vez más al escenario internacional.
Brasil es desde los 1970 hasta la actualidad (2022), la mayor economía de Sudamérica, la sexta del mundo y el quinto país más poblado. También forma parte de los llamados BRICS.

## Periodización

Evolución de la división administrativa de Brasil.

La periodización tradicional divide la historia de Brasil en cuatro períodos generales:
- Precabralino (hasta 1500);
- Colonial (entre 1500 y 1822);

- Descubrimiento (1500)
- Capitanías, Estado del Brasil, sociedades azucarera y aurífera
- Reino y sede de la corte portuguesa (1808)

- Imperial (de 1822 a 1889);

- Independencia
- Primer reinado (1823-1824)
- Regencias (1831-1840)
- Segundo reinado (1840-1889)

- Republicano (desde 1889 hasta hoy).

- Proclamación de la República
- República Velha (1889-1930)
- Era Vargas (1930-1945)
- República Populista (1946-1964)
- Dictadura militar (1964-1985)
- Nova República

## Períodopredescubrimentoo precabralino (hasta 1500)

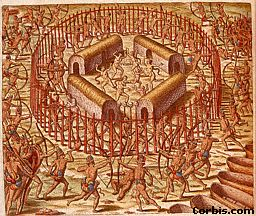
Ataque de índios a otra aldea indígena.

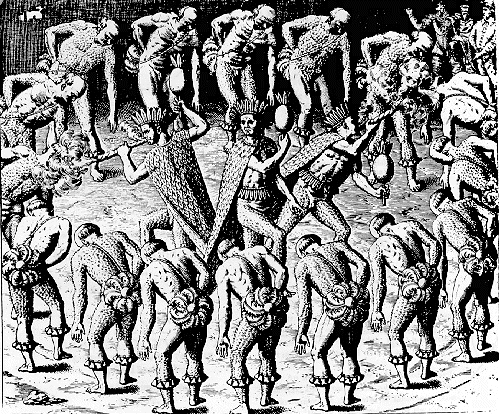
Danza tupinambá en una ilustración del libro Duas Viagens ao Brasil de Hans Staden.

Poco antes de que arribaran los europeos, se estima que la costa oriental de América del Sur estaba habitada por casi dos millones de indígenas, del norte al sur.
La población amerindia se encontraba dividida en naciones indígenas, a su vez compuestas por varios grupos étnicos, entre los que destacaban los tupí-guaraníes, los macro-yê y los aruacos. Los primeros se subdividían en guaraníes, tupiniquines y tupinambás, entre otros. Los tupíes se extendían entre los actuales territorios de los estados de Río Grande del Sur y Río Grande del Norte. Los portugueses encontraron a los nativos aún en la Edad de Piedra y divididos en varias tribus, la mayoría de las cuales pertenecían a la familia lingüística tupí-guaraní, y que constantemente luchaban entre sí. Según Luís da Câmara Cascudo, los tupíes fueron «la primera raza indígena que tuvo contacto con los colonizadores y (...) derivó en una mayor presencia suya, como la influencia en el mameluco, en el mestizo y en el luso-brasileño que nacía y en el europeo que se quedaba.» La influencia tupí se dio en la alimentación, en el idioma, en los procesos agrícolas, de caza y de pesca, en las supersticiones, en las costumbres, en el folclore, y como explica Cámara Cascudo:

Los tupí eran una raza histórica, estudiada por los misioneros, dando una tropa auxiliar, recibiendo el bautismo y ayudando al conquistador a expulsar enemigos de su tierra. (...) Eran los artífices de la red de dormir, criadores de la harina de mandioca, de la harina de palo, del complejo de la goma de mandioca, de las bebidas de frutas y raíces, de la carne y los peces moqueados, elementos que posibilitaron el avance blanco por el sertón.
O tupi era uma raça histórica, estudada pelos missionários, dando a tropa auxiliar, recebendo o batismo e ajudando o conquistador a expulsar inimigos de sua terra. (…) Eram os artífices da rede de dormir, criadores da farinha de mandioca, farinha de pau, do complexo da goma de mandioca, das bebidas de frutas e raízes, da carne e peixe moqueados, elementos que possibilitaram o avanço branco pelo sertão.
Câmara Cascudo

### Pueblos indígenas

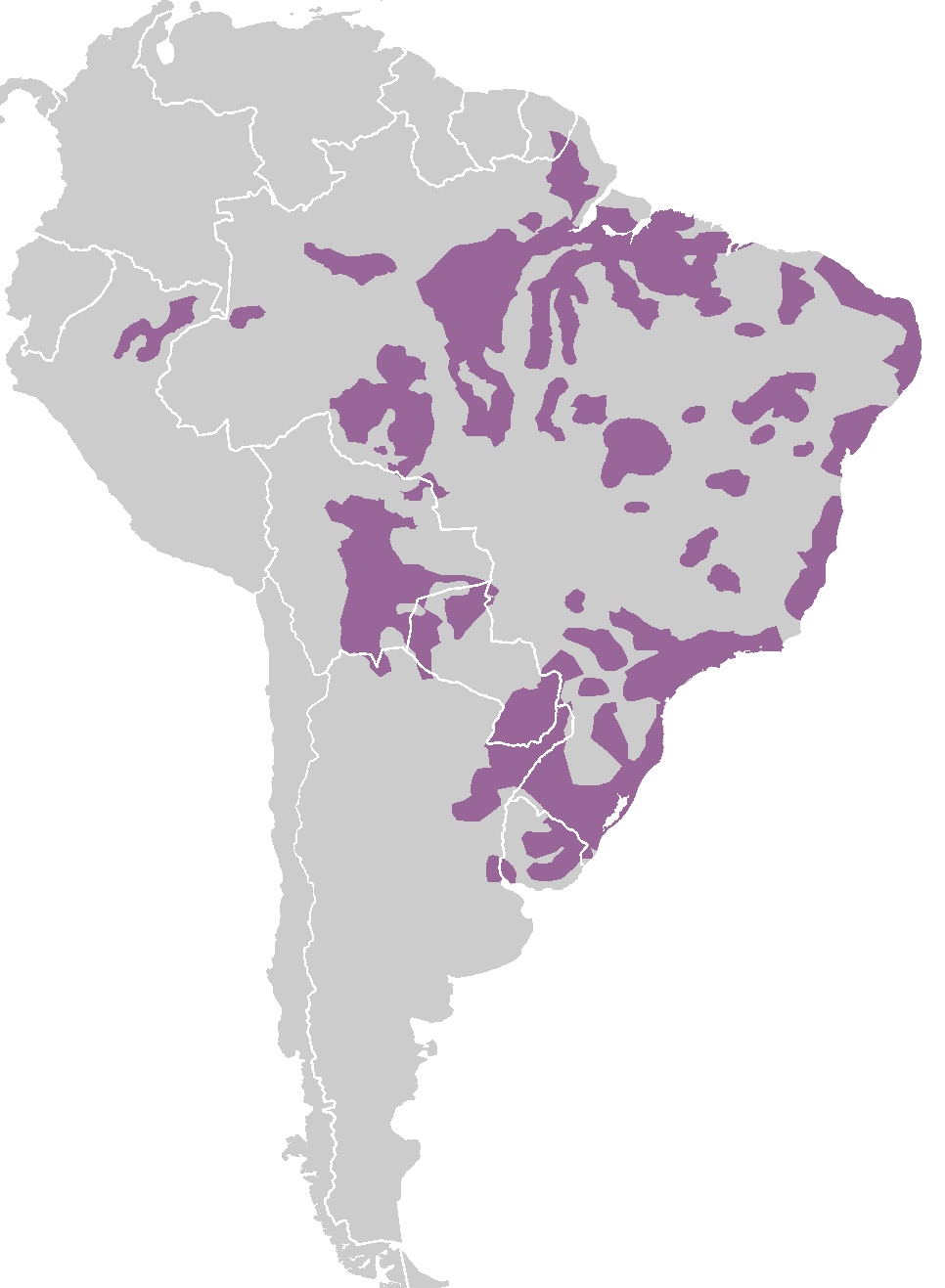
Áreas de expansión de las lenguas tupíes.

Ramas de las lenguas macro-yê.

El territorio de Brasil ha estado habitado desde hace por lo menos 8 000 años. El origen de los primeros brasileños, llamados «indios» por los portugueses, todavía es materia de discusión entre los arqueólogos, aunque las pruebas genéticas sugieren que Brasil, al igual que el resto de América, fue poblada por tribus provenientes de Siberia, en el norte asiático, las que cruzaron a través del estrecho de Bering. La visión tradicional es que fueron parte de la primera ola de esos inmigrantes cazadores que llegaron desde Siberia.
Los Andes y las altas montañas del norte de Sudamérica crearon un límite cultural entre las civilizaciones agrarias de la costa oeste (de donde surgieron las ciudades-estado urbanizadas y el Imperio Incaico) y las tribus seminómadas del este, que nunca desarrollaron registros escritos o una arquitectura monumental permanente. Por esta razón, muy poco se sabe de la historia de Brasil antes de 1500. Los restos arqueológicos (principalmente cerámica) revelan vagamente un complejo patrón de desarrollos culturales regionales, migraciones internas y grandes federaciones similares a estados ocasionales.
Es bien conocido que el Brasil precolonial, no solo por su gran extensión, era un territorio cultural, étnica y lingüísticamente muy diverso (en el actual territorio de Brasil se han documentado más de 240 idiomas diferentes, muchos de ellos en la actualidad extintos). Esos idiomas pertenecían a más de 20 familias lingüísticas diferentes, siendo los dos principales las lenguas tupíes — que ocupaban gran parte de la costa y también del interior de la Amazonia — y las lenguas macro-yê — que ocupaban principalmente la meseta brasileña. La mayor parte de idiomas costeños y del macizo central desaparecieron y en la actualidad los grupos indígenas habitan fundamentalmente la Amazonia brasileña.
Hacia el siglo XV, cuando llegaron los primeros exploradores europeos, todo el territorio estaba habitado por tribus indias seminómadas que subsistían de una combinación de caza, pesca, recolección y agricultura. La densidad de población era más o menos baja; los números totales han sido estimados en un millón de personas (pero recientes descubrimientos arqueológicos, tal como los mencionados arriba, parecen indicar un número mucho mayor). Aunque muchos indios brasileños sucumbieron a las masacres, a las enfermedades y a las duras consecuencias de la esclavitud y del desplazamiento forzoso, muchos otros fueron absorbidos dentro de la población brasileña, destacando en esto los bandeirantes paulistas que esclavizaron durante tres siglos a cerca de medio millón de indios. Unas cuantas tribus subsisten con su estilo de vida en los remotos rincones de la selva tropical del Amazonas.
La actual cultura brasileña le debe mucho a esos pueblos, incluido el desarrollo de cosechas como la casava y el complejo conocimiento necesario para la supervivencia en la selva tropical.

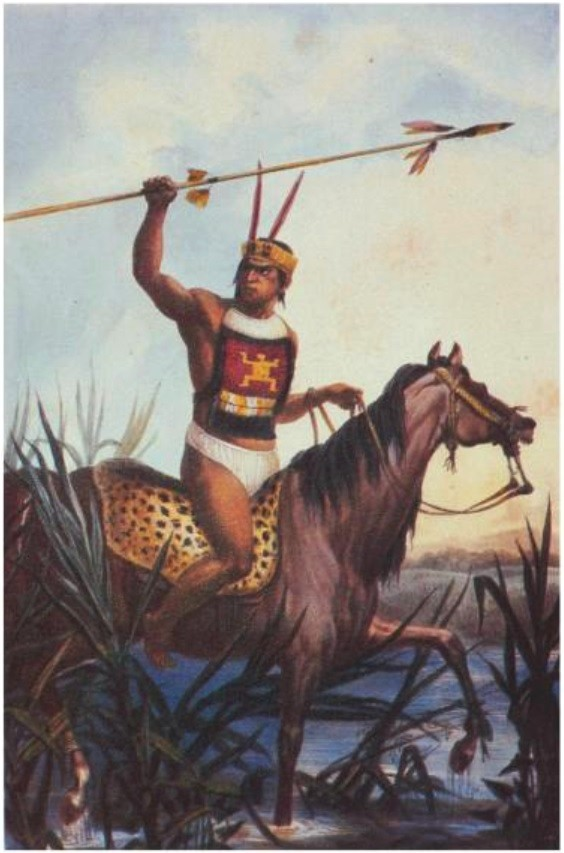
Un guerrero charrúa representado por Jean-Baptiste Debret a principios del.

Los colonos portugueses tuvieron que rechazar los intentos de colonización españoles (guerra de Iguape), ingleses, franceses y neerlandeses. Aparte de eso debieron enfrentar las rebeliones de los esclavos negros e indígenas y los ataques de los quilombos.
Y también tuvieron que someter a los pueblos del lugar: entre 1556 y 1558, a los caetés de Alagoas; entre 1558 y 1559, a los tupiniquines de Espírito Santo (guerra de Ilhéus) y de Minas Gerais (guerra de Paraguaçu); en 1575, a los tamoios de Río de Janeiro y a los indios de las misiones jesuitas de Sergipe (guerra de Aperipe); entre 1584 y 1587, a los potiguares de Paraíba y en 1597 a los de Río Grande del Norte; entre 1603 y 1604, a los oriundos de Ceará; entre 1663 y 1664, a los amazónicos del río Urubu; en 1665, a los tapajós; en 1671, a los anicuns de Goiás; entre 1683 y 1715, a los carirí de Bahía y Piauí; entre 1709 y 1710, a los cambebas del río Amazonas; entre 1723 y 1728, a los manaos del río Negro; entre 1737 y 1738, a los muras del Madeira-Purus y la Guerra Guaranítica (1754-1756).

## Período colonial (1500-1815)

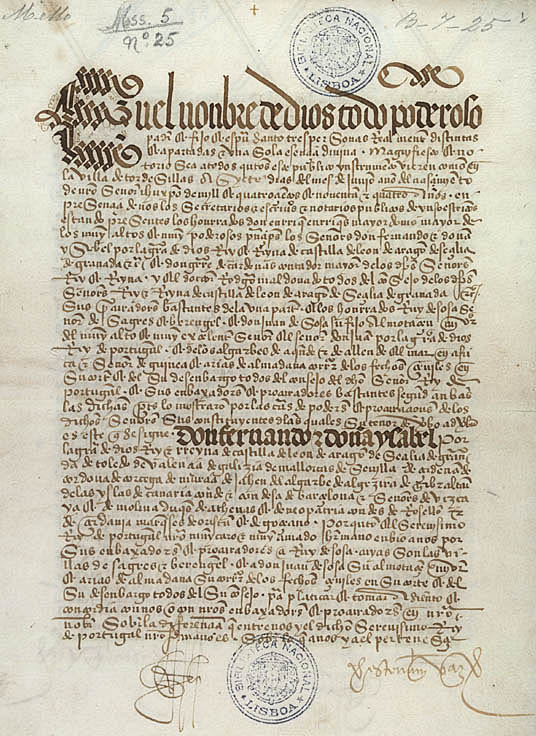
El tratado de Tordesillas (1494), firmado entre España y Portugal para repartir las tierras descubiertas y «por descobrir», definió los rumbos de la historia del «futuro» Brasil.

Del lado europeo, el descubrimiento de Brasil fue precedido por varios tratados entre Portugal y España, estableciendo límites y dividiendo el mundo ya descubierto del «mundo [todavía] por descubrir». Esos límites fueron establecidos poco después de que en 1492 España hiciera el «descubrimiento» oficial del territorio actualmente conocido como América, tal primer límite fue establecido por la bula papal alejandrina llamada Inter Caetera (1493), que, sin embargo, los portugueses rechazaron argumentando que el árbitro era un papa de origen español.
El meridiano fue desplazado más hacia el oeste por el tratado de Tordesillas (1494) en un momento en que no se conocía Brasil, y si fue acatado en la letra por los portugueses (aunque nunca cumplido en los hechos). El tratado determinó que las tierras al este de un meridiano imaginario a 370 leguas marítimas al oeste de las islas de Cabo Verde pertenecían al rey de Portugal, mientras que las tierras al oeste quedaban en manos de los reyes de Castilla (hoy España). En el actual territorio de Brasil, la línea atravesaba, de norte a sur, desde la actual ciudad de Belém do Pará a la actual Laguna, en Santa Catarina. Cuando supo del tratado, el rey Francisco I de Francia habría pedido conocer cual era «la cláusula del testamento de Adán» que dividía el planeta entre los reyes de Portugal y España y que a él lo excluía del reparto.

### La llegada de los europeos

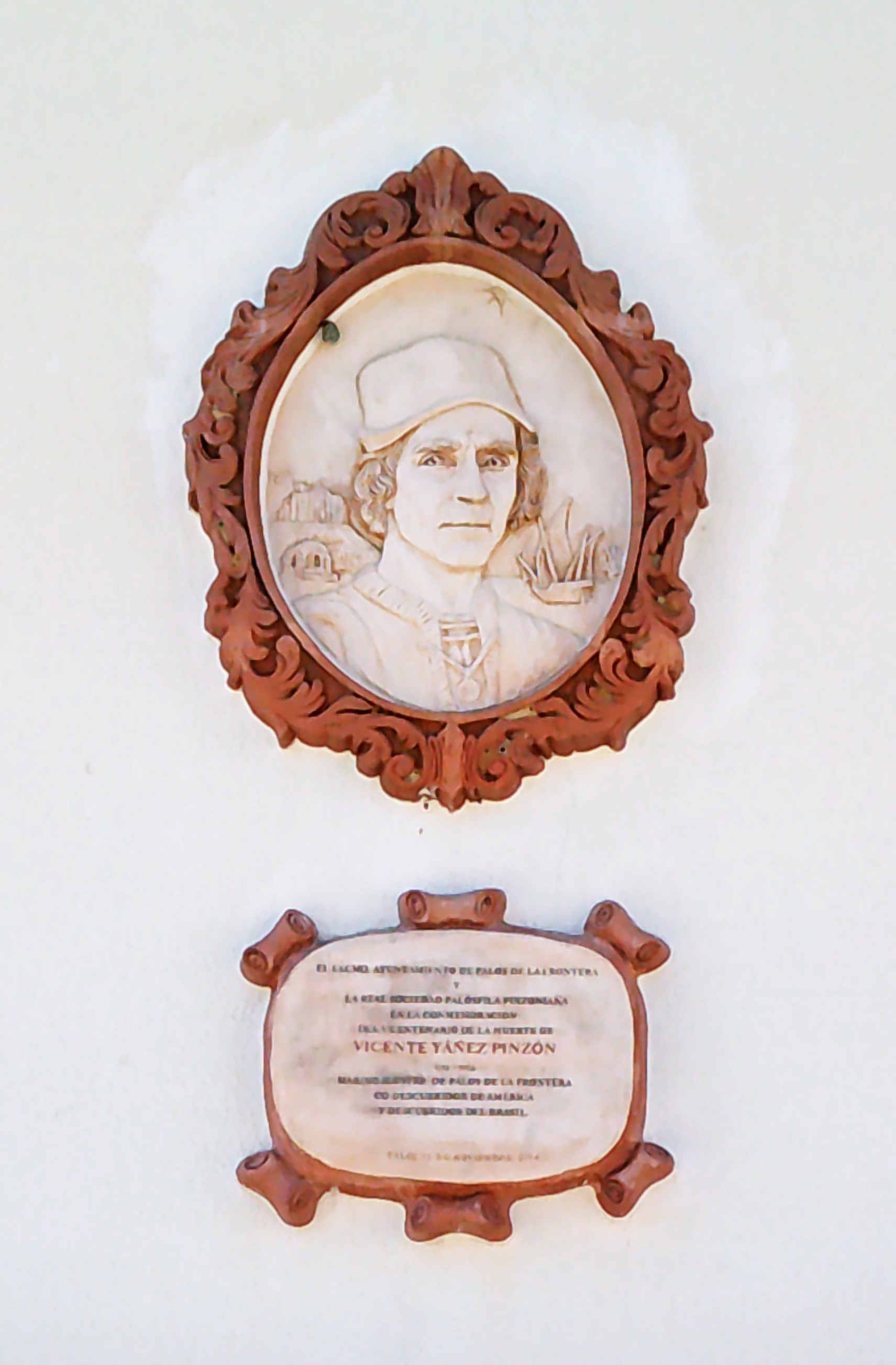
Vicente Yáñez Pinzón, considerado el descubridor de Brasil por diversos estudiosos, alcanzó el cabo de San Agustín en el litoral sur de Pernambuco el 26 de enero de 1500.

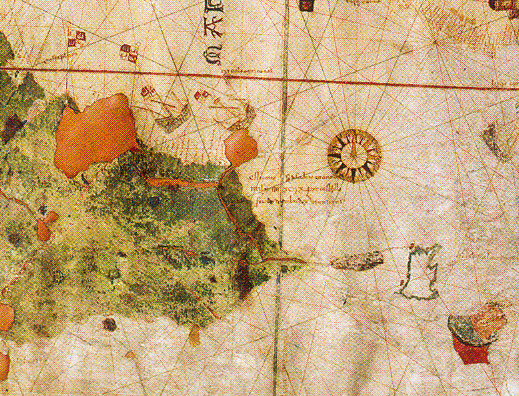
El noreste de América del Sur en el mapa de Juan de la Cosa (1500). Al este de San Agustín aparece, desconectado del continente, la Ilha de Vera Cruz («Ysla descubierta por portugal»).

El período comprendido entre el descubrimiento de Brasil en 1500 (llamado por los portugueses: Descobrimento do Brasil) hasta la independencia de Brasil, se llama, en Brasil: Período Colonial. Los portugueses, sin embargo, llaman a este período de «la construcción del Brasil» (A Construção do Brasil), y lo extienden hasta 1825 cuando Portugal reconoció la independencia de Brasil.
La mayoría de historiadores afirman que el descubridor de Brasil fue el navegante español Vicente Yáñez Pinzón, que el 26 de enero de 1500 desembarcó en el cabo de San Agustín, en el litoral sur de Pernambuco — está considerado como el viaje más antiguo comprobado al territorio brasileño. Siguió luego viaje e hizo una primera exploración de toda la costa hasta la desembocadura del río Amazonas, donde le adelantó su primo Diego de Lepe, cuya expedición seguía su estela, y este viaje se ve reflejado en los Pleitos Colombinos.  Sin embargo, para la historiografía luso-brasileña, Brasil fue descubierto el 22 de abril de 1500, por el capitán mayor de una expedición portuguesa en busca de las Indias, Pedro Álvares Cabral, que llegó a la costa sur de Bahía, en la región de la actual ciudad de Porto Seguro, más precisamente en el distrito de Coroa Vermelha.  Fue él quien tomará «formalmente» el territorio en nombre de su país.
El 9 de marzo de 1500, el portugués Pedro Álvares Cabral, dejando Lisboa, comenzó un viaje para oficialmente descubrir y tomar posesión de las nuevas tierras para la Corona, y luego continuar el viaje hacia la India, contorneando África, para llegar a Calicut. Llevaba dos carabelas y 13 naos, y por tripulación 1500 hombres, entre los más experimentados: Nicolau Coelho, que acababa de regresar de India; Bartolomeu Dias, que había descubierto el cabo de Buena Esperanza; y su hermano Diogo Dias, que más tarde Pero Vaz de Caminha describiría bailando en la playa en Porto Seguro con los índios, a la manera de ellos y al son de una gaita» («ao jeito deles e ao som de uma gaita»). Las principales naos se llamaban Anunciada, São Pedro, Espírito Santo, El-Rei, Santa Cruz, Frol de la Mar, Victoria e Trindade. El vicecomandante de la flota era Sancho de Tovar y otros capitanes eran Simão de Miranda, Aires Gomes da Silva, Nuno Leitão, Vasco de Ataíde, Pero Dias, Gaspar de Lemos, Luís Pires, Simão de Pina, Pedro de Ataíde (de sobrenombre Inferno), además de los ya citados Nicolau Coelho y Bartolomeu Dias. Por factor, la armada llevaba a Aires Correia, que había de quedarse en la India, y por los escribanos Gonçalo Gil Barbosa y Pero Vaz de Caminha. Entre los pilotos, que eran los verdaderos navegantes, iban Afonso Lopes y Pero Escobar. Dice la Crônica do Sereníssimo Rei D. Manuel I:

Y, porque el Rey siempre fue muy inclinado a las cosas que tocaban nuestra Santa fe católica, mandó en esta armada ocho frailes de la orden de San Francisco, hombres letrados, de los que era Vicario fray Enrique, que después fue confesor del Rey y Obispo de Ceuta, que como ocho capellanes y un vicario, les ordenó permanecer en Calicut, para que administraren los sacramentos a los portugueses y a los de la tierra si quisiesen convertirse a la fe.
E, porque el Rei sempre foi mui inclinado às coisas que tocavam a nossa Santa fé católica, mandou nesta armada oito frades da ordem de S. Francisco, homens letrados, de que era Vigário frei Henrique, que depois foi confessor del Rei e Bispo de Ceuta, os quais como oito capelães e um vigário, ordenou que ficassem em Calecut, para administrarem os sacramentos aos portugueses e aos da terra se se quisessem converter à fé.
Crônica do Sereníssimo Rei D. Manuel I

Se levaron las anclas en Lisboa, la flota pasó por la isla de São Nicolau, en el archipiélago de Cabo Verde, el 16 de marzo. Se habían alejado de la costa africana cerca de las Canarias, llevados por los vientos alisios en dirección al occidente. El 21 de abril, desde la nave capitana se avistaron en el mar, flotando, plantas. Más tarde surgieron pájaros marinos, señales de tierra cercana. Al amanecer del 22 de abril se oyó un grito de «terra à vista» («tierra a la vista»), pues se avistó el monte que Cabral bautizó como monte Pascoal, en el litoral sur de la actual Bahía.
Allí arribaron las naos, discutiéndose hasta hoy sí habría sido exactamente en Porto Seguro o en Santa Cruz Cabrália (más precisamente en el islote de Coroa Vermelha, en el municipio de Santa Cruz Cabrália), e hicieron contacto con los tupiniquines, locales pacíficos. La tierra, que los nativos llamaban Pindorama («tierra de las palmeras»), fue en un principio llamado por los portugueses Ilha de Vera Cruz y en ella fue erigido un padrão (marca de posesión en nombre de la Corona portuguesa). Más tarde, la tierra sería rebautizada como Terra de Santa Cruz y, posteriormente, Brasil. Estaba situada a 5 000 km al sur de las tierras descubiertas por Cristóbal Colón en 1492 y a 1 400 km de la línea de Tordesillas. Sérgio Buarque de Holanda describe, en História Geral da Civilização Brasileira:

Habiendo veleado para el norte, hallaron diez leguas más adelante un arrecife con puerto adentro, muy seguro. Al día siguiente, sábado, entraron los navíos en el puerto y anclaron más cerca de la tierra. El lugar, que todos encontraron deleitoso, proporcionaba buen anclaje y podía albergar a más de 200 embarcaciones. Alguna gente de a bordo fue a tierra, pero no pudieron entender la algarabía de los habitantes, diferente de todas las lenguas conocidas.
Tendo velejado para o norte, acharam dez léguas mais adiante um arrecife com porto dentro, muito seguro. No dia seguinte, sábado, entraram os navios no porto e ancoraram mais perto da terra. O lugar, que todos acharam deleitoso, proporcionava boa ancoragem e podia abrigar mais de 200 embarcações. Alguma gente de bordo foi à terra, mas não pôde entender a algaravia dos habitantes, diferente de todas as línguas conhecidas.
Sérgio Buarque de Holanda

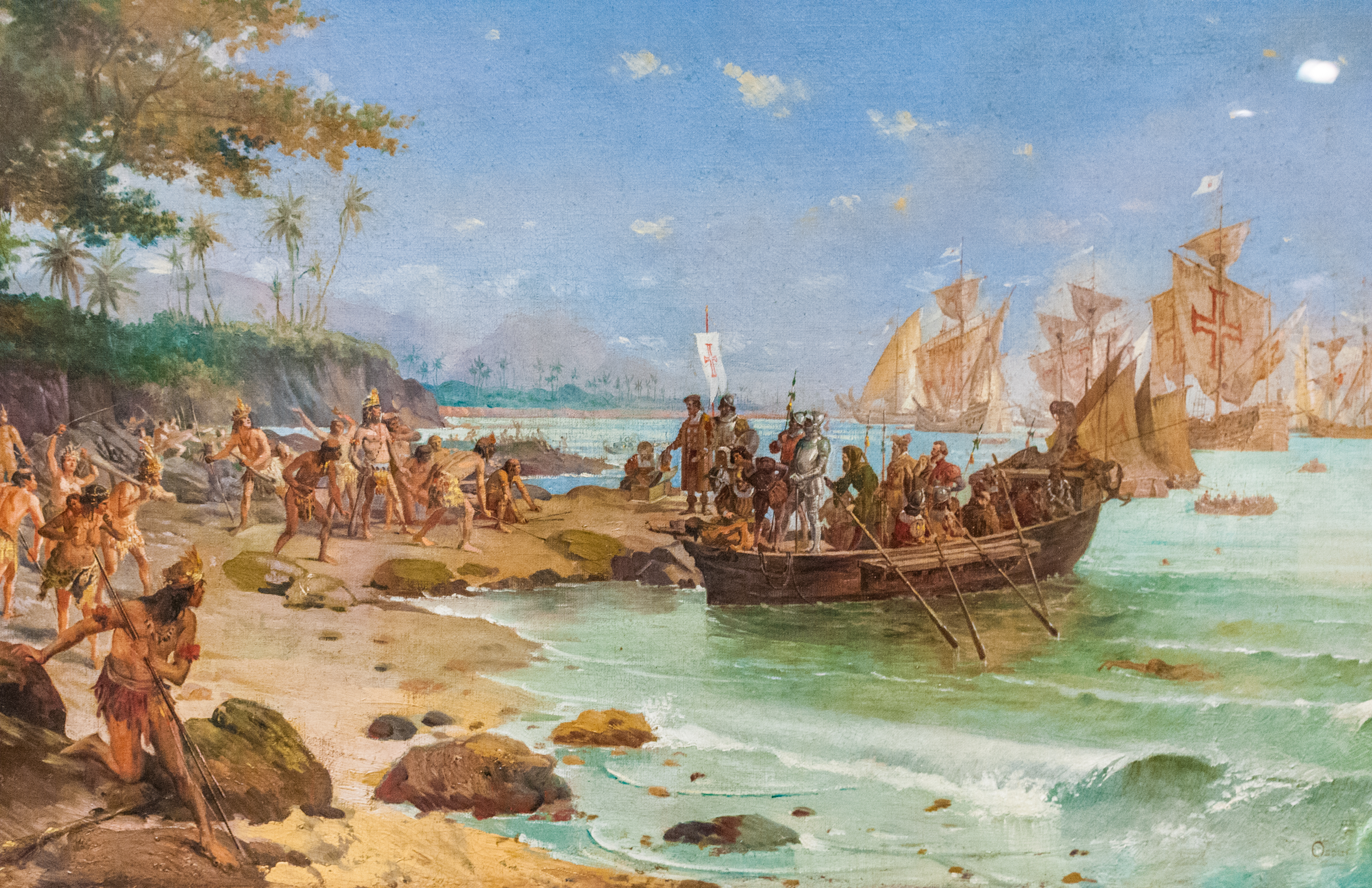
Desembarque de Cabral em Porto Seguro, óleo sobre tela, Oscar Pereira da Silva, 1904. Acervo del Museu Histórico Nacional de Río de Janeiro.

El 26 de abril, un domingo (el de Pascua), fue oficiada la primera misa en el suelo brasileño por el fray Henrique Soares (o por el fray Henrique de Coímbra), que predicó sobre el Evangelio del día. Bautizaron la tierra como la Ilha da Vera Cruz el 1 de mayo y, en una segunda misa, Cabral tomó posesión de la tierra en nombre del rey de Portugal. En el mismo día, los navíos partieron, dejando en la tierra al menos dos desterrados y dos grumetes que habían huido de bordo. Cabral partió hacia la India por la vía cierta que sabía existía a partir de la costa brasileña, es decir, cruzó otra vez el océano Atlántico y costeó África.
El rey Don Manuel I recibió la noticia del descubrimiento semanas después gracias a las cartas escritas por Mestre João, físico y cirujano de Don Manuel, y Pero Vaz de Caminha. Llevadas en la nave de Gaspar de Lemos, las cartas describían de forma pormenorizada las condiciones geográficas y a sus habitantes, desde entonces llamados índios. Atento a los objetivos de la Corona en la expansión marítima, Caminha informaba al rey:

En ella hasta ahora no podemos saber que haya oro ni plata, ni algo de metal ni de hierro se lo vimos; pero la tierra en sí es de muchos buenos aires, así fríos y templados como los de entre Duero y Miño, porque en este tiempo de ahora así los hallamos como los de allá; las aguas son muchas infinitas y de tal manera es graciosa, que queriendo aprovecharse se dará en ella todo por bien de las aguas que tiene; pero el mejor fruto que en ella se puede hacer me parece que será salvar a esta gente (...) buena y de buena sencillez.
Nela até agora não podemos saber que haja ouro nem prata, nem alguma coisa de metal nem de ferro lho vimos; pero a terra em si é de muitos bons ares, assi frios e temperados como os d'antre Doiro e Minho, porque neste tempo de agora assi os achamos como os de lá; águas são muitas infindas e em tal maneira é graciosa, que querendo aproveitar-se dar-se-á nela tudo por bem das águas que tem; pero o melhor fruto que nela se pode fazer me parece que será salvar esta gente (…) boa e de boa simplicidade.
Pero Vaz de Caminha

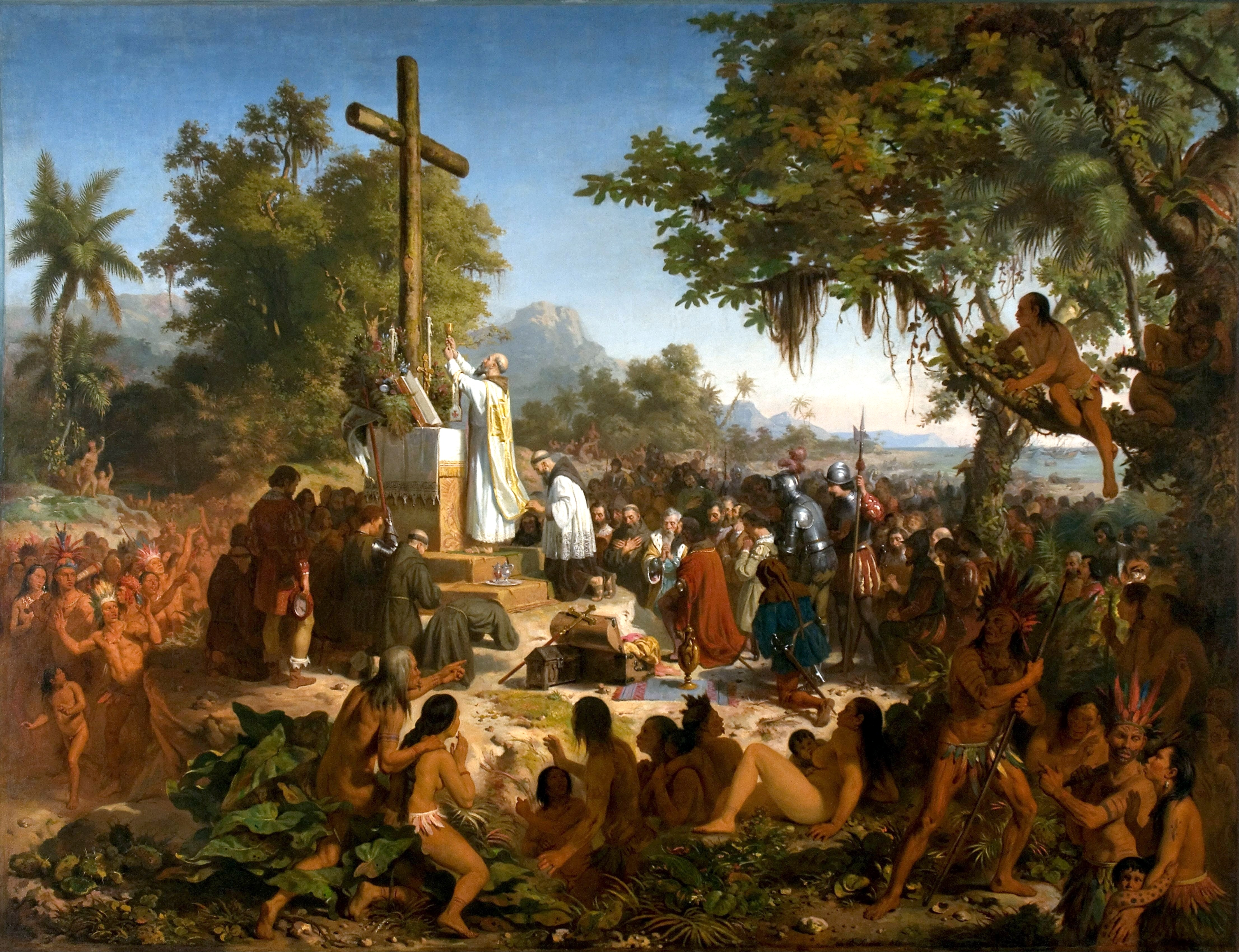
Detalle de A Primeira Missa no Brasil, de Victor Meirelles (1861).

El historiador Damião de Góis narra el descubrimiento en su lengua renacentista:

Navegando ao oeste, a los xxiiij días del mes de abril vieron tierra, de lo que fueran muy alegres, porque por el rumbo en que yacía, venía a ser ninguna de las que hasta entonces eran descubiertas. Padralures Cabral puso frente para aquella banda y como estuviera bien a la vista, mando a su maestre que un esquife fuera a tierra, y cuando tornó luego con nuevas de ser muy fresca y viciosa, diciendo que vio andar gente baja y desnuda por la playa, de cabello largo y corredizo, con arcos y frechas en las manos, por lo que mandó algunos de los capitanes que fueran con los bateos armados ver si esto era así, los que sin salir en tierra volvieron a la capitana afirmando ser verdad lo que el maestre dijera. En el momento en que se inició la noche de un temporal, con el que corrieron a lo largo de la costa hasta que tomaron un puerto muy bueno, donde Pedralures surgió con las otras naos y por ser tal nombró Porto Seguro.
Navegando a loeste, aos xxiiij dias do mes Dabril viram terra, do que forão muito alegres, porque polo rumo em que jazia, vião não ser nenhuma das que até então eram descubertas. Padralures Cabral fez rosto para aquela banda & como forão bem à vista, mandou ao seu mestre que no esquife fosse a terra, o qual tornou logo com novas de ser muito fresca & viçosa, dizendo que vira andar gente baça & nua pela praia, de cabelo comprido & corredio, com arcos & frechas nas mãos, pelo que mandou alguns dos capitães que fossem com os bateis armados ver se isto era assi, os quaes sem sairem em terra tornaram à capitaina afirmando ser verdade o que o mestre dixera. Estando já sobrancora se alevantou de noite hum temporal, com que correram de longo da costa ate tomarem hum porto muito bom, onde Pedralures surgio com as outras naos & por ser tal lhe pos nome Porto Seguro.
Damião de Góis

Además de las cartas arriba mencionadas, otro importante documento sobre el descubrimiento de Brasil es el conocido como Relato do Piloto Anônimo. En un primer momento, el rey de Portugal mantuvo en secreto el descubrimiento de la nueva tierra. El resto del mundo pasó a conocer Brasil desde por lo menos 1507, cuando esa tierra apareció con el nombre de América en la carta (mapa) de Martin Waldseemüller, en el que está señalado en la costa el Porto Seguro.

### Expediciones exploratorias

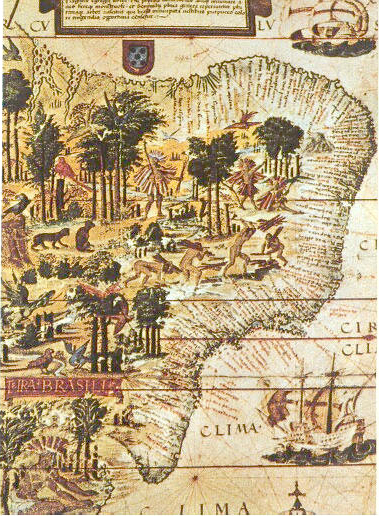
Detalle del mapa "Terra Brasilis" (Atlas Miller, 1519), actualmente en la Biblioteca Nacional de Francia.

En 1501, una gran expedición exploratoria, la primera flota de reconocimiento, con tres naos, encontró como recurso explotable apenas el palo brasil, de madera rojiza y valiosa usada en la tintorería europea, pero hizo un levantamiento de la costa. Comandada por Gaspar de Lemos, el viaje comenzó el 10 de mayo de 1501 y terminaría con el regreso a Lisboa el 7 de septiembre de 1502, después de recorrer la costa y nombrar los principales accidentes geográficos. Sobre el comandante, pueden haber sido D. Nuno Manuel, André Gonçalves, Fernão de Noronha, Gonçalo Coelho o Gaspar de Lemos, siendo este último el nombre más aceptado. Algunos historiadores niegan la posibilidad de Gonçalo Coelho, que solo habría partido de Lisboa en 1502. El barón de Río Branco en su Efemérides, se fija en André Gonçalves, que es la versión más comúnmente aceptada. Pero André Gonçalves formaba parte de la flota de Cabral, que regresó a Lisboa cuando la expedición de 1501 ya había partido para Brasil y con ella se cruzó a la altura del archipiélago de Cabo Verde. Así, muchos historiadores optan por Gaspar de Lemos, que entre junio y julio de 1500, ya había llegado a Portugal con la noticia del descubrimiento. El florentino Américo Vespucio iba como piloto en la flota (y por su nombre sería bautizado todo el continente, más tarde). Después de 67 días de viaje, el 16 de agosto, la flota alcanzó lo que hoy es el cabo de São Roque (Río Grande do Norte) y, según Câmara Cascudo, allí plantó el marco de posesión más antiguo de Brasil. No hubo, en ese momento, contactos entre los portugueses y los indios potiguaras.
Durante las expediciones, los portugueses aconstumbraban bautizar los accidentes geográficos siguiendo el calendario con los nombres de los santos de los días, haciendo caso omiso de los nombres locales dadas por los nativos. El 1 de noviembre (Día de Todos los Santos), llegaron a la bahía de Todos los Santos, el 21 de diciembre (día de Santo Tomás) al cabo de São Tomé, el 1 de enero de 1502 a la bahía de Guanabara (por eso bautizada como "Río de Janeiro") y el 6 de enero (Día de Reyes) a la angra (bahía) bautizada como Angra dos Reis. Otros lugares descubiertos fueron la desembocadura del rio São Francisco y el cabo Frío. Las tres naos que llegaron a la bahía de Guanabara iban comandadas por Gonçalo Coelho, y en ellas iba Vespucio. Tomando la estrecha entrada de la barra por la desembocadura de un río, la llamaron río de Janeiro, nombre que se extendió a la ciudad de São Sebastião que allí se erguiría más tarde.
En 1503 hubo una nueva expedición, esta vez comandada (sin controversias) por Gonçalo Coelho, sin ser establecido ningún asentamiento o factoría. Se organizó en función de un contrato del rey del con un grupo de comerciantes de Lisboa para extraer el palo brasil. Llevaba de nuevo a Vespucio y seis navíos. Partió en mayo de Lisboa, estaba en agosto en la isla de Fernando de Noronha y allí se hundió el buque insignia, dispersandose la armada. Vespucio pudo haber ido a Bahía, pasado seis meses en cabo Frío, donde ingresó 40 leguas tierra adentro. Allí habría dejado 24 hombres con víveres para seis meses. Coelho, al parecer, estuvo recogido en la región donde se fundaría después la ciudad de Río de Janeiro, posiblemente durante dos o tres años.
En esa ocasión, Vespucio, al servicio de Portugal, regresó al mayor puerto natural de la costa brasileña, la bahía de Todos los Santos. Durante las tres primeras décadas, el litoral bahiano, con sus innumerables ensenadas, sirvió fundamentalmente como apoyo a la ruta de la India, cuyo comercio de productos de lujo —seda, alfombras, porcelana y especias— era más ventajoso que los productos ofrecidos por la nueva colonia. En los pequeños y grandes puertos naturales bahianos, en especial en el de Todos los Santos, las flotas se abastecían de agua y de leña y aprovechaban para hacer pequeñas reparaciones.
En Río de Janeiro, algunos navíos arribaron al lugar que los indios llamaban de Uruçu-Mirim, la actual playa del Flamengo. Junto a la desembocadura del río Carioca (otrora abundante fuente de agua dulce) se erigieron una casa de piedra y un arraial, dejándose en el lugar desollados y gallinas. La construcción inspiró el nombre que los indios dieron al local (cari-oca, 'casa de los blancos'), que pasaría a ser el gentílico de la ciudad de Río. El arraial, sin embargo, fue luego destruido. Otras escuadras pasarían por la bahía de Guanabara: la de Cristóvão Jacques, en 1516; la de Fernando de Magallanes (que llamó al lugar baía de Santa Luzia), en 1519, en la primera circunnavegación del mundo; otra vez la de Jacques, en 1526, y la de Martim Afonso de Sousa, en 1531.
Otras expediciones al litoral brasileño pueden haber ocurrido, ya que desde 1504 se señalan actividades de corsarios. Holanda, en Raízes do Brasil, cita al capitán francés Paulmier de Gonneville, de Honfleur, que permaneció seis meses en el litoral de Santa Catarina. La actividad de los navegantes portugueses se inspiraba en la doctrina de la libertad de los mares, expresada por Hugo Grotius em Mare liberum, base de la reacción europea contra España y Portugal, generando la piratería ampliada por los mares del planeta.

### Extracción del palo brasil
La explotación del palo brasil (en portugués: exploração do pau-brasil) fue la primera actividad económica de Brasil. El árbol, Paubrasilia echinata también llamado palo brasil o palo de pernambuco (pau-de-pernambuco) —y que los indios tupis llamaban ibirapitanga—, era una riqueza de creciente demanda en la Europa moderna. Se estima que había en la época del descubrimiento más de 70 millones de palos brasileros, abundando en una franja de 18 km del litoral desde Rio Grande del Norte hasta la bahía de Guanabara. Casi todos fueron talados y llevados al continente europeo. La extracción fue tanta que actualmente la especie está protegida para no sufrir extinción.

### Administración colonial

#### Capitanías del Mar (1516-1532)
La administración de las tierras ultramarinas, que en un principio fue alquilada a Fernão de Noronha, agente de la Casa Fugger (1503-1511), quedó a cargo directo de la Corona, que no podía contener las frecuentes incursiones de franceses en la nueva tierra. Por eso, en 1516, D. Manuel I y su Consejo crearon en las Azores y Madeira las llamadas «capitanías del mar», por analogía con las establecidas en el océano Índico. El objetivo fundamental era garantizar el monopolio de la navegación y la política del mare clausum (mar cerrado). Cada dos años, el capitán del mar partía con una escuadra para realizar un crucero de inspección en el litoral, defendiéndolo de las incursiones francesas o castellanas. Brasil habría sido visitado por cuatro armadas.
Las armadas de Cristóvão Jacques se afirmaron con insistencia en el Río de la Plata. También en 1516 ocurrió la primera tentativa de colonización metódica y de aprovechamiento de la tierra con base en una plantación de caña de azúcar (llevada desde Cabo Verde) y en la fabricación del azúcar. Ya debió haber algunos intentos de capitanías y establecimientos en tierra firme, pues el 15 de julio de 1526 el rey Manuel I autorizó Pero Capico, «capitão de uma capitania do Brasil», a regresar a Portugal porque «lhe era acabado o tempo de sua capitania». A Capico, que era técnico de administración colonial, le había sido confiada la factoría de Itamaracá, en el actual estado de Pernambuco.
Roberto Simonsen (en História Econômica do Brasil, pág.120) comenta:

En la tierra de Santa Cruz, el valor y las posibilidades de comercio no justificaban (...) organizaciones de la misma importancia que las factorias de Portugal en África. «Aun así, fueron instaladas, ya sea por los concesionarios del comercio de palo brasil, ya sea por el propio gobierno portugués, varias factorias, puestos de rescate donde se concentraban bajo el amparo de fortificaciones primitivas, los artículos de tierra que las naos llegaban a buscar. Sin por lo demás deficientes hasta hoy las notícias sobre estas factorias, 
Igaraçu, Itamaracá, Bahia, Porto Seguro, Cabro Frio, São Vicente y otras intermediarias, que desaparecían, ora desmanteladas por el gentío, ora conquistadas por los franceses. Pero el propio comercio del palo brasil era una demostración de su existencia, y las noticias sobre la década anterior, de 1530, alientan la preocupación del gobierno portugués para defenderlas.» Eran así puestos de rescate de carácter temporal, establecimientos efímeros, asolados por entrelazados y corsarios franceses, por salvajes. Durante muchos años cesará todo interés de Portugal en Brasil. Brasil quedó al azar... Colonizar la nueva tierra sería dispendioso, sin lucro inmediato. Portugal, en el auge de su técnica de navegación, con la posesión de factorias afincadas en vastísimas costas de los océanos, no tenía recursos humanos, con una población estimada de un millón de habitantes. Se imponía una actitud predominantemente fiscal. ¿Había lo qué? Había macacos, papagayos, salvajes desnudos y primitivos. Pero había palo brasil...
Na terra de Santa Cruz, o valor e as possibilidades de comércio não justificavam (…) organizações da mesma importância» que as feitorias de Portugal na África. «Mesmo assim, foram instaladas, quer pelos concessionários do comércio do pau-brasil, quer pelo próprio governo português, várias feitorias, postos de resgate onde se concentravam, sob o abrigo de fortificações primitivas, os artigos da terra que as naus vinham buscar. São por demais deficientes até hoje as notícias sobre estas feitorias, Igaraçu, Itamaracá, Bahia, Porto Seguro, Cabro Frio, São Vicente e outras intermediárias, que desapareciam, ora esmagadas pelo gentio, ora conquistadas pelos franceses. Mas o próprio comércio do pau-brasil é uma demonstração de sua existência, e as notícias sobre a década anterior, de 1530, salientam a preocupação do Governo português de defendê-las.» Eram assim postos de resgate de caráter temporário, estabelecimentos efêmeros, assolados por entrelopos e corsários franceses, por selvagens. Por muitos anos cessará todo o interesse de Portugal pelo Brasil. O Brasil ficou ao acaso… Colonizar a nova terra seria dispendioso, sem lucro imediato. Portugal, no auge de sua técnica de navegação, de posse de feitorias fincadas em vastíssimas costas de oceanos, não tinha recursos humanos, com uma população estimada em um milhão de habitantes. Impunha-se uma atitude predominantemente fiscal. Havia o quê? Havia  macacos, papagaios, selvagens nus e primitivos. Mas havia pau-brasil…
Roberto Simonsen

Y João Ribeiro (en História do Brasil) dice:

(…) después de las primeras exploraciones, las tierras de Brasil se convirtieron en un constante teatro de la piratería universal. Especuladores franceses, alemanes, judíos y españoles aquí aportan, comercian con el gentío o se asalvajan y con ellos conviven en igual barbarie. Los navegantes de todos los puntos aquí se aprovisionan o se abrigan de las tempestades. Los aventureros aquí desembarcan, y viven a la ventura, en compañía de desterrados y forajidos. Lo que procura la corte portuguesa de D. Manuel I son las riquezas de Oriente, y si alguna expedición arriba aquí y se demora (....) no es el Brasil que las atrae, sino la fascinación de Oriente.
... depois das primeiras explorações, as terras do Brasil tornaram-se constante teatro da pirataria universal. Especuladores franceses, alemães, judeus e espanhóis aqui aportam, comerciam com o gentio ou seelvajam-se e com eles convivem em igual barbaria. Os navegadores de todos os pontos aqui se aprovisionam ou se abrigam das tempestades. Aventureiros aqui desembarcam, e vivem à ventura, na companhia de degredados e foragidos. O que procura a corte portuguesa de D. Manuel I são as riquezas do Oriente, e se alguma expedição aqui toca e se demora, (....) não é o Brasil que as atrai mas ainda a fascinação do Oriente.
João Ribeiro

#### Capitanías hereditarias (1532-1549)

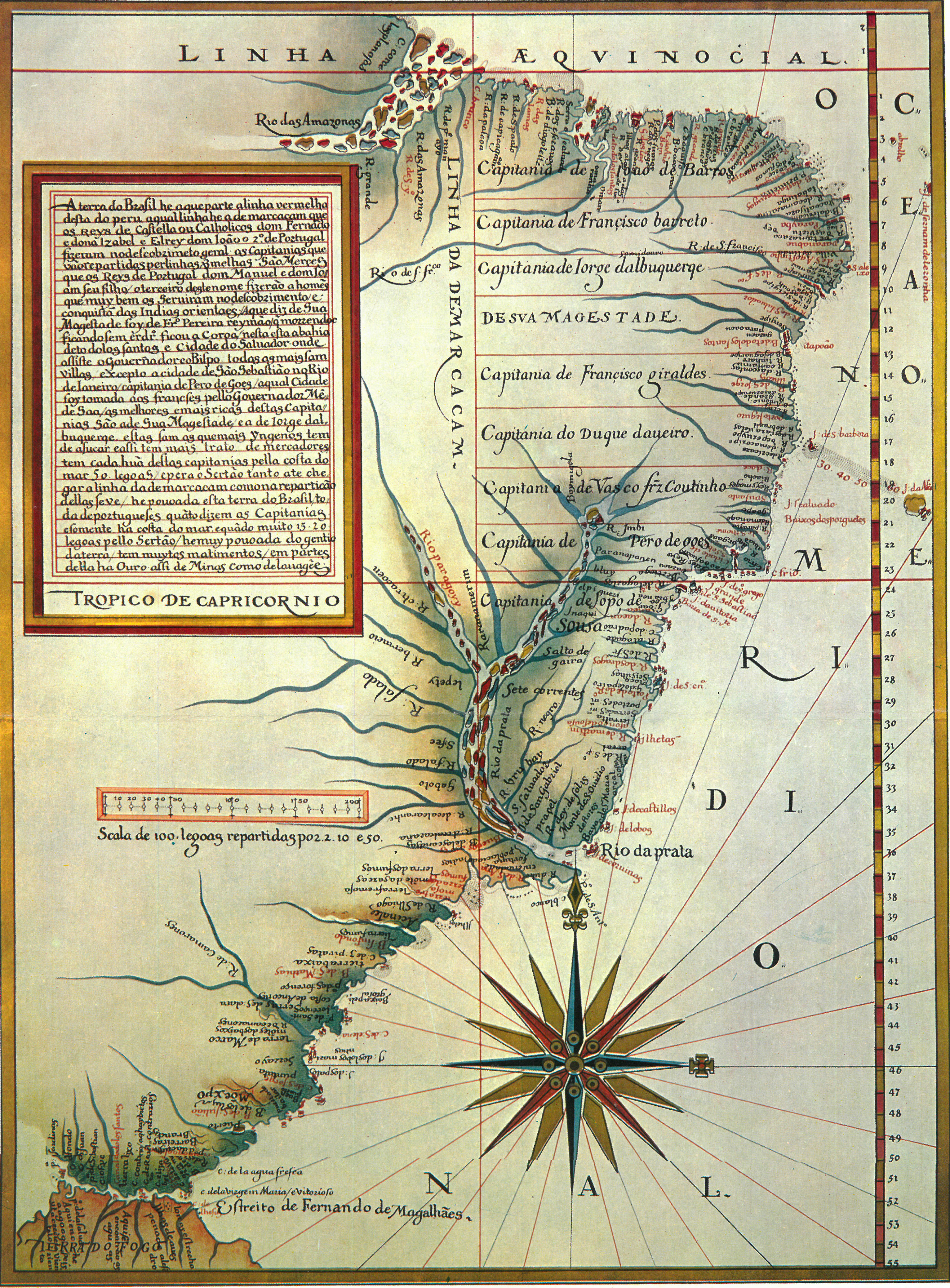
Las capitanías hereditarias

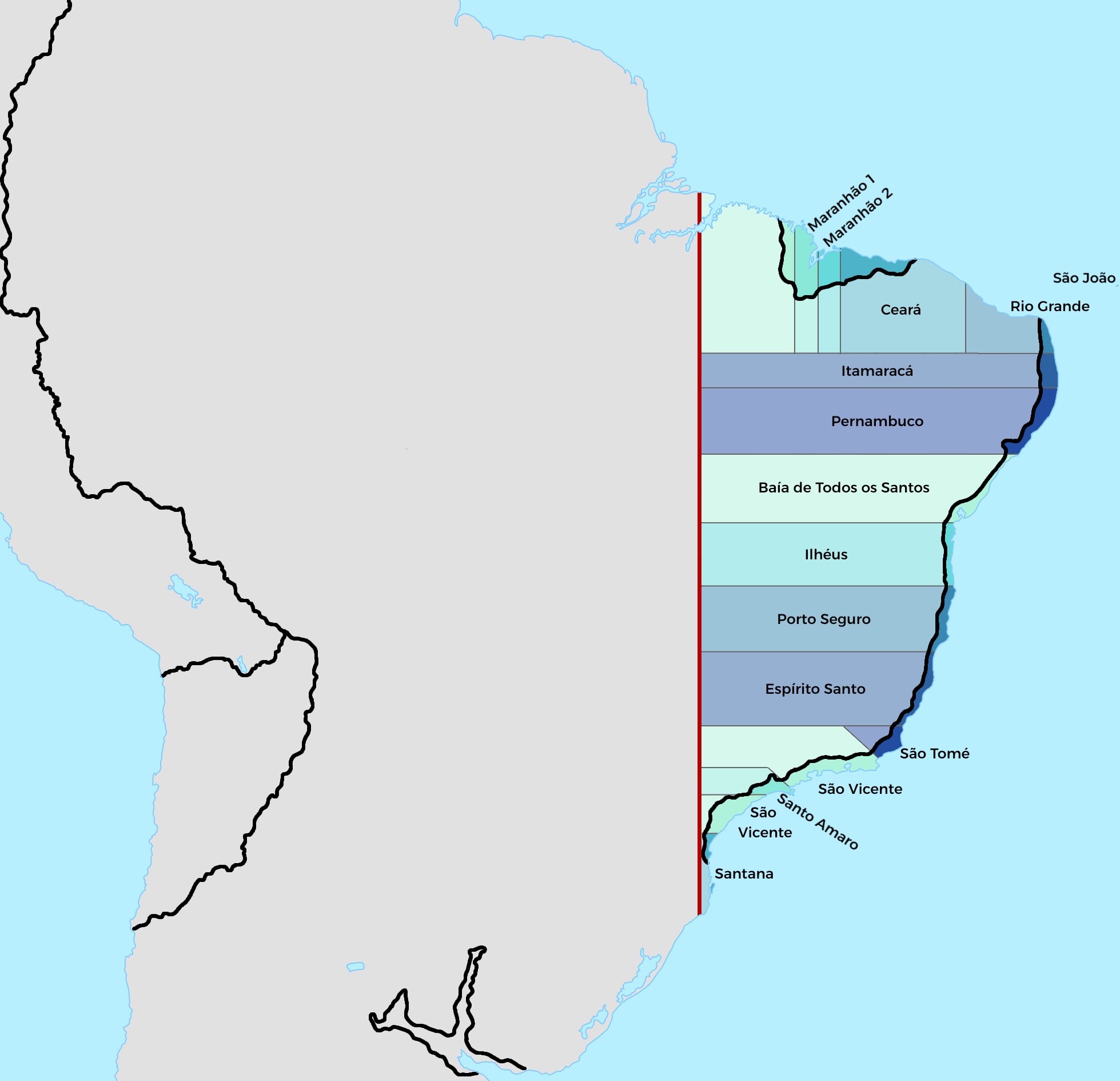
1534: el Brasil de las capitanías limitadas al oeste por la Línea de Tordesillas

La apatía solo cesaría cuando D. João III ascendió al trono. En la década de 1530, Portugal comenzaba a perder la hegemonía del comercio en África Occidental y en el océano Índico. Circulaban insistentes noticias del descubrimiento de oro y de plata en la América española. En 1532, el rey decidió ocupar las tierras mediante el sistema de capitanías, pero en régimen hereditario, por el cual la explotación pasaría a ser derecho de familia. El capitán y gobernador, títulos concedidos al donatario, tendría amplios poderes, entre ellos el de fundar asentamientos (villas y ciudades), conceder sesmarias y administrar justicia. El sistema de capitanías hereditarias implicaba una división de tierras vastísimas, donadas a capitanes-donatarios (capitães-donatários) que serían responsables de su control y desarrollo, y que debían soportar los gastos de la colonización. Se donaron a los que poseían condiciones financieras para costear esa empresa de colonización, que eran principalmente «miembros de la burocracia estatal» y «militares y navegantes ligados a la conquista de la India», según Eduardo Bueno (en la História de Brasil). Según el mismo autor, la sugerencia le habría llegado al rey por Diogo de Gouveia, ilustre humanista portugués, y respondía a una «absoluta falta de interesse da alta nobreza lusitana» en las tierras americanas.
El vínculo jurídico entre el rey de Portugal y cada donatario era establecido en dos documentos: la Carta de Donación, que confería la posesión y la Carta Foral que determinaba derechos y deberes. Por la primera, el donatário recibía la posesión de la tierra, pudiendo transmitirla a sus hijos, pero no venderla. Recibía también una sesmaría de diez leguas de costa. Debía fundar villas, distribuir tierras a quien desease cultivarlas y construir ingenios. El donatario ejercía plena autoridad en el campo judicial y administrativo para nombrar funcionarios y aplicar la justicia, pudiendo hasta decretar la pena de muerte para esclavos, indios y hombres libres. Adquiría algunos derechos: excepción de impuestos, venta de esclavos indios y recibimiento de parte de las rentas debidas a la Corona. Podía esclavizar a los indígenas, obligándolos a trabajar o enviarlos como esclavos a Portugal hasta un máximo de 30 por año. La Carta Foral trataba, principalmente, de los tributos a ser pagados por los colonos. Definía lo que pertenecía a la Corona y al donatario. Si eran descubiertos metales y piedras preciosas, el 20% sería de la Corona y para el donatario sería un 10% de los productos del suelo. La Corona detentaba el monopolio del comercio de palo brasil y de las especias. El donatario podía donar sesmarías a los cristianos que pudiesen colonizarlas y defenderlas, volviéndose así colonos.
Se crearon en esa división territorial quince franjas longitudinales —de diferentes anchos que iban desde accidentes geográficos en el litoral hasta el meridiano de Tordesillas — que fueron ofrecidas a doce donatarios. De ellos, cuatro nunca fueron a Brasil; tres de ellos fallecieron poco después; tres más regresaron a Portugal; uno fue arrestado por herejía (Tourinho) y solo dos de ellos se dedicaron realmente a la colonización: Duarte Coelho, en la capitanía de Pernambuco, y Martim Afonso de Sousa, en la capitanía de São Vicente.
De las quince capitanías originales, apenas las capitanías de Pernambuco y de São Vicente prosperaron. La atención de las tierras brasileñas requería un viaje de dos meses desde Portugal, en el que al miedo de los monstros que habitarían el océano (en la superstición europea), las tempestades eran frecuentes. Los viajes transocéanicos todavía eran una novedad y la idea de vivir en medio de una selva no agradaba a los propietarios de las capitanías. Además, las noticias de las nuevas tierras no eran muy alentadoras:  bosques gigantescos e impenetrables, pueblos antropófagos y ninguna riqueza mineral aún descubierta. En 1536, llegó el donatario de la capitanía de la Bahía de Todos los Santos, Francisco Pereira Coutinho, que fundó el Arraial do Pereira, en la futura ciudad de Salvador, aunque se reveló mal administrador y fue asesinado por los tupinambás. Tampoco tuvieron mayor éxito las capitanías de los Ilhéus y del Espíritu Santo, devastadas por los aimorés y tupiniquins.

#### Gobierno General (1549-1580)

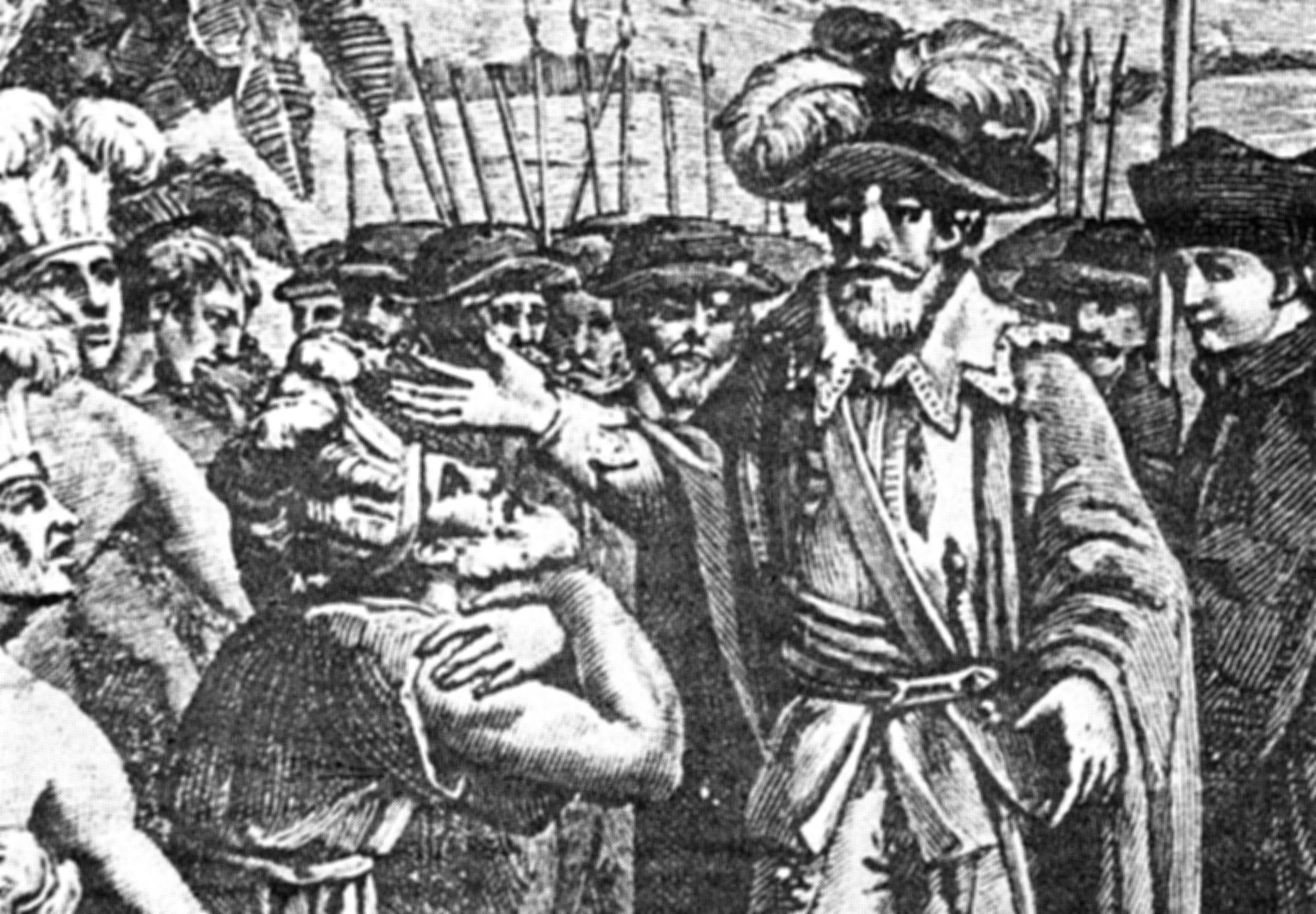
Llegada de Tomé de Sousa a Bahía (grabado de principios del XIX)

##### Tomé de Sousa
Después del fracaso del proyecto de capitanías, el rey João III unificó las capitanías bajo un Gobierno General de Brasil y el 7 de enero de 1549 nombró a Tomé de Sousa para asumir el cargo de gobernador general. La expedición del primer gobernador llegó a Brasil el 29 de marzo del mismo año, con órdenes para fundar una ciudad para albergar la sede de la administración colonial. El lugar elegido fue la bahía de Todos los Santos y la ciudad fue llamada São Salvador da Baía de Todos os Santos. La excelente posición geográfica entre las capitanías de Pernambuco y de São Vicente y en un punto más o menos equidistante de las extremidades del territorio, las favorables condiciones de asentamiento y defensa, el clima cálido y el suelo fértil hicieron que el rey decidiera revertir la capitanía para la Corona (expropiando al donatario Pereira Coutinho). Las tareas de Tomás de Sousa eran hacer efectiva la custodia de la costa, auxiliar a los donatarios, organizar el orden político y jurídico en la colonia. El gobernador organizó la vida municipal, y sobre todo la producción azucarera: distribuyó tierras y mandó abrir carreteras, además de hacer construir un astillero.
De este modo, el Gobierno General centralizó la administración colonial, subordinando las capitanías a un solo gobernador general que hiciera más rápido el proceso de colonización. En 1548, se elaboró el Regimento do Governador-Geral (Reglamento del Gobernador General), que reglamentaba el trabajo del gobernador y de sus principales auxiliares —el oidor mayor (ouvidor-mor, Justicia), el proveedor mayor (provedor-mor, Hacienda) y el capitán mayor (capitão-mor, Defensa)—. El gobernador también llevó a Brasil a los primeros misioneros católicos, de la orden de los jesuitas, como el padre Manuel da Nóbrega. Por órdenes suyas, se introdujeron en la colonia las primeras cabezas de ganado, de novillos llevados desde Cabo Verde. Al llegar a Bahía, Tomás de Sousa encontró al viejo Arraial do Pereira con sus moradores, y cambiaron el nombre del lugar a Vila Velha. También vivían en los alrededores el náufrago Diogo Álvares "Caramuru" y su esposa Paraguaçu (bautizada como Catarina), cerca de la capilla de Nuestra Señora de las Gracias (hoy el barrio de Graça, en Salvador). Consta que Tomás de Sousa habría personalmente ayudado a construir las casas y a cargar piedras y maderas para construir la capilla de Nuestra Señora de la Concepción de la Playa, una de las primeras iglesias erguidas en Brasil. Tomé de Souza visitó las capitanías del sur de Brasil, y, en 1553, creó la Vila de Santo André da Borda do Campo, trasladada en 1560 para el Pátio do Colégio dando origen a la ciudad de São Paulo.

##### Duarte da Costa

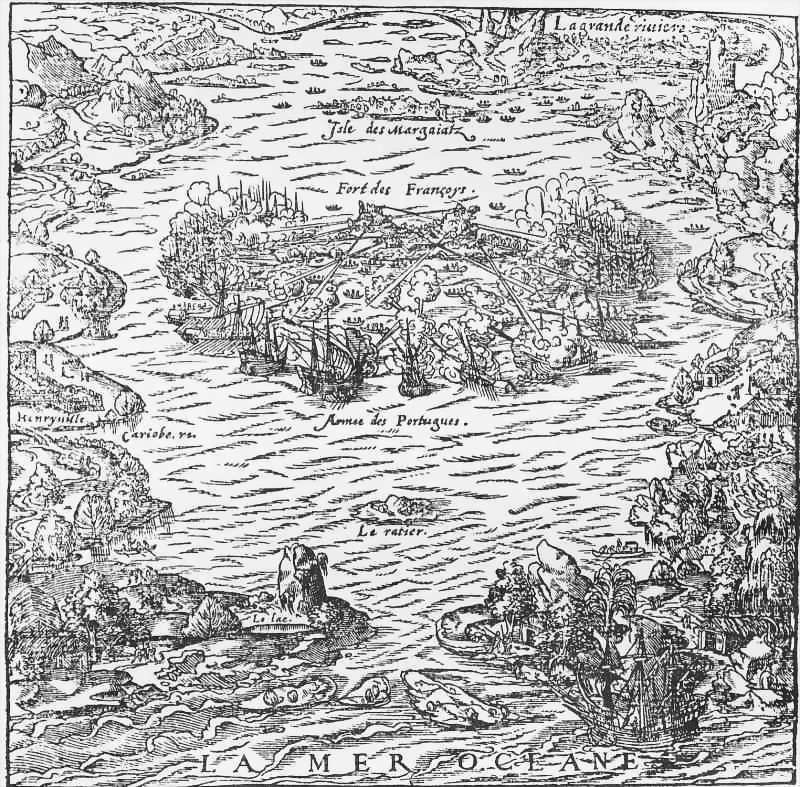
Esquema del ataque de Mem de Sá a los franceses en la baía de Guanabara, en 1560. Autoría desconocida (1567)

En 1553, por solicitud, Tomé de Sousa fue exonerado de su cargo y reemplazado por Duarte da Costa, hidalgo y senador en las Cortes de Lisboa. En su expedición fueron también 260 personas, incluyendo a su hijo, Álvaro da Costa, y el entonces novicio José de Anchieta, jesuíta canario que sería el pionero en la catequesis de los nativos americanos. La administración de Duarte fue conturbada. Ya de inicio, la intención de Álvaro en esclavizar a los indígenas, incluidos los catequizados, chocó con la impertinencia de Pero Fernandes Sardinha,, primer obispo de Brasil. El gobernador intervino a favor del hijo y autorizó la captura de indígenas para su uso en trabajo esclavo. Dispuesto a llevar personalmente las quejas al rey de Portugal, Sardinha fue a Lisboa en 1556, pero naufragó en la costa de Alagoas y acabó finalmente devorado por caníbales caetés.
Durante el gobierno de Duarte da Costa, una expedición de protestantes franceses se instaló permanentemente en Guanabara y fundó la colonia de la Francia Antártica. Ultrajada, el Ayuntamiento de Bahía apeló a la Corona por la sustitución del gobernador. En 1556, Duarte fue exonerado, regresó a Lisboa y en su lugar se envió a Mem de Sá, con la misión de recuperar la posesión portuguesa de la costa sur.

##### Mem de Sá
El tercer gobernador general, Mem de Sá (1558-1572), dio continuidad a la política de concesión de sesmarias a los colonos y montó él mismo un ingenio, en las márgenes del río Sergipe, que más tarde vendría a pertenecer al conde de Linhares (Engenho de Sergipe do Conde). Para enfrentarse a los colonos franceses establecidos en la Francia Antártica, aliados de los tamoios en la bahía de Guanabara, Mem de Sá se alió con los temiminós del cacique Arariboia. Su sobrino, Estácio de Sá, comandó la recuperación de la región y fundó la ciudad de Río de Janeiro el 20 de enero de 1565, día de San Sebastián.

#### Unión Ibérica (1580-1640)

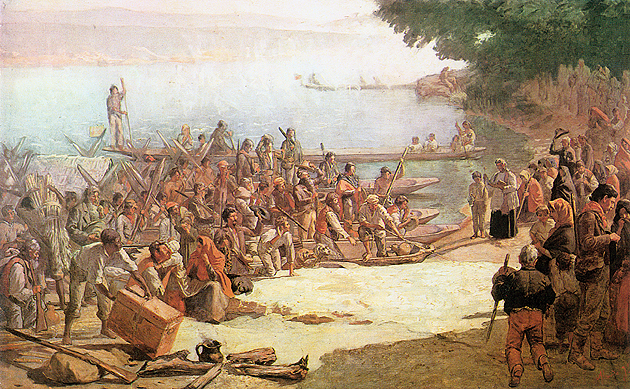
Ilustración de una bandera por Almeida Júnior: Estudo p/ Partida da Monção, 1897.

Con la desaparición del rey Sebastião y después la muerte de D. Henrique I, Portugal estuvo bajo la unión personal con España y fue gobernada por los tres reyes Felipes (Felipe II, Felipe III y Felipe IV, de los que se resta un ordinal cuando se refieren a Portugal y al Brasil). Esto virtualmente acabó con la línea divisoria del meridiano de Tordesillas y permitió que Brasil se expandiera hacia el oeste.
Varias expediciones exploratorias del interior (llamado "os sertões") fueron organizadas, fuesen bajo las órdenes directas de la Corona ("entradas") o por cazadores de esclavos paulistas ("bandeiras" de donde el nombre de bandeirantes). Estas expediciones duraban años y tenían el objetivo principalmente de capturar indios como esclavos y encontrar piedras preciosas y metales valiosos, como oro y plata. Fueron bandeirantes famosos, entre otros, Fernão Dias Paes Leme, Bartolomeu Bueno da Silva (Anhanguera), Raposo Tavares, Domingos Jorge Velho, Manuel de Borba Gato y Antônio Azevedo.
La Unión Ibérica también colocó a Brasil en conflicto con las potencias europeas que eran amigas de Portugal, pero enemigas de España, como Inglaterra y Holanda. La capitanía de Pernambuco, la más rica de todas las posesiones portuguesas, a continuación, se convirtió en un objetivo codiciado. Ya en el año 1595, durante la guerra anglo-española (1585-1604), el almirante inglés James Lancaster tomó por asalto el puerto de Recife, donde permaneció durante casi un mes saqueando las riquezas transportadas desde el interior, en el episodio conocido como saqueo de Recife, única expedición de corso de Inglaterra que tuvo como objetivo principal Brasil, y que representó el más rico botín de la historia de la navegación de corso del período isabelino. Holanda, por su parte, atacó e invadió extensas franjas del litoral nordestino, fijándose principalmente en Pernambuco durante veinticuatro años.

#### Estado de Maranhão y Estado de Brasil (1621-1755)

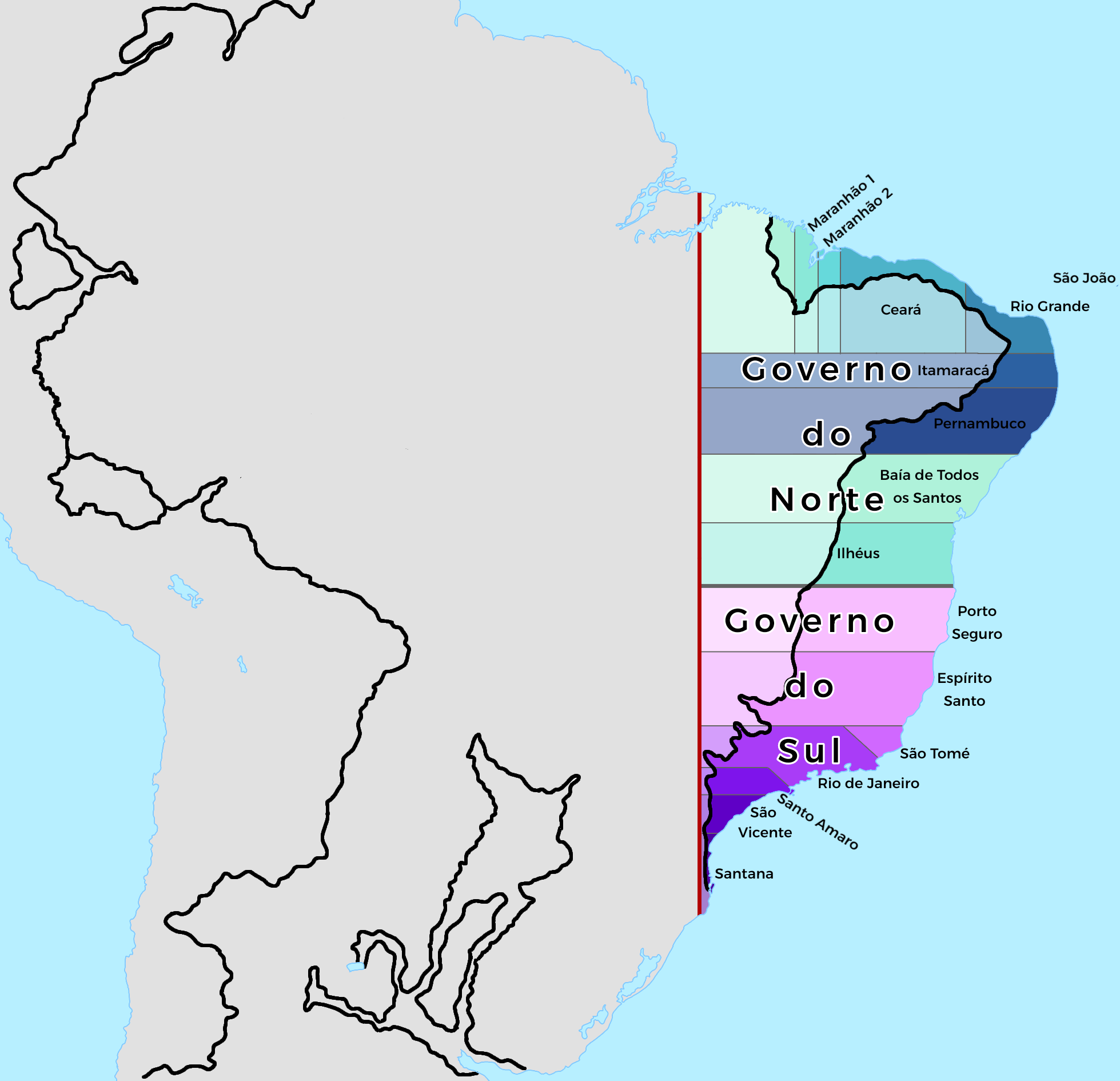
1573: el Brasil de los Dos Estados

De los cambios administrativos durante el dominio español, el más importante sucedió en 1621, con la división de la colonia en dos administraciones independientes: el Estado de Brasil, que abarcaba desde Pernambuco a la actual Santa Catarina, y el Estado de Maranhão, desde la actual Ceará a la Amazonia. La razón se basaba en el destacado papel asumido por el Maranhão como punto de apoyo y de partida para la colonización del norte y noreste. El Maranhão tenía por capital São Luís, y el Estado de Brasil tenía su capital en Salvador. En ambos estados, los súbditos eran ciudadanos portugueses (llamadas «portugueses do Brasil») y estaban sujetos a los mismos derechos y deberes, y a las mismas leyes que lo estaban los residentes en Portugal, entre ellas, a las ordenanzas manuelinas y a las ordenanzas filipinas.
Cuando el rey Felipe III (IV de España) separó Brasil y el Maranhão, pasaron a existir tres capitanías reales: Maranhão, Ceará y Gran Pará, y seis capitanías hereditarias. En 1737, el Maranhão pasó a ser llamado de «Grão-Pará e Maranhão» y su sede fue trasladada a Belém. Esta instalación era efecto del aislamiento del extremo norte del Estado de Brasil, pues el régimen de vientos impedía durante meses las comunicaciones entre São Luís y Bahía. En el siglo XVII, el Estado de Brasil se extendía desde el actual Pará hasta el Río Grande do Norte y, desde este, hasta Santa Catarina; en el siglo XVIII ya estaban incorporados el Rio Grande de São Pedro, actual Rio Grande do Sul y las regiones mineras y parte de la Amazonia. El Estado de Maranhão fue extinguido en la época de marqués de Pombal (cita requerida).

### Invasión neerlandesa (1630-1654)

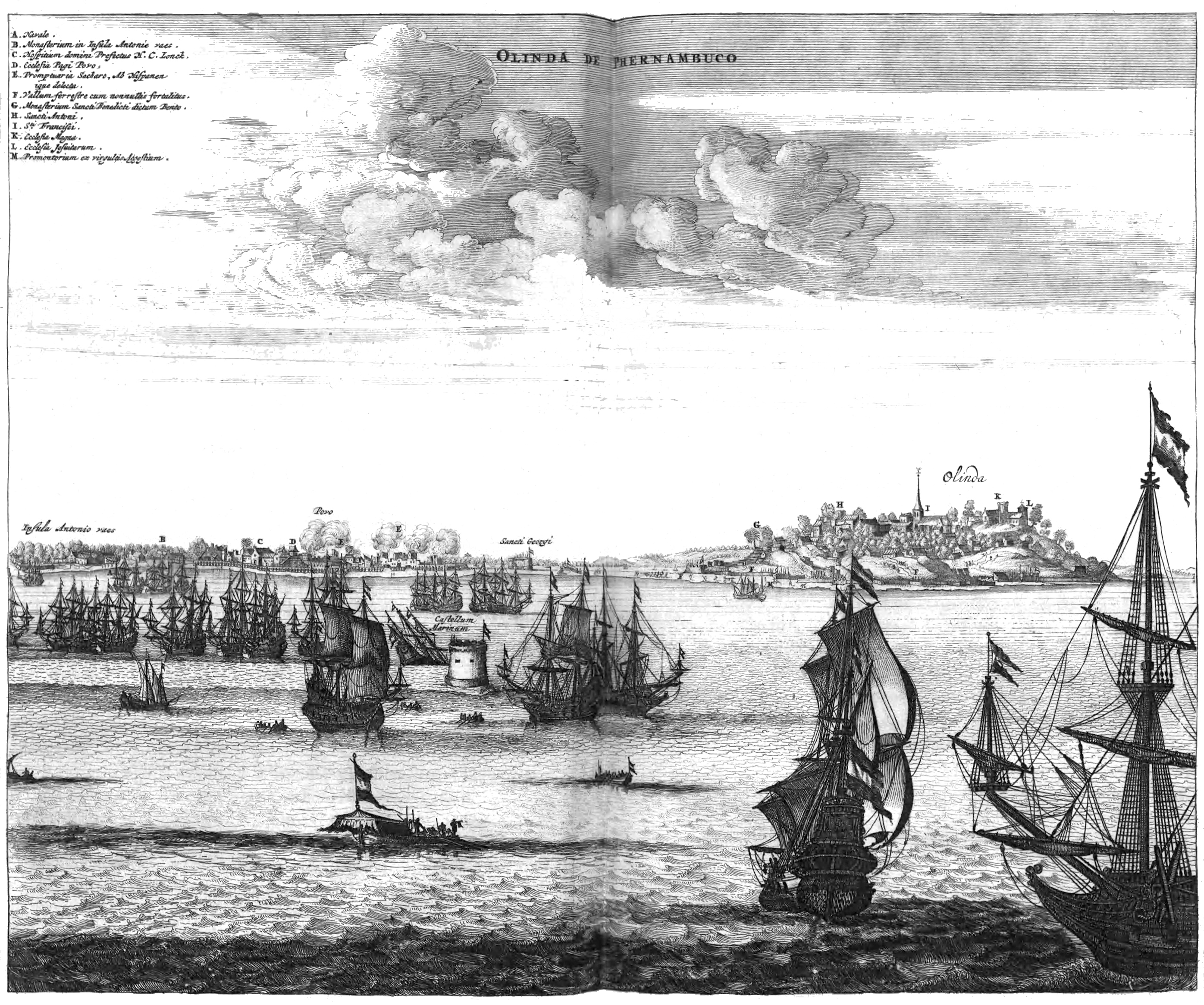
Olinda, então a urbe mais rica do Brasil Colônia, foi saqueada e incendiada pelos neerlandeses, que escolheram o Recife como a capital da Nova Holanda. A gravura neerlandesa mostra o cerco a Olinda em 1630.

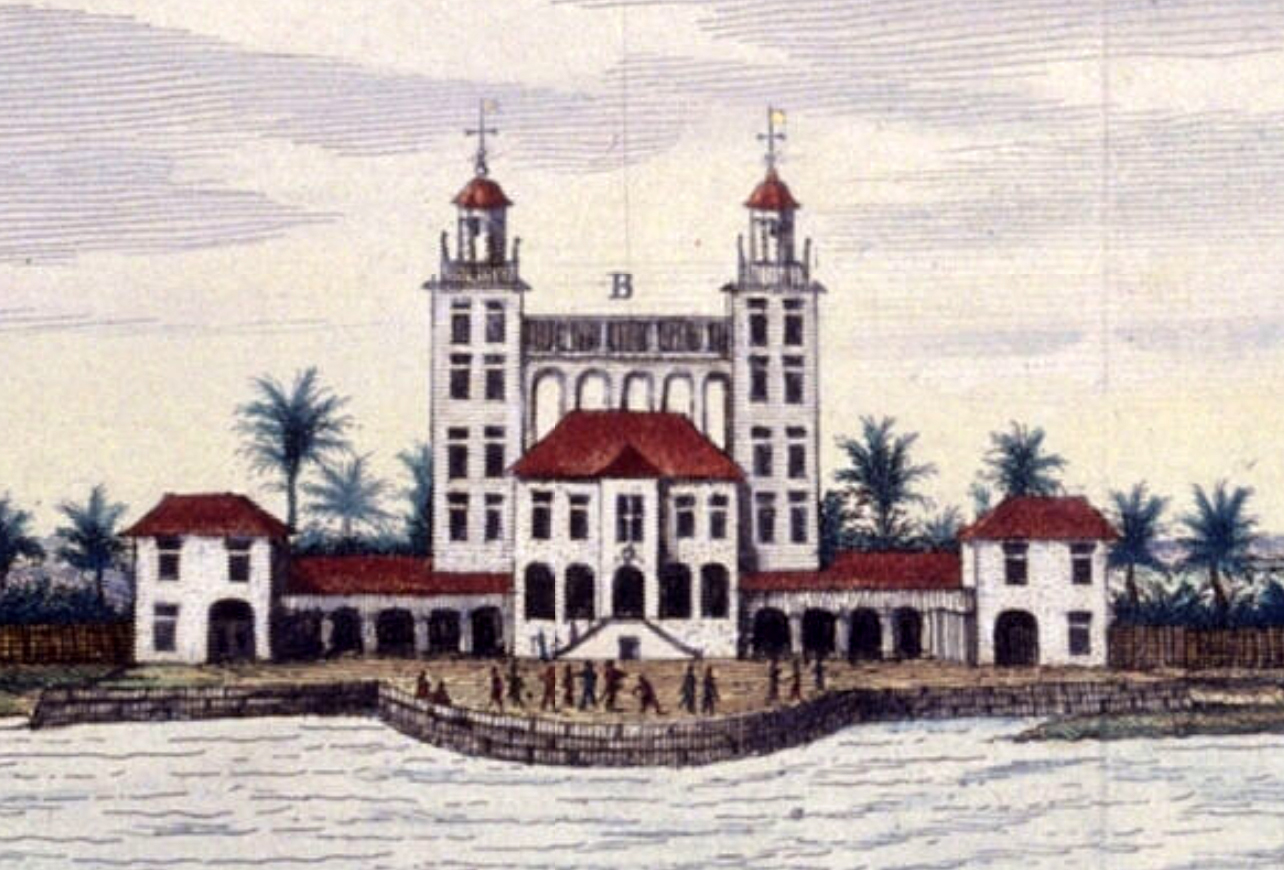
Recife fue la ciudad más cosmopolita de América durante el gobierno del conde alemán (al servicio de la corona neerlandesa) Juan Mauricio de Nassau. En la imagen el Palacio de Friburgo, residencia de Nassau demolida en el.

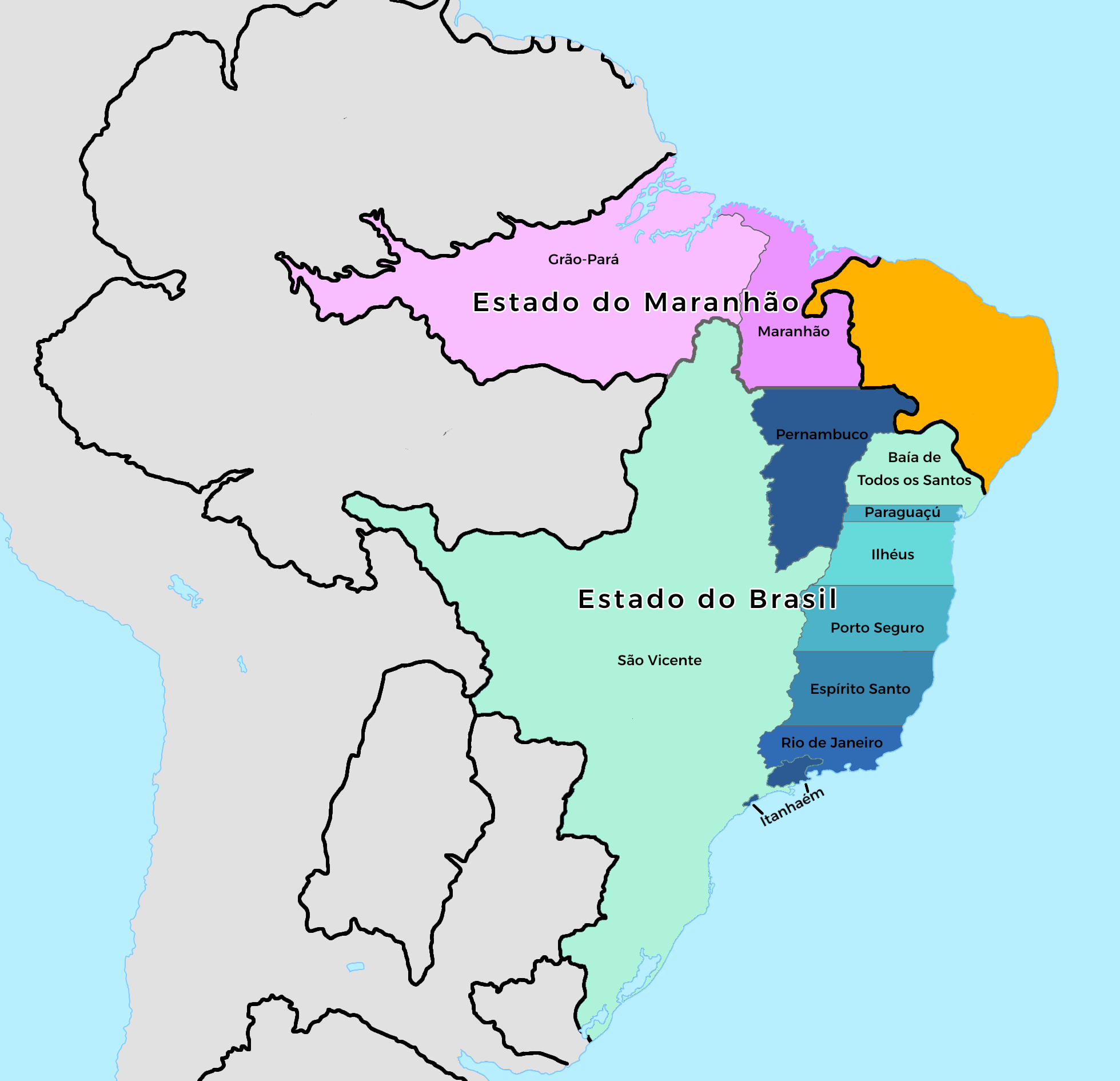
1647: La máxima expansión de la invasión holandesa (color naranja) en Brasil.

La invasión neerlandesa en el Nordeste brasileño fue un importante capítulo de la guerra luso-neerlandesa. En 1630, la Capitanía de Pernambuco fue invadida por la Compañía Neerlandesa de las Indias Occidentales. Con ocasión de la Unión Ibérica (1580-1640), Holanda, antes dominada por España, después de lograr su independencia a través de la fuerza, vio en Pernambuco la oportunidad para imponer un duro golpe al reino de Felipe IV, al mismo tiempo que sacaría el perjuicio del fracaso en Bahía, toda vez que Pernambuco era el mayor productor de azúcar del Brasil Colonia.
El 26 de diciembre de 1629 partió de Cabo Verde hacia Pernambuco una poderosa escuadra con 67 barcos y cerca de 7000 hombres, la mayor vista en la colonia, bajo el mando del almirante Hendrick Lonck. Los neerlandeses, desembarcando en la playa de Pau Amarelo, conquistaron la capitanía en febrero de 1630 y establecieron la colonia de Nova Holanda. La frágil resistencia portuguesa en el pasaje del Rio Doce fue derrotada, y los neerlandeses invadieron sin mayores contratiempos Olinda. Los moradores, en pánico, huyeron llevando lo que pudieron. Algunos bolsones de contención fueron eliminados, destacándose la brava lucha del capitán André Temudo en defensa de la iglesia de la Misericordia. En pocos días, Olinda y su puerto, Recife, fueron tomados.
El conde Juan Mauricio de Nassau desembarcó en Nieuw Holland, una Nueva Holanda, en 1637, acompañado por un equipo de arquitectos e ingenieros. En ese punto comienza la construcción de Mauritsstad (actual Recife), que fue dotada de puentes, diques y canales para vencer las condiciones geográficas locales. El arquitecto Pieter Post fue el responsable del trazado de la nueva ciudad y de edificios como el palacio de Friburgo, sede del poder de Nassau en Nueva Holanda, que tenía un observatorio astronómico —el primero del Hemisferio Sur—, y abrigó el primer faro y el primer jardín zoobotánico del continente americano. El 28 de febrero de 1643 Recife (actualmente el barrio de Recife) fue vinculado a Cidade Maurícia con la construcción del primer puente de gran porte de América Latina. Durante el gobierno de Nassau, Recife fue considerada la ciudad más cosmopolita de América, y tenía la mayor comunidad judía de todo el continente, que construyó, en la época, la primera sinagoga del Nuevo Mundo, la Kahal Zur Israel, así como la segunda, la Maguen Abraham. En la Nueva Holanda se acuñaron las primeras monedas en suelo brasileño: los florines (oro) y los soldos (plata), que contenían la palabra Brasil.
Por diversos motivos, siendo uno de los más importantes la exoneración de Mauricio de Nassau del gobierno de la capitanía por la Compañía Neerlandesa de las Indias Occidentales, el pueblo de Pernambuco se rebeló contra el gobierno, uniéndose a la débil resistencia aún existente, en un movimiento denominado Insurrección Pernambucana.

#### Insurrección pernambucana (1645-1654)

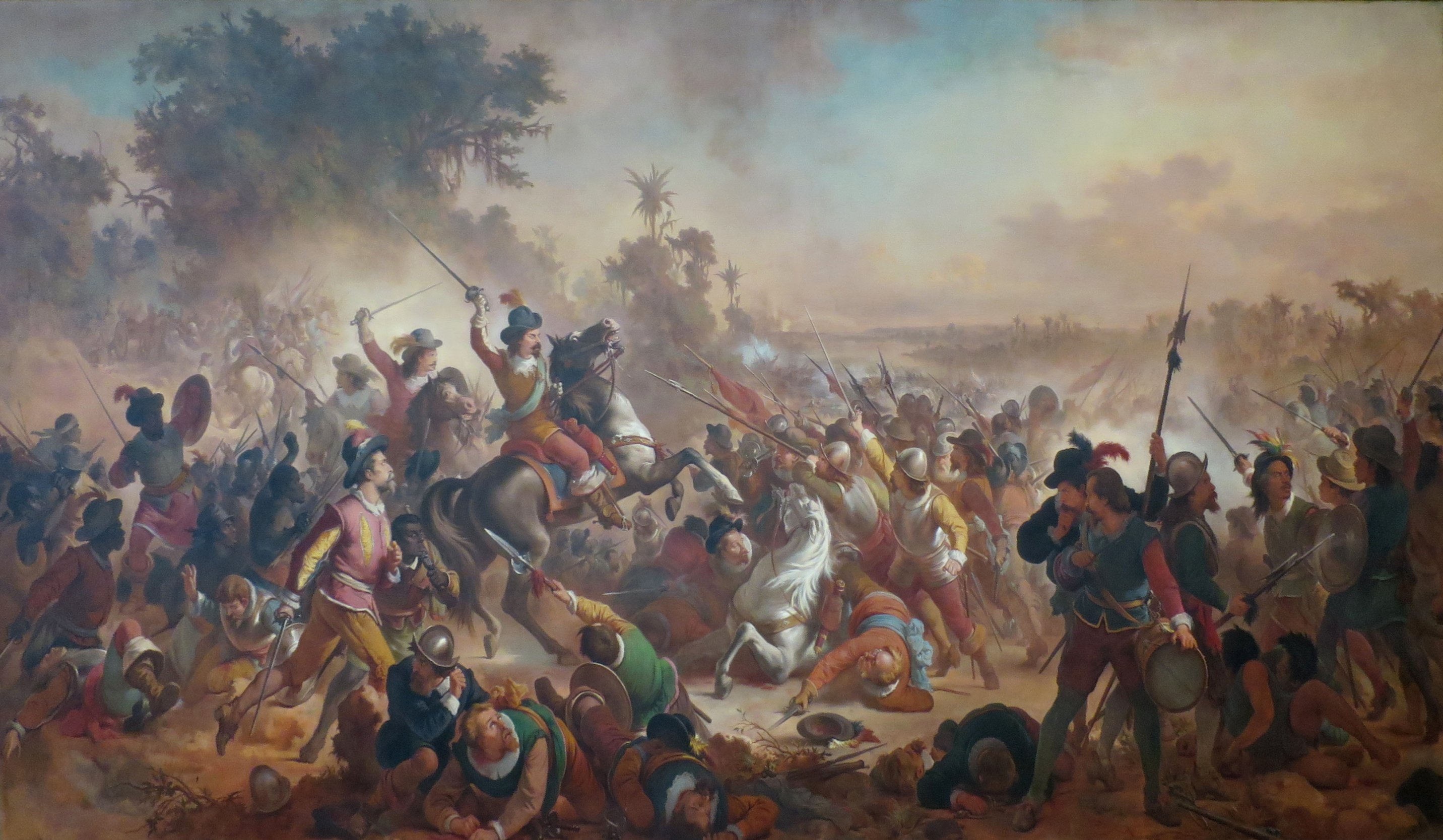
Las batallas de los Guararapes, episodios decisivos en la Insurrección pernambucana, son consideradas el origen del Ejército Brasileño.

En 15 de mayo de 1645, reunidos en el Ingenio de São João, 18 líderes insurgentes pernambucanos firmaron un compromiso para luchar contra el dominio neerlandés en la capitanía. Con el acuerdo firmado, comienza el contraataque a la invasión neerlandesa.
La primera victoria importante de los insurgentes se dio en el monte de las Tabocas (hoy localizado en el municipio de Vitória de Santo Antão), donde 1200 insurgentes mazombos armados con armas de fuego, hoces, palos y flechas derrotaron en una emboscada a 1900 neerlandeses bien armados y bien entrenados. El éxito dio al líder Antônio Dias Cardoso el apodo de Mestre das Emboscadas [Maestro de las Emboscadas]. Los neerlandeses que sobrevivieron siguieron para Casa Forte, siendo nuevamente derrotados por la alianza de los mazombos, indios nativos y esclavos negros. Recularon nuevamente para las fortificaciones en cabo de San Agustín, Pontal de Nazarét, Sirinhaém, Rio Formoso, Porto Calvo y Forte Mauricio, siendo sucesivamente derrotados por los insurgentes.
Cercados y aislados por los rebeldes en una franja conocida como Nueva Holanda, yendo desde Recife a Itamaracá, los invasores comenzaron a sufrir con la falta de alimentos, lo que los llevó a atacar plantaciones de mandioca en las villas de São Lourenço, Catuma y Tejucupapo. El 24 de abril de 1646, ocurrió la famosa batalla de Tejucupapo, donde mujeres campesinas armadas con utensilios agrícolas y armas ligeras expulsaron a los invasores neerlandeses, humillándolos definitivamente. Este hecho histórico se consolidó como la primera participación militar importante de la mujer en la defensa del territorio brasileño.

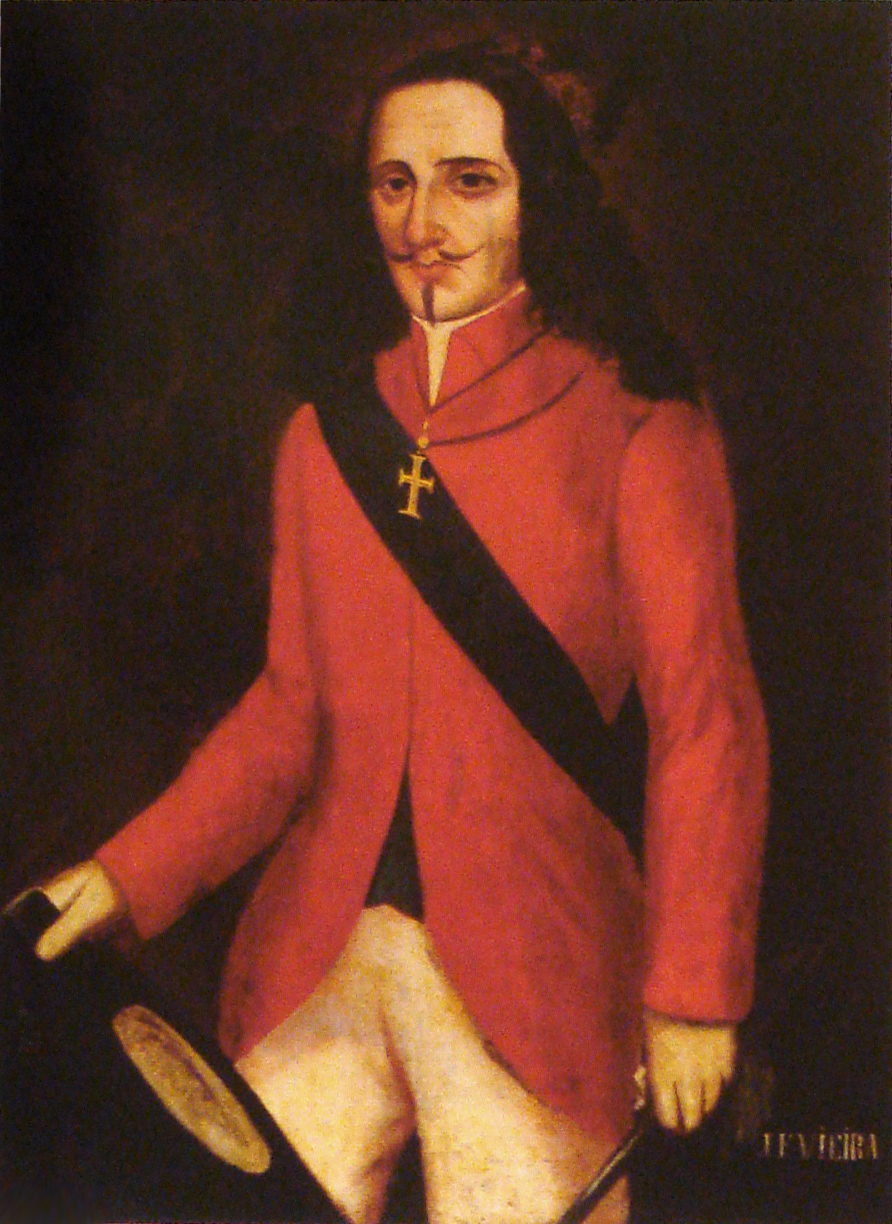
João Fernandes Vieira

Con la llegada gradual de refuerzos portugueses, los neerlandeses fueron finalmente expulsados en 1654, en la segunda batalla de los Guararapes. La fecha de la primera de las batallas de los Guararapes es considerada el origen del Exército Brasileiro.
Tomada la colonia neerlandesa, los judíos recibieron un plazo de tres meses para partir o convertirse al catolicismo. Con miedo a la hoguera de la Inquisición, casi todos vendieron lo que tenían y dejaron Recife en 16 navíos. Parte de la comunidad judía expulsada de Pernambuco huyó a Ámsterdam, y otra parte se estableció en Nueva York. A través de este último grupo la isla de Manhattan, actual centro financiero de Estados Unidos, conoció un gran desarrollo económico; y descendientes de los judíos salidos de Recife tuvieron participación activa en la historia estadounidense, como Gershom Mendes Seixas, aliado de George Washington en la guerra de Independencia de Estados Unidos; su hijo Benjamin Mendes Seixas, fundador de la Bolsa de Valores de Nueva York; Benjamín Cardozo, juez de la Corte Suprema de los Estados Unidos, ligado a Franklin Roosevelt.
Debido a la primera guerra anglo-neerlandesa, la República neerlandesa no pudo ayudar a los neerlandeses en Brasil. Con el fin de la guerra contra los británicos, los Países Bajos exigieron la devolución de la colonia en mayo de 1654. Con la amenaza de una nueva invasión del Nordeste brasileiro, Portugal firmó un acuerdo con los neerlandeses y los indemnizó con cuatro millones de cruzados y dos colonias: Ceilán (actual Sri Lanka) y las islas Molucas (parte de la actual Indonesia). El 6 de agosto de 1661, los Países Bajos cedieron formalmente la región al Imperio portugués a través de la Paz de La Haya.

### Economía colonial

#### Ciclo del azúcar
La economía de la colonia, iniciada con el puro extractivismo de palo brasil y el trueque entre los colonos y los indios, gradualmente pasó a la producción local, con el cultivo de la caña de azúcar. Pernambuco fue el primer núcleo económico del Brasil Colonial, una vez que destacó en la extracción del palo brasil (la madera pernambucana regulaba el precio en el comercio europeo) y fue la primera capitanía donde se desarrolló efectivamente la cultura de la caña de azúcar. El ingenio de azúcar era la parte principal del mercantilismo portugués, organizado en grandes propiedades. Estas, como se llamó más tarde, eran latifundios, caracterizados por tierras extensas, abundante mano de obra esclava, técnicas complejas y baja productividad.

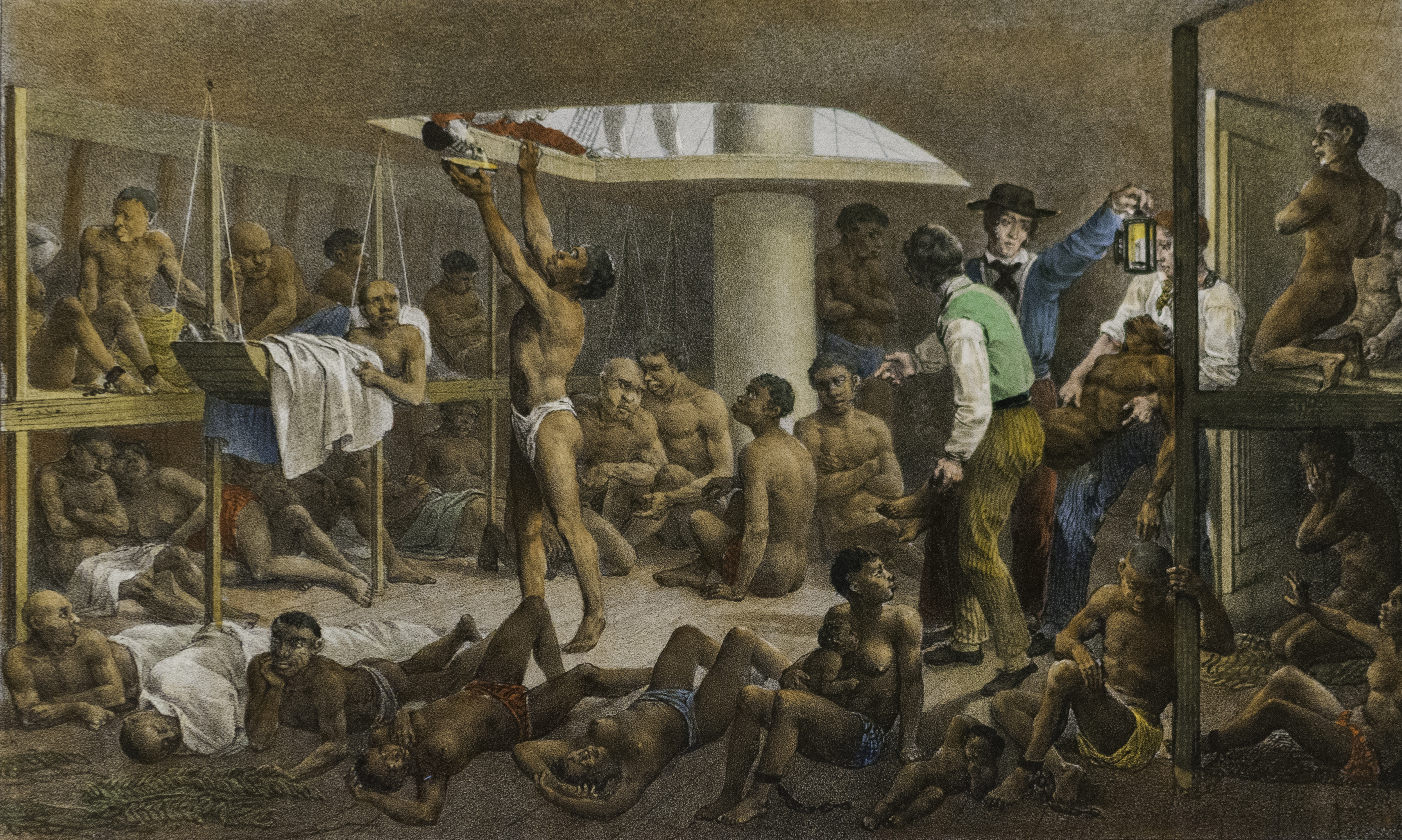
Navío negrero ilustrando el libro Voyage pittoresque dans le Brésil, 1835, de Rugendas.

En primer lugar, los colonos trataron de esclavizar a los indígenas para trabajar los campos (la exploración inicial del interior de Brasil fue debido enormemente a aventureros, los bandeirantes, quienes entraban en la selva en busca de oro y de esclavos "indios"). Sin embargo, los indígenas no se consideraban aptos como esclavos, y así, para sustentar la producción de caña de azúcar,  los dueños de tierras comenzaron a mediados del siglo XVI a importar africanos como esclavos, llegando a ser millones. Eran capturados entre las trabas por las factorías europeas en África (a veces con la connivencia de jefes locales de las tribus rivales) y atravesaban el Atlántico en los navíos negreiros, en pésimas condiciones de aseo y salud. Al llegar a América, eran comercializados como mercancía y obligados a trabajar en las plantaciones y las casas de los colonizadores. Dentro de las haciendas, vivían aprisionados en galpones rústicos, llamados senzalas, y sus hijos también eran esclavizados, perpetuando la situación en las generaciones siguientes. Algunos esclavos escaparon de las plantaciones y trataron de establecer colonias independientes (quilombos) en las áreas remotas. Sin embargo, esas colonias fueron finalmente todas destruidas por el gobierno y las tropas privadas, que en algunos casos requirió de largos asedios y el uso de artillería. (De este modo los africanos llegaron a ser una sección substancial de la población brasileña; y cuando antes del fin de la esclavitud (1850) comenzaron a unirse con los portugueses, como antes lo hicieron con los indios.)
En las factorías, los comerciantes portugueses vendían principalmente armas de fuego, tejidos, herramientas de hierro, aguardiente y tabaco, adquiriendo esclavos, pimienta, marfil y otros productos.
Hasta mediados del siglo XVI, los portugueses tuvieron el monopolio del comercio de esclavos. Después de eso, los comerciantes franceses, neerlandeses e ingleses también entraron en el negocio, lo que debilitó la participación portuguesa.

Brasil nació y creció económica y socialmente con el azúcar, entre los días venturosos del palo de tinta y antes de que las minas y el café lo superaran. En efecto, el azúcar fue la base en la formación de la sociedad y en la forma de familia. La casa del ingenio fue modelo de la hacienda de cacao, de la hacienda de café, de la estancia. Fue base de un complejo sociocultural de vida.
O Brasil nasceu e cresceu econômica e socialmente com o açúcar, entre os dias venturosos do pau-de-tinta e antes de as minas e o café o terem ultrapassado. Efetivamente, o açúcar foi base na formação da sociedade e na forma de família. A casa de engenho foi modelo da fazenda de cacau, da fazenda de café, da estância. Foi base de um complexo sociocultural de vida.
Gilberto Freyre

En 1549, Pernambuco ya poseía treinta ingenios-banguê, la Bahía, dieciocho, y São Vicente, dos. El cultivo de la caña de azúcar era próspera y, medio siglo después, la distribución de los ingenios de azúcar totalizaba un total de 256. Hubo aún ingenios en la capitanía de Río de Janeiro que cubrían cien leguas y, así como en la capitanía de São Vicente, incumbieron a Martim Afonso de Sousa. Este recibiría el apoyo de João Ramalho y de su suegro Tibiriçá. En São Sebastião de Río de Janeiro funcionaba el ingenio de Rodrigo de Freitas, en las márgenes de la homónima laguna que hoy lleva su nombre. Al entrar en el siglo XVII, el azúcar brasileño era un producto de importación en los puertos de Lisboa, Amberes, Ámsterdam, Róterdam, Hamburgo. Su producción, mucho más alta que la de las islas portuguesas en el Atlántico, suministraba casi a toda Europa. Discurriendo sobre el centro de la economía colonial, el cura Fernão Cardim dijo que en «Pernambuco se acha mais vaidade que em Lisboa» (Pernambuco se encuentra más vanidad que en Lisboa), opulencia que parecía correr, según lo sugerido por Gabriel Soares de Sousa en 1587, del hecho de ser, entonces, la capitanía «tão poderosa (...) que há nela mais de cem homens que têm de mil até cinco mil cruzados de renda, e alguns de oito, dez mil cruzados. Desta terra saíram muitos homens ricos para estes reinos que foram a ela muito pobres» (tan poderosa (...) que hay en ella más de cien hombres que tienen de mil hasta cinco mil cruzados de renta, y algunos de ocho, diez mil cruzados. De esta tierra salieron muchos hombres ricos para estos reinos que fueron a ella muy pobres). Soares de Sousa también comentaba el lujo reinante en Bahía y Cardim exaltaba sus capillas magníficas, los objetos de plata, las espléndidas comidas en loza de la India, que servía de lastre en los navíos: «Parecen unos condes y gastan mucho», reclamaba el sacerdote.
A mediados del siglo XVII, el azúcar producido en las Antillas Neerlandesas comenzó a competir fuertemente en Europa con el azúcar de Brasil. Los neerlandeses habían perfeccionado la técnica, con la experiencia adquirida en Brasil, y contaban con un desarrollado esquema de transporte y distribución del azúcar en toda Europa. Portugal se vio obligado a recurrir a Inglaterra y firmar varios tratados que afectarían a la economía de la colonia. En 1642, Portugal otorgó a Inglaterra la posición de "nación más favorecida" y los comerciantes ingleses tuvieron ahora un mayor acceso al comercio colonial.
En 1654, Portugal aumentó los derechos ingleses, que podrían negociar directamente varios productos desde Brasil con Portugal y viceversa, a excepción de algunos productos, como el bacalao, vino, palo brasil. En 1661 Inglaterra se comprometió a defender Portugal y sus colonias a cambio de dos millones de cruzados, recibiendo también las posesiones de Tánger y Bombay. En 1703 Portugal acordó admitir en el reino los paños de lana ingleses, e Inglaterra, a cambio, a comprar vinos portugueses. Data de la época el famosísimo Tratado de Methuen, por el nombre de su negociador inglés, o tratado de los Paños y Vinos. En el momento, satisfacía los intereses de los grupos dominantes, pero daría lugar a la paralización de la industrialización en Portugal, canalizando a Inglaterra el oro que acababa de ser descubierto en Brasil.

Formación del estado brasileño (em verde escuro) y los países suramericanos desde 1700.

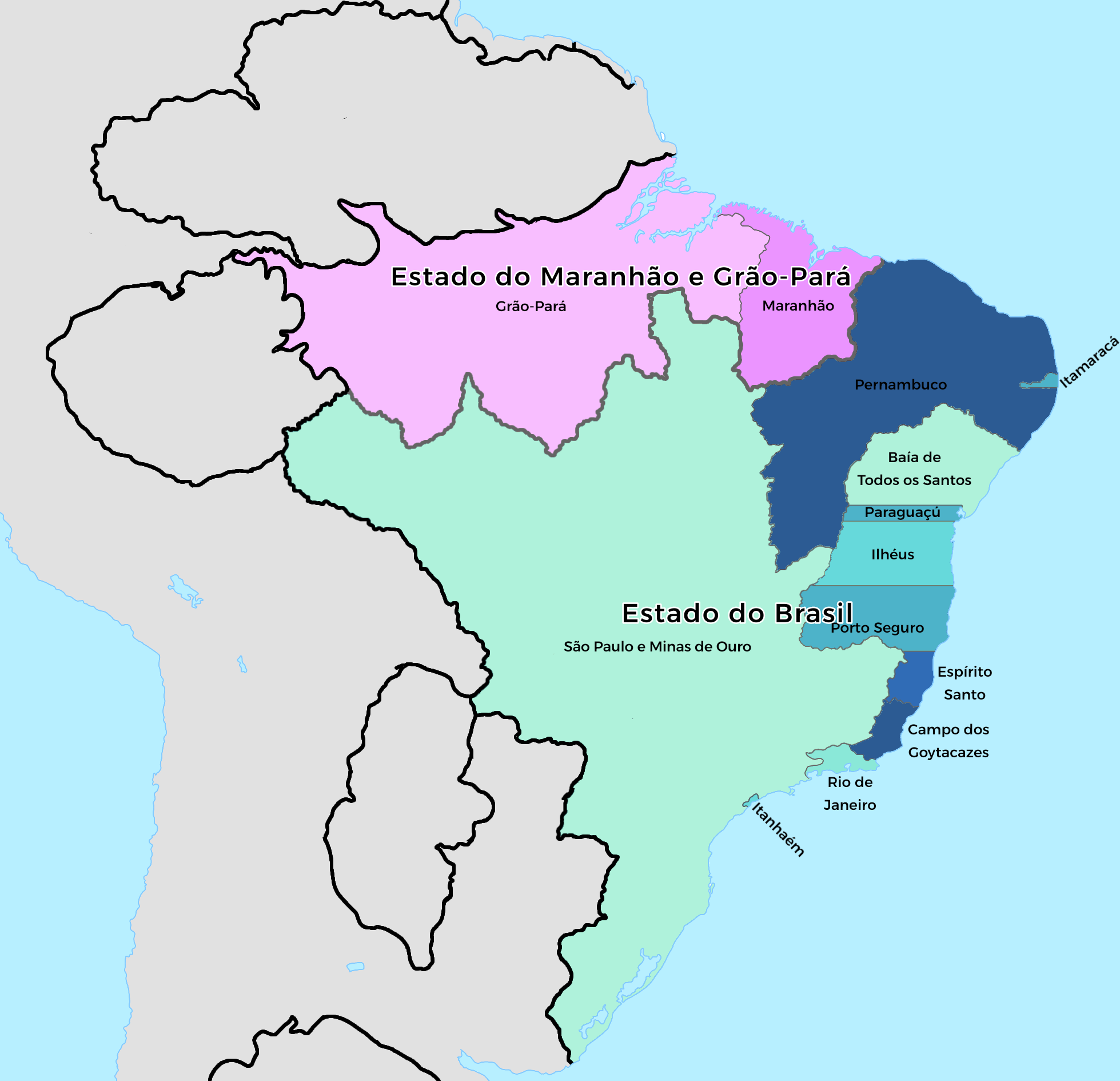
1709: La provincia de São Vicente en su máxima extensión.

En el nordeste brasileño se encontraba la pecuaria, tan importante para el dominio del interior, ya que estaban prohibidos rebaños de ganado en las haciendas costeras, cuya tierra de massapê era ideal para el azúcar.
La conquista del sertão, poblado por diversos grupos indígenas fue lenta y se debió mucho a la ganadería (el ganado avanzó a lo largo de los valles de los ríos) y, mucho más tarde, a las expediciones de losBandeirantes que llegaba a prender indios para llevar a São Paulo.

#### Ciclo del Oro

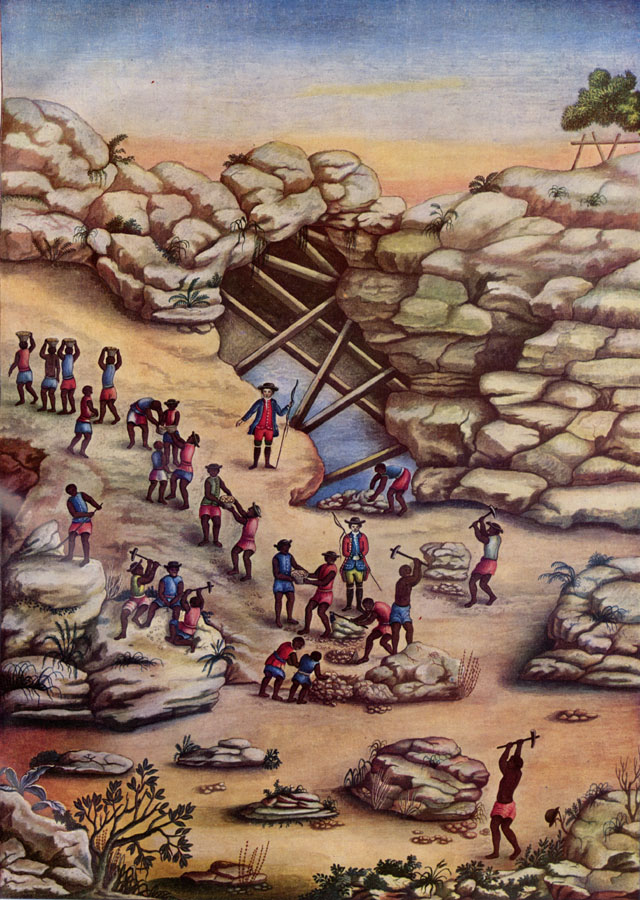
Carlos Julião: Mineração de diamantes, Minas Gerais, ca. 1770.

En el final del siglo XVII fue descubierto, por los bandeirantes paulistas, oro en los arroyos de las tierras que pertenecían a la capitanía de São Paulo y que más tarde quedaron conocidas como Minas Gerais. Se descubrieron después, a finales de la década de 1720, diamantes y otras gemas preciosas. Se agotó el oro abundante en los arroyos, que pasó a ser más penosamente buscado en vetas dentro de la tierra. Aparecieron metales preciosos en Goiás y en el Mato Grosso, en el siglo XVIII. La Corona cobraba, como tributo, un quinto de todo el mineral extraído, lo que pasó a ser conocido como "o quinto". Las desviaciones y el tráfico de oro, sin embargo, eran frecuentes. Para cohibirlos, la Corona instituyó toda una burocracia y mecanismos de control. Cuando la suma de impuestos pagados no alcanzaba una cuota mínima establecida, los colonos deberían entregar joyas y bienes personales hasta completar el valor estipulado, episodios llamados derramas.
El período que se conoció como Ciclo del Oro (Ciclo do Ouro) permitiría la creación de un mercado interno, ya que había demanda por todo tipo de productos para el poblamiento de Minas Gerais. Era necesario llevar, sierra de la Mantiqueira arriba, esclavos y herramientas, o, rio San Francisco abajo, los rebaños de ganado para alimentar a la verdadera multitud que allí acudió. La población de Minas Gerais rápidamente se convirtió en la mayor de Brasil, siendo la única capitanía del interior de Brasil con gran población.
En esa época la mayoría de la población de Minas Gerais, aproximadamente el 78%, estaba formada por negros y mestizos. La población blanca consistía en gran parte en los cristianos nuevos llegados del norte de Portugal y de las islas Azores y Madeira. Los cristianos nuevos fueron muy importantes en el comercio colonial y se concentraron especialmente en los pueblos alrededor de Ouro Preto y Mariana. Al contrario de lo que se pensaba en la Capitanía del Oro la riqueza no estaba mejor distribuida que en otras partes de Brasil. Hoy se sabe que fueron pocos los beneficiados en el suelo más rico de América en el siglo XVIII.[cita requerida]
Las condiciones de vida de los esclavizados en la región minera eran particularmente difíciles. Trabajaban todo el día en pie, con las espaldas curvadas y con las piernas sumidas en el agua. O bien en túneles cavados en los cerros, donde era común que ocurrieran derrumbes y muertes. Los negros esclavizados no realizaban solo tareas ligadas a la minería. También transportaban mercancías y personas, construían estradas (caminos), casas y chafarizes (fuentes), comerciaban por las calles y las labreras. Algunos propietarios alquilaban a sus esclavos a otras personas. Estos trabajadores eran llamados escravos de aluguel («esclavos de alquiler»). Otro tipo de esclavo era el escravo de ganho («esclavo de ganancia»), por ejemplo, las mujeres que vendían dulces y salados en tabuleiros por las calles. Fue relativamente común que este tipo de esclavo lograra formar un peculio, que empleaba en la compra de su libertad, pagando al señor por su alforria.

##### Una sociedad minera y las capas medias
Brasil pasó por sensibles transformaciones en función de la minería. Un nuevo polo económico creció en el Sudeste, las relaciones comerciales interregionales se desarrollaron, creando un mercado interno y haciendo surgir una vida social esencialmente urbana. La capa media, compuesta por sacerdotes, burócratas, artesanos, militares, mascates y faisqueiros, ocupó espacio en la sociedad. La población minera, salvo en los principales centros, como Vila Rica, Mariana, Sabará, Serro y Caeté, era esencialmente pobre. El costo de vida altísimo y la falta de alimentos una constante.

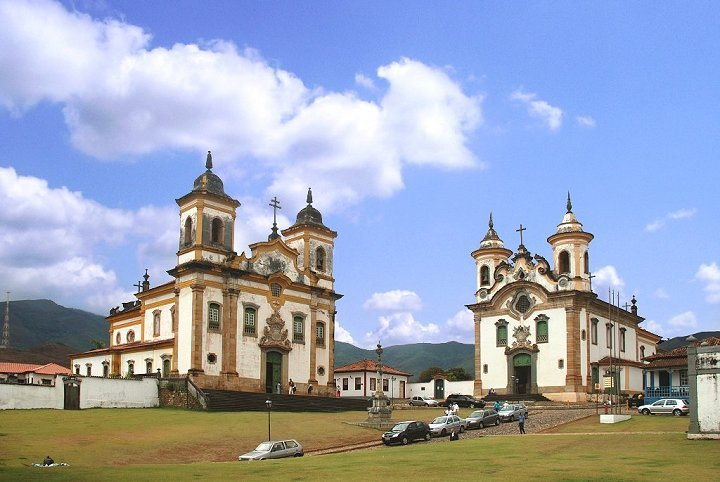
Ciudad de Mariana, Minas Gerais

Las minas propiciaron una diversificación relativa de los servicios y oficios, tales como comerciantes, artesanos, abogados, médicos, maestros-escuelas entre otros. Sin embargo fue intensamente esclavista, desarrollando la sociedad urbana a costa de la explotación de la mano de obra esclava. La minería también provocó el aumento del control del comercio de esclavos para evitar el vaciamiento de la fuerza de trabajo de los cultivos, ya que los esclavos eran los únicos que trabajaban. Los esclavos más hábiles para la minería eran los "Minas" traídos de la Costa occidental africana, donde eran mineros de oro, y salidos del puerto de Elmina, en Ghana, donde quedaban en el castillo de San Jorge de la Mina. Fue muy común la fuga de esclavos y la formación de muchos quilombos en Minas Gerais, siendo el más importante fue el "Quilombo do Ambrósio".
También fue responsable por el intento de esclavización de los indios, a través de las bandeiras, que con el propósito de abastecer la región centro-sur promovió la interiorización de Brasil.
A pesar de modificar la estructura económica, mantuvo la organización del trabajo vigente, beneficiando solo a los ricos y a los hombres libres que componían las capas medias. Otro factor negativo fue la falta de desarrollo de tecnologías que permitieran abordar la minería a mayor profundidad, lo que ampliarían el período de explotación (y por lo tanto, llevaría más oro para Portugal).
Por lo tanto, el eje económico y político se desplazó hacia el centro-sur de la colonia y la ciudad de Río de Janeiro se convirtió en la sede administrativa, además de ser el puerto donde las flotas del rey de Portugal llegaban para a recoger los impuestos. La ciudad fue descrita por el padre José de Anchieta como «a rainha das províncias e o empório das riquezas do mundo» ("la reina de las provincias y el emporio de las riquezas del mundo"), y durante varios siglos fue la capital de Brasil.

### Invasiones extranjeras y conflictos coloniales

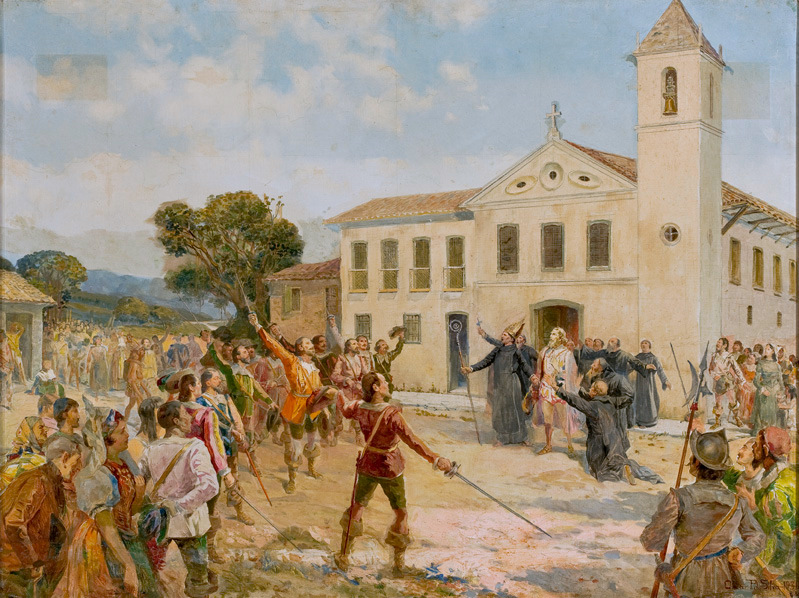
Amador Bueno es aclamado "Rei do Brasil" en 1641

El inicio de la colonización portuguesa en el territorio brasileño fue la primera invasión extranjera de la historia del país, entonces llamado por los nativos tupís como Pindorama, que significa "tierra de las palmeras". La respuesta inmediata fue de largos embates, entre ellos la guerra de los Bárbaros. También hubo disputas con los franceses, que intentaban implantarse en América por la piratería y por el comercio del palo brasil, llegando a crear una guerra luso-francesa. Todo esto culminó con la expulsión de los franceses llevados por Nicolas Durand de Villegagnon, que habían construido Forte Coligny en Río de Janeiro, estableciéndose definitivamente la hegemonía portuguesa.
La época colonial se caracterizó por varios conflictos, tanto entre los portugueses y otros europeos, como entre europeos contra autóctonos, y entre los propios colonos. El mayor de ellos, sin duda, fue la Insurrección pernambucana ya tratada que marcó la expulsión de los neerlandeses del Nordeste de Brasil.
La insatisfacción con la administración colonial provocó la revuelta de Amador Bueno en São Paulo y, en Maranhão, la revuelta de Beckman. Los colonos llenaban los navíos que arribaban a Brasil, vaciando el reino, y fueron llamados "embobados" porque andaban calzados en oposición a la mayoría de la población, que andaba descalza. Contra ellos se levantaron los paulistas, en las refriegas de principios del siglo XVIII que serían conocidas como Guerra de los Embobas y paulistas y ensangrentaron el río que hasta hoy se llama Rio das Mortes.
En Pernambuco, la disputa política y económica entre mercaderes y cañeros, tras la expulsión de los neerlandeses, llevó a la guerra de los Mascates (1710-1711). Los esclavos negros que huían de las haciendas se refugiaban en las sierras del interior nordestino y allí fundaban quilombos, de los cuales lo más importante fue el de Palmares, liderado por Ganga Zumba y su sobrino Zumbi, que fue destruido durante la guerra de los Palmares.

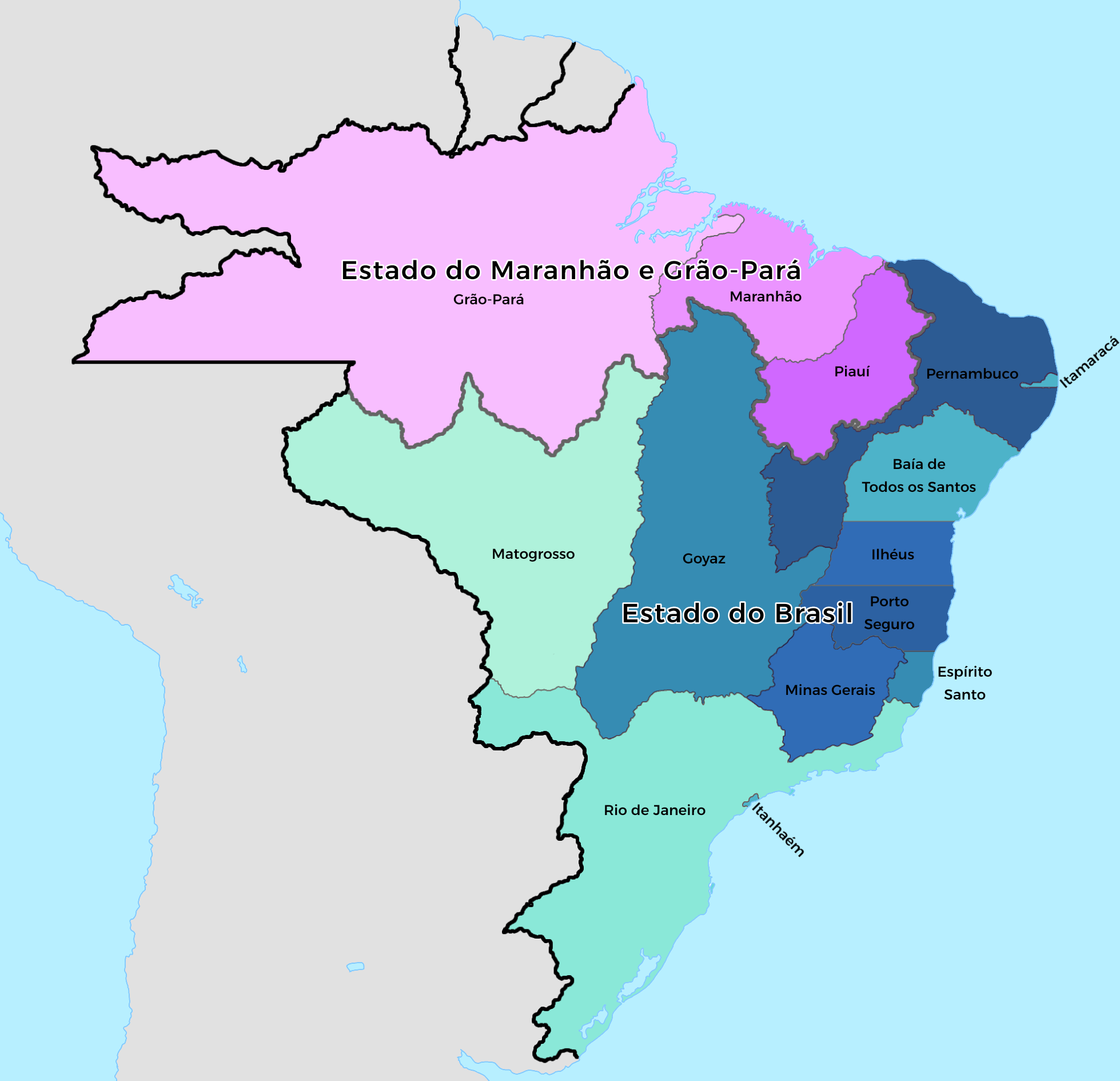
1750: firma del Tratado de Madrid

En el sur, el intento de esclavizar indígenas llevó a enfrentamientos con los misioneros jesuíticos, organizados en las "reducciones" (reduções), misiones) de catequesis con los guaraníes. Las Guerras Guaraníticas duraron, intermitentemente, desde 1750 a 1757.
Ya en el Ciclo del Oro, la Capitanía de Minas Gerais sufrió la Revuelta de Felipe de los Santos y la Inconfidência Mineira, seguida por la Conjuración Bahiana en la Capitanía de Bahía. Estos movimientos quedaron marcados por tener la intención de proclamar la independencia.
En los últimos años del período colonial ocurre la Revolución pernambucana, que llegó a proclamar la República de Pernambuco. El movimiento fue derrotado tras una fuerte represión organizada por Juan VI.

### Inconfidência mineira (1792)

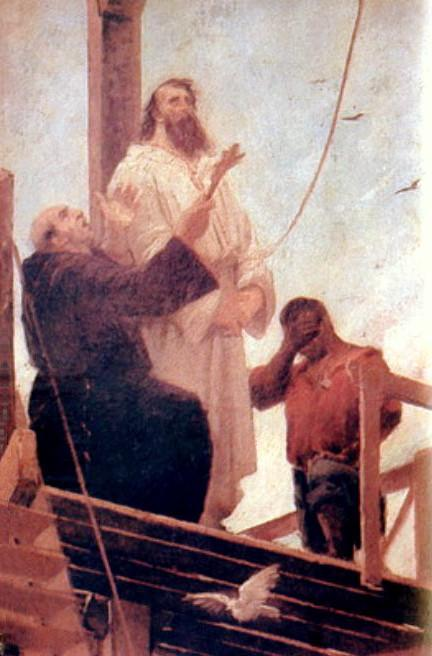
Martírio de Tiradentes, cuadro de Francisco Aurélio de Figueiredo e Melo (1893). Acervo do Museu Histórico Nacional no Río de Janeiro.

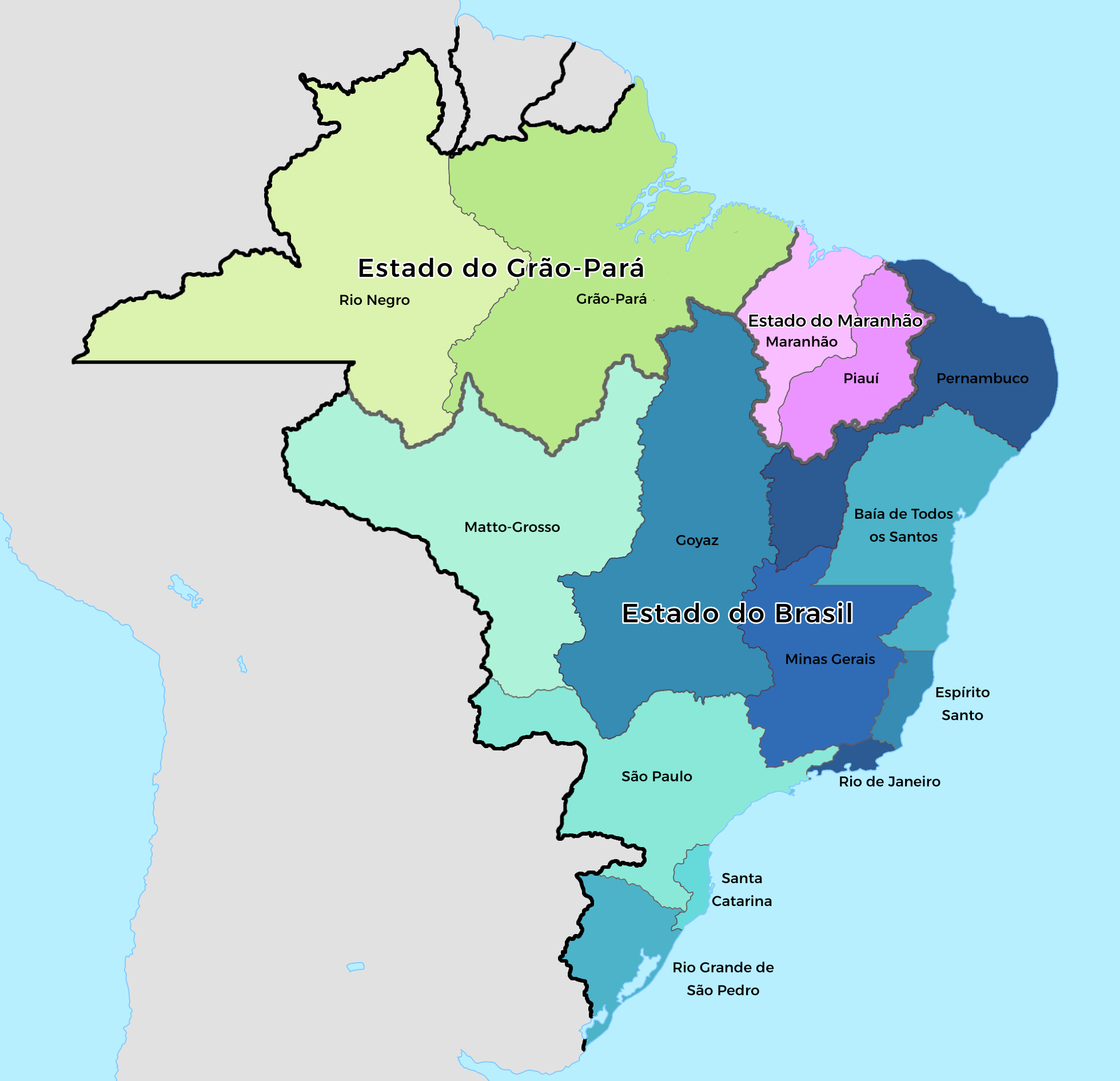
1789: reorganización territorial durante la "Inconfidencia Mineira"

En Vila Rica (actual Ouro Preto), participaban en el grupo, entre outros, los poetas Cláudio Manuel da Costa y Tomás Antônio Gonzaga, los coroneles Domingos de Abreu Vieira y Francisco Antônio de Oliveira Lopes, el padre Rolim, el canónigo Luís Vieira da Silva, el minero Inácio José de Alvarenga Peixoto y los alféreces Joaquim José da Silva Xavier, apodado Tiradentes. La conspiración pretendía eliminar el dominio portugués y crear un país libre. Según la ley portuguesa la conspiración fue clasificado como "«crime de lesa-majestade», que se define como «traición a la persona del rey» en las ordenanzas afonsinas.
La Inconfidência Mineira fue un movimiento que partió de la élite de Minas Gerais. Con el declive de la minería en la segunda mitad del siglo XVIII, se hacía difícil pagar los impuestos requeridos por la Corona portuguesa. Por otra parte, el gobierno portugués quería promulgar una derrama, un impuesto que exigía que toda la población, incluidos los que no fueran la mineros, contribuyese con la recolección de 20% del oro retirado. Los colonos se rebelaron y comenzaron a conspirar contra Portugal.
La forma de gobierno elegida fue el establecimiento de una República, inspirados por las ideas iluministas de Francia y la reciente independencia norteamericana. Llevados por Joaquim Silvério dos Reis, que delató a los inconfidentes para el gobierno, los líderes del movimiento fueron detenidos y enviados a Río de Janeiro, donde respondieron por el crimen de inconfidencia (falta de fidelidad al rey), por el cual fueron condenados. El 21 de abril de 1792, Tiradentes, de más baja condición social, fue el único condenado a muerte por ahorcamiento. Su cabeza fue cortada y llevada a Vila Rica. El cuerpo fue descuartizado y esparcido por los caminos de Minas Gerais. Era el cruel ejemplo, que esperaba a cualquier intento de cuestionar el poder de Portugal. En el contexto de la época la pena fue menos cruel que la pena aplicada en aquella época a la familia Távora, en el caso Távora, por igual crimen de lesa majestad, fue condenado a la hoguera.
El crimen de lesa majestad era el más grave de los regímenes monárquicos absolutistas y era definido por las ordenanzas filipinas, como traição contra o rei. Crimen este comparado a la lepra por las ordenaciones filipinas, en el libro V, ítem 6:

Lesa-majestad quiere decir traición cometida contra la persona del Rey, o sobre el Real Estado, que es tan grave y abominable crimen, y que los antiguos Sabedores tanto extrañaron, que lo comparaban a la lepra; porque así como esta enfermedad llena todo el cuerpo, sin nunca más se puede curar, y empece aún a los descendientes de quien la tiene, ya los que él hablan, por lo que es apartado de la comunicación de la gente: así el error de traición condena lo que la comete, y empece e infame a los que de su línea descenden, puesto que no tienen culpa.
Lesa-majestade quer dizer traição cometida contra a pessoa do Rei, ou seu Real Estado, que é tão grave e abominável crime, e que os antigos Sabedores tanto estranharam, que o comparavam à lepra; porque assim como esta enfermidade enche todo o corpo, sem nunca mais se poder curar, e empece ainda aos descendentes de quem a tem, e aos que ele conversam, pelo que é apartado da comunicação da gente: assim o erro de traição condena o que a comete, e empece e infama os que de sua linha descendem, posto que não tenham culpa.

El caso específico de crimen de lesa majestad practicado por los inconfidentes fue el caso número 5, previsto en las ordenaciones filipinas, que dice: Se algum fizesse conselho e confederação contra o rei e seu estado ou tratasse de se levantar contra ele, ou para isso desse ajuda, conselho e favor. (Si alguno hiciera consejo y confederación contra el rey y su estado o tratase de levantarse contra él, o para ello ayuda, consejo y favor.)

### Conjura bahiana (1798)
La conjura bahiana fue un movimiento que partió de la capa humilde de la sociedad de Bahía, con gran participación de negros, mulatos y alfaiates, por eso también es conocida como revuelta de los Alfaiates. Los rebeldes predicaban la liberación de los esclavos, la instauración de un gobierno igualitario (donde las personas fueran promovidas de acuerdo con la capacidad y mérito individuales), además de la instalación de una República en Bahía. El 12 de agosto de 1798, el movimiento se precipitó cuando algunos de sus miembros, distribuyendo panfletos en la puerta de las iglesias y pegándolos en las esquinas de la ciudad, alertaron a las autoridades que, de pronto, reaccionaron, deteniéndolos. Al igual que en la Inconfidencia Minera, interrogados, acabaron delatando a los demás involucrados. Cientos de personas fueron denunciadas, militares, clérigos, funcionarios públicos y personas de todas las clases sociales. De ellas, 49 fueron detenidas, la mayoría habiendo procurado abjurar su participación, buscando demostrar su inocencia. Más de 30 fueron arrestados y procesados. Cuatro participantes fueron condenados a la horca y los restos de sus cuerpos fueron esparcidos por Bahía para asustar a la población.

### Principado del Brasil
El Principado del Brasil era un título nobiliario que existía en Portugal entre 1645-1815, en referencia al Estado de Brasil, instituido en 1549.
Después de haber sido Brasil una colonia del Imperio portugués, carecía de bandera propia después más de trescientos años. No era costumbre, en la tradición vexilológica lusitana, la creación de banderas para sus colonias, cuando mucho de un escudo. Se asentaba en el territorio la bandera del reino, o del representante directo del monarca, como el gobernador general o el virrey. Aunque no se considera una bandera brasileña, ya que su uso era exclusivo de los herederos al trono portugués, la bandera de los príncipes de Brasil puede ser vista como la primera representación flamular del Brasil. Sobre campo blanco —color relacionado con la monarquía— se inscribe una esfera armilar —objeto que vendría a ser, durante mucho tiempo—, el símbolo de Brasil. Ya en la   de D. Manuel I, aparece este que fue un objeto crucial para visibilizar las exploraciones marítimas de Portugal.

### Mudanza de la Corte y apertura de los puertos

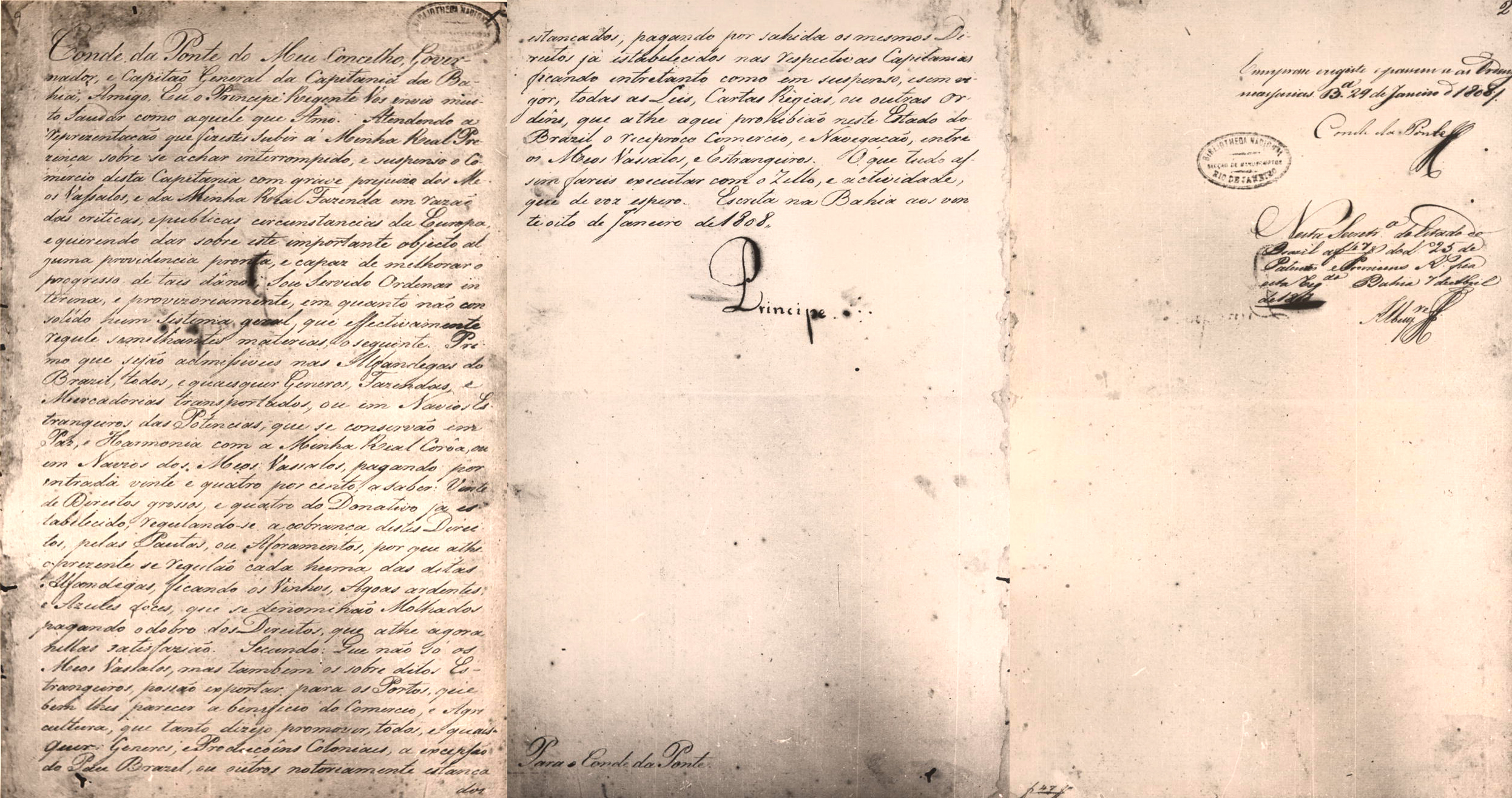
Decreto de apertura de los puertos a las naciones amigas. Biblioteca Nacional de Brasil.

En noviembre de 1807, las tropas de Napoleón Bonaparte obligaron a la Corona portuguesa a buscar refugio en Brasil. Juan VI (entonces príncipe regente en nombre de su madre, la reina María I) llegó a Río de Janeiro en 1808, dejando Portugal después de una alianza defensiva hecha con Inglaterra, que escoltó a los barcos portugueses en camino.
Los puertos brasileños se abrieron a las naciones amigas, en especial, a Inglaterra. La apertura de los puertos se llevó a cabo el 28 de enero de 1808 por otra carta regia del rey João, influenciado por José da Silva Lisboa. Se permitía la importación «de todos e quaisquer gêneros, fazendas e mercadorias transportadas em navios estrangeiros das potências que se conservavam em paz e harmonia com a Real Coroa» ("de todos y cualquieras géneros, haciendas y mercaderías transportadas en navíos extranjeros de las potencias que se conservaban en paz y armonía con la Corona Real") o en naves portuguesas. Los géneros mojados (vino, aguardiente, aceite de oliva) pagarían el 48%; otras mercancías, los secos, el 24% ad valorem. Podía ser llevado por los extranjeros cualquier producto colonial, excepto el palo brasil y otros notoriamente estancados, que eran producidos y almacenados en la propia colonia.
Era efecto también de la expansión del capital; y no hay que olvidar el fracaso de los recursos coactores portugueses y la tentativa de disminuir, abriendo los puertos, la total dependencia de Portugal de Inglaterra. En el Reino, desanimaron a los que se habían habituado a los generosos subsidios, a las 100 arrobas de oro anuales, a las derramas, a los intentos de control completo. Un escritor portugués del siglo XIX dijo que era:

una revolución en el sistema comercial y la ruina de la industria portuguesa; era necesaria, pero cumplía modificarla apenas las circunstancias que la habían dictado desapareciesen; ayudando así a la heroica Portugal en su esfuerzo generoso, en lugar de dejar que se estancasen las fuentes de la prosperidad.
uma revolução no sistema comercial e a ruína da indústria portuguesa; era necessária, mas cumpria modificá-la apenas as circunstâncias que a haviam ditado desaparecessem; ajudando assim o heróico Portugal em seu esforço generoso, em vez de deixar que estancassem as fontes da prosperidade.

D. João, su familia y comitiva (la Corte), distribuidos en varios navíos, llegó a Río de Janeiro el 7 de marzo de 1808. Fueron acompañados por la Brigada Real da Marinha, fundada en Portugal en 1797, lo que dio origen al Corpo de Fuzileiros Navais brasileños. Se instalaron en el Palacio de la Ciudad, construido en 1743 por el conde de Bobadela como residencia de los gobernadores. Además, la Corona requisó el convento do Carmo y la Cadeia Velha para alojar a los sirvientes y las mejores casas particulares. La expropiación era hecha por el sello de las iniciales PR, de Príncipe-Regente, en las puertas de las casas solicitadas, lo que hacía al pueblo, con ironía, interpretar la sigla como "Ponha-se na Rua" (Póngase en la calle).
La apertura fue acompañada por una serie de mejoras introducidas en Brasil. En el día 1 de abril del mismo año, D. João expidió un decreto que revocaba el alvará del 5 de enero de 1785 por el cual se extinguían en Brasil las fábricas y manufacturas de oro, plata, seda, algodón, lino y lana. Después del comercio, llegaba «a liberdade para a indústria». El 13 de mayo, nuevas cartas regias (decretos) determinaron la creación de la Imprensa Nacional y de una Fábrica de Pólvora, que hasta entonces era fabricada en la Fábrica da Pólvora de Barcarena, desde 1540. El 12 de octubre fue fundado el Banco do Brasil para financiar las nuevas iniciativas y emprendimientos. Tales medidas del Príncipe harían con que se pudiera contar en esta época los primordios de la independencia de Brasil.

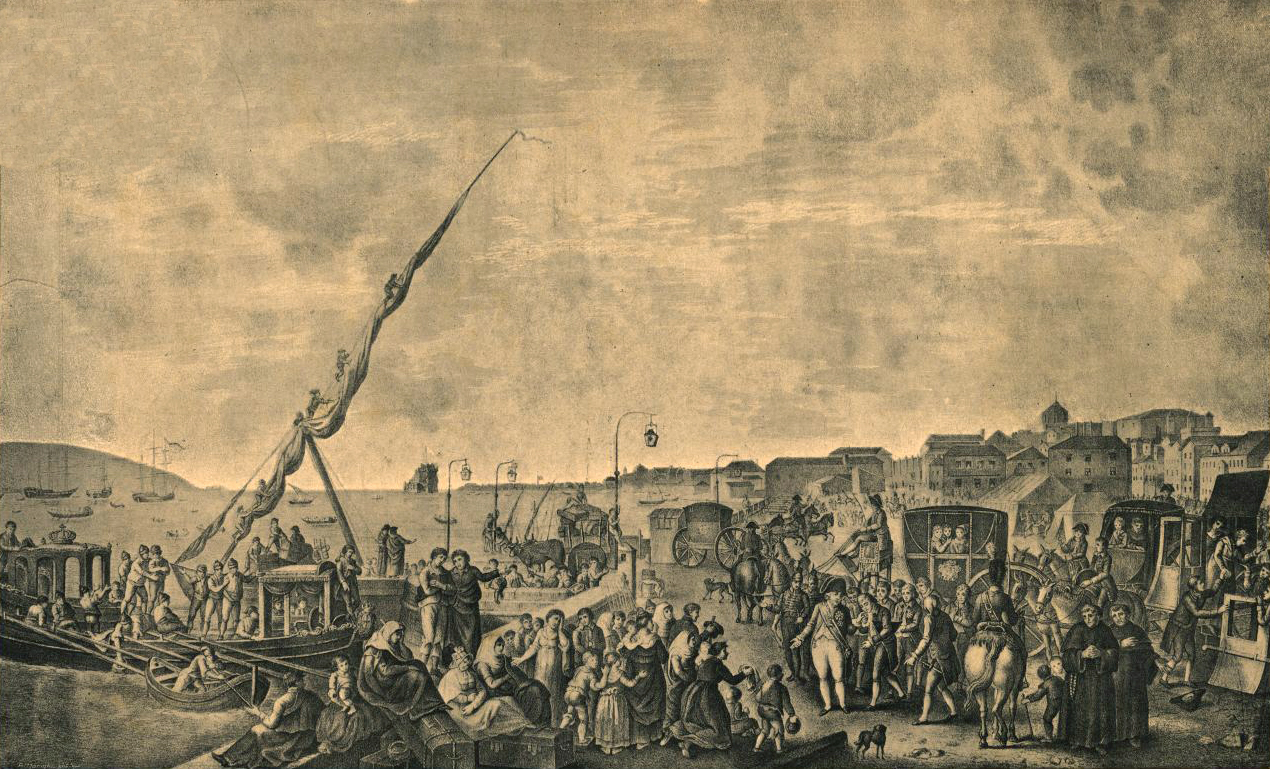
Embarque para Brasil del príncipe regente de Portugal, Juan VI, y de toda la familia real, en el puerto de Belém, a las 11 horas de la mañana del 27 de noviembre de 1807. Grabado realizado por Francisco Bartolozzi (1725-1815) a partir de un óleo de Nicolas Delariva.

En represalia a Francia, D. João ordenó la invasión y anexión de la Guayana Francesa, en el extremo norte, y de la banda oriental del río Uruguay, en el extremo sur, ya que España estaba entonces bajo el reinado de José Bonaparte, hermano de Napoleón y por lo tanto era considerada enemiga. El primer territorio fue devuelto a la soberanía francesa en 1817, pero Uruguay fue mantenido incorporado al Brasil bajo el nombre de provincia Cisplatina. El 9 de febrero de 1810, en Río de Janeiro, se firmó un Tratado de Amistad y comercio por el Príncipe Regente con Jorge III, rey de Inglaterra.
Mientras tanto, en España, los liberales, ya acostumbrados a una cierta libertad económica impuesta por Napoleón mientras ocupaba el país, de 1807 a 1810, se rebelaron contra los restauradores Borbón, la dinastía a la que pertenecía Carlota Joaquina, esposa de D. João, y se impusieron la Constitución de Cádiz el 19 de marzo de 1812. En reacción, el rey Fernando VII, hermano de Carlota, disolvió las cortes el 4 de mayo de 1814. La respuesta vendría en 1820 con la victoria de la Revolución Liberal (o constitucional). Por eso, D. João y sus ministros se ocuparon de las cuestiones del Virreinato del Río de la Plata, tan pronto pusieron los pies en Río de Janeiro, surgiendo así la cuestión de la incorporación de la Cisplatina.
Es importante recordar que a pesar de ser elevado a Principado en 1645, siendo Brasil una colonia del imperio portugués, careció de bandera propia durante más de trescientos años. No era costumbre, en la tradición vexilológica lusitana, la creación de banderas para sus colonias, cuando mucho de un escudo. Ya que su uso era el título exclusivo de los herederos al trono portugués, la bandera de los príncipes de Brasil puede ser vista como la primera representación flamular de Brasil. Sobre campo blanco —color relacionado con la monarquía— se inscribe una esfera armilar —objeto que vendría a ser, durante mucho tiempo—, el símbolo de Brasil. Ya en la   de D. Manuel I, aparece este que fue un objeto crucial para visibilizar las exploraciones marítimas de Portugal. Sin embargo, como Principado, no tenía ejército, ni privilegios administrativos, económicos o sociales, y todavía se veía como una colonia portuguesa.

## Reino (1815-1822)

### Elevación a Reino Unido

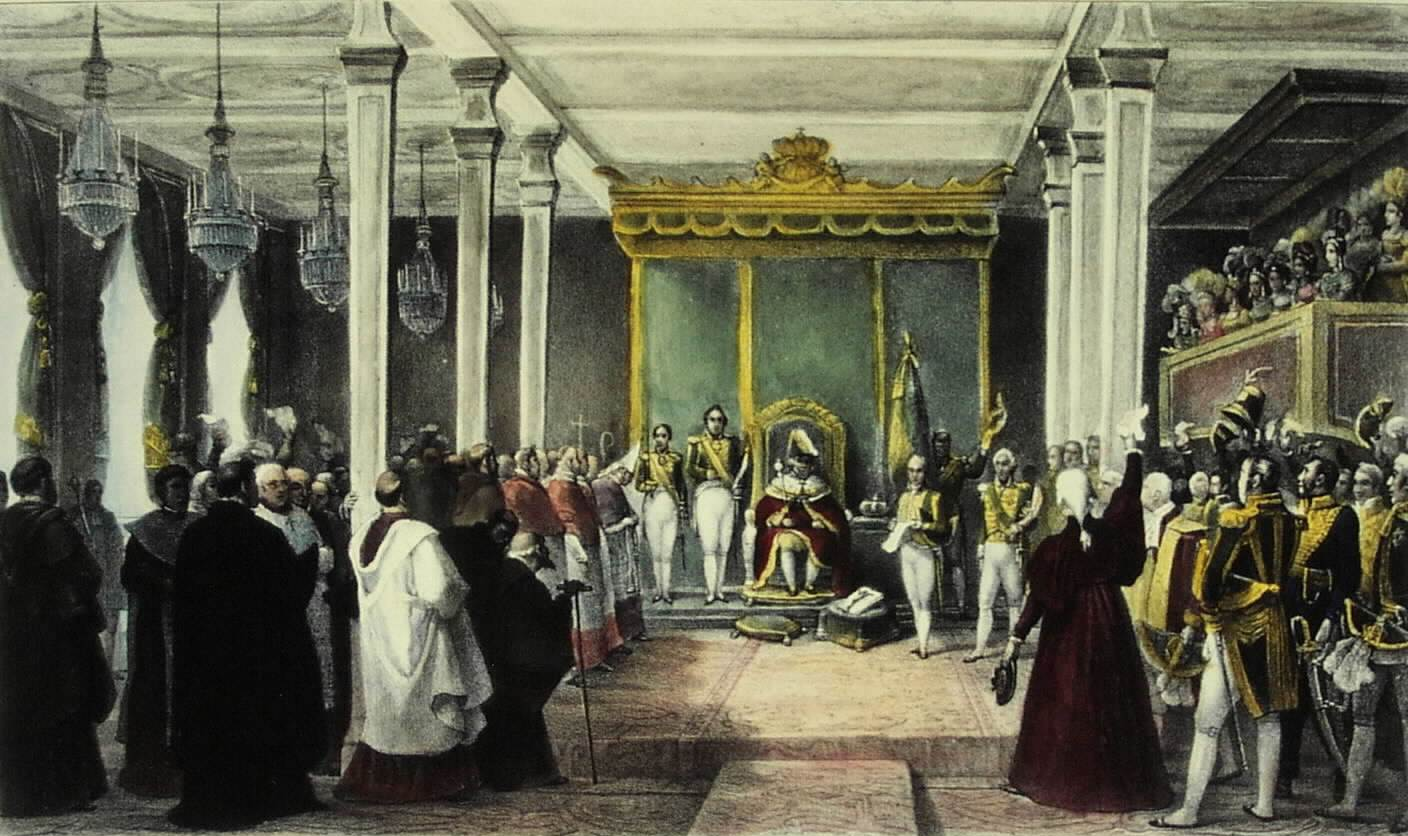
Aclamación del rey Dom João VI en Río de Janeiro

En el contexto de las negociaciones del Congreso de Viena, Brasil fue elevada a la categoría de reino dentro del Estado portugués, asumiendo la designación oficial de «Reino Unido de Portugal, Brasil y Algarve» el 16 de diciembre de 1815. La carta de la ley fue publicada en la Gazeta do Rio de Janeiro de 10 de enero de 1816, oficializando el acto. Río de Janeiro, en consecuencia, pasaba a ser residencia de la Corte y capital, las antiguas capitanías pasaron a ser denominadas provincias (hoy, los estados). En el mismo año, murió la reina María I y Juan fue coronado rey como Juan VI (João VI en portugués).  Concedió a Brasil como escudo de armas una esfera manuelina con las esquinas, como se encuentran ya en los siglos anteriores en las monedas del África portuguesa (1770).

### Revolución pernambucana (1817)

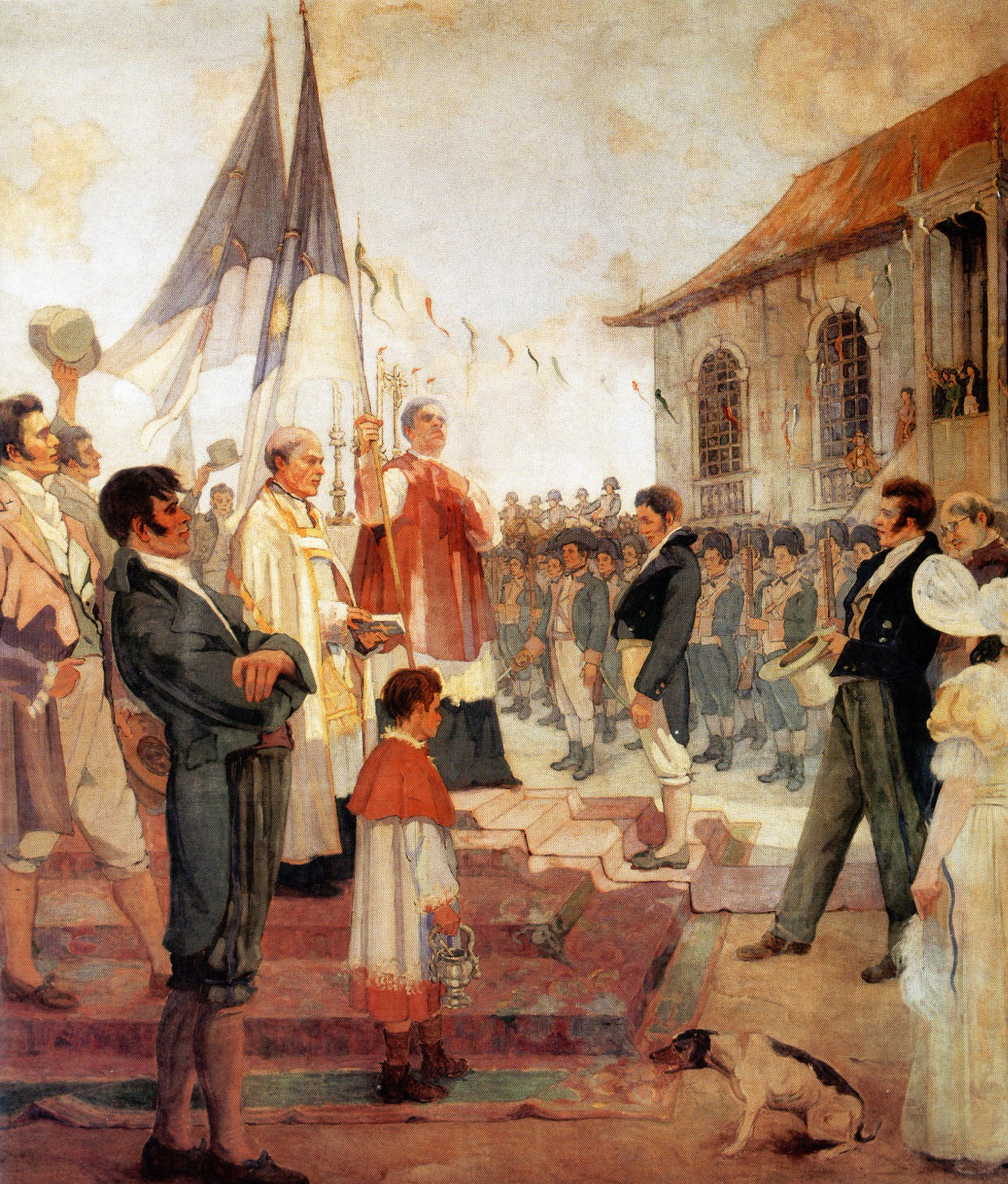
Revolución pernambucana, único movimiento separatista del período de dominación portuguesa que sobrepasó la fase conspiratoria

La llamada Revolución pernambucana, también conocida como «Revolución de los Padres», estalló el 6 de marzo de 1817 en la entonces Capitanía de Pernambuco. Entre sus causas, destaca la influencia de las ideas iluministas propagadas por las sociedades masónicas, el absolutismo monárquico portugués y los enormes gastos de la familia real y de su séquito recién llegados a Brasil —el Gobierno de Pernambuco estaba obligado a enviar a Río de Janeiro grandes sumas de dinero para costear salarios, comidas, ropas y fiestas de la Corte, lo que dificultaba el enfrentamiento de los problemas locales (como la sequía ocurrida en 1816) y ocasionaba el retraso en el pago de los soldados, generando gran descontento del pueblo pernambucano y brasileño—. El movimiento fue liderado por Domingos José Martins, con el apoyo de los religiosos padre João Ribeiro, padre Miguelinho, padre Roma, Vigário Tenório, Frei Caneca y más, entre otros, Antônio Carlos de Andrada e Silva (hermano de José Bonifácio), José de Barros Lima, Cruz Cabugá, José Luiz de Mendonça y Gervásio Pires.
A principios del siglo XIX, Pernambuco era la capitanía más rica del Brasil Colonia. Recife y Olinda, las dos mayores urbes pernambucanas, tenían juntas cerca de 40 000 habitantes (Río de Janeiro, la capital de la colonia, tenía en ese momento 60 000 habitantes). El puerto de Recife sacaba la producción de azúcar —de los cientos de ingenios de la Zona da Mata, cuyo litoral se extendía desde la desembocadura del río São Francisco hasta la villa de Goiana—, y la de algodón. Además de su importancia económica y política, los pernambucanos habían participado en diversas luchas libertarias. La primera y más importante había sido la Insurrección Pernambucana, en 1645. Después, en la Guerra de los Mascates, fue aventada la posibilidad de proclamar la independencia de Olinda.
La represión a la Revolución pernambucana fue sangrienta. Muchos rebeldes fueron ahorcados y/o arcabuzados, con sus cuerpos mutilados después de muertos. Otros murieron en la prisión. El padre João Ribeiro se suicidó, pero su cuerpo fue desenterrado, descuartizado y su cabeza expuesta en plaza pública. Un episodio que emocionó hasta a los verdugos fue el del vicario Tenorio, que fue ahorcado y descabezado, sus manos cortadas y el cuerpo arrastrado por las calles de Recife. También en venganza, fue desmembrada de Pernambuco, con la sanción de João VI de Portugal, la comarca de las Alagoas, cuyos propietarios habían permanecido leales a la Corona, y como recompensa, podrían formar una capitanía independiente.

### Revolución en Oporto y retorno de João VI

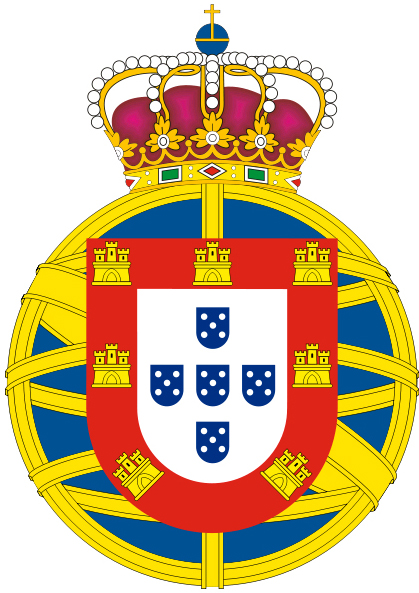
Escudo del vicerreino del Brasil

D. João VI dejaría Brasil en 1821. En agosto de 1820 se había producido en Oporto una «revolución constitucionalista» (revolución liberal portuguesa de 1820), el movimiento con ideas liberales que ganó adeptos en el reino. En septiembre de 1820 una Junta Provisional de Gobierno obligó a los portugueses a jurar una constitución provisional, similar a la Constitución española de Cádiz, hasta redactar una constitución permanente. En enero de 1821, en Portugal, tuvo lugar la solemne instalación de las «Cortes Gerais, Extraordinárias e Constituintes da Nação Portuguesa» (Cortes Generales, Extraordinario y Constituyentes de la nación portuguesa] responsables de elaborar una constitución, pero sin representantes brasileños. En febrero, João VI ordenó que los diputados de Brasil (así como de las Azores, Madeira y Cabo Verde) participasen en la asamblea.
En marzo, las Cortes en Portugal expediran un decreto con las bases de la constitución política de la monarquía. En Río de Janeiro, otro decreto comunicaba el retorno del rey para Portugal y ordenaba que «sem perda de tempo», se llevaran a cabo las elecciones de diputados para representar a Brasil en las Cortes Generales convocadas en Lisboa. Llegará en abril a Lisboa un delegado de la Junta do Pará, Maciel Parente, que por excepción consiguió discursar y fue el primer brasileño en hablar delante de aquella Asamblea. En abril, la ciudad de Río de Janeiro llevó a cabo la primera asamblea de electores de Brasil, que resultó en una confrontación con muertos, pues las tropas portuguesas disolvieron la manifestación. Al día siguiente, los cariocas fijaron en la puerta del Paço un cartel con la inscripción "Açougue do Bragança" (Carnicería del Bragança), refiriéndose al rey como carnicero. João VI partió para Portugal cinco días más tarde, el 16 de abril de 1821, dejando a su primogénito Pedro de Alcântara como príncipe-regente de Brasil.
En 1821, Brasil eligió a sus representantes en número de 97, entre diputados y suplentes para las Constituyentes en Lisboa. En agosto de 1821, las Cortes presentarían tres proyectos para Brasil que irritaron a los representantes brasileños con medidas recolonizadoras que estos se negaban a aceptar. Después de Maciel Parente, monseñor Francisco Moniz Tavares, diputado pernambucano, sería el primer brasileño en hablar oficialmente en el animado debate con los diputados portugueses Borges Carneiro, Ferreira Borges y Moura, contra el envío de más tropas a Pernambuco y la presencia incómoda de una gran guarnición portuguesa en la provincia.
La separación de Brasil fue informalmente realizada en enero de 1822, cuando D. Pedro declaró que iba a permanecer en Brasil ("Dia do Fico"), con las siguientes palabras: «Como é para o bem de todos e felicidade geral da nação, estou pronto: diga ao povo que fico. Agora só tenho a recomendar-vos união e tranquilidade» («Como es para el bien de todos y felicidad general de la nación, estoy listo: diga al pueblo que me quedo. Ahora solo tengo que recomendaos unión y tranquilidad»). Sin embargo, la separación de Brasil se dio el 7 de septiembre de 1822, con el «grito do Ipiranga» que fue romantizado, a pesar de la separación anteriormente.

## Brasil imperial (1822-1889)

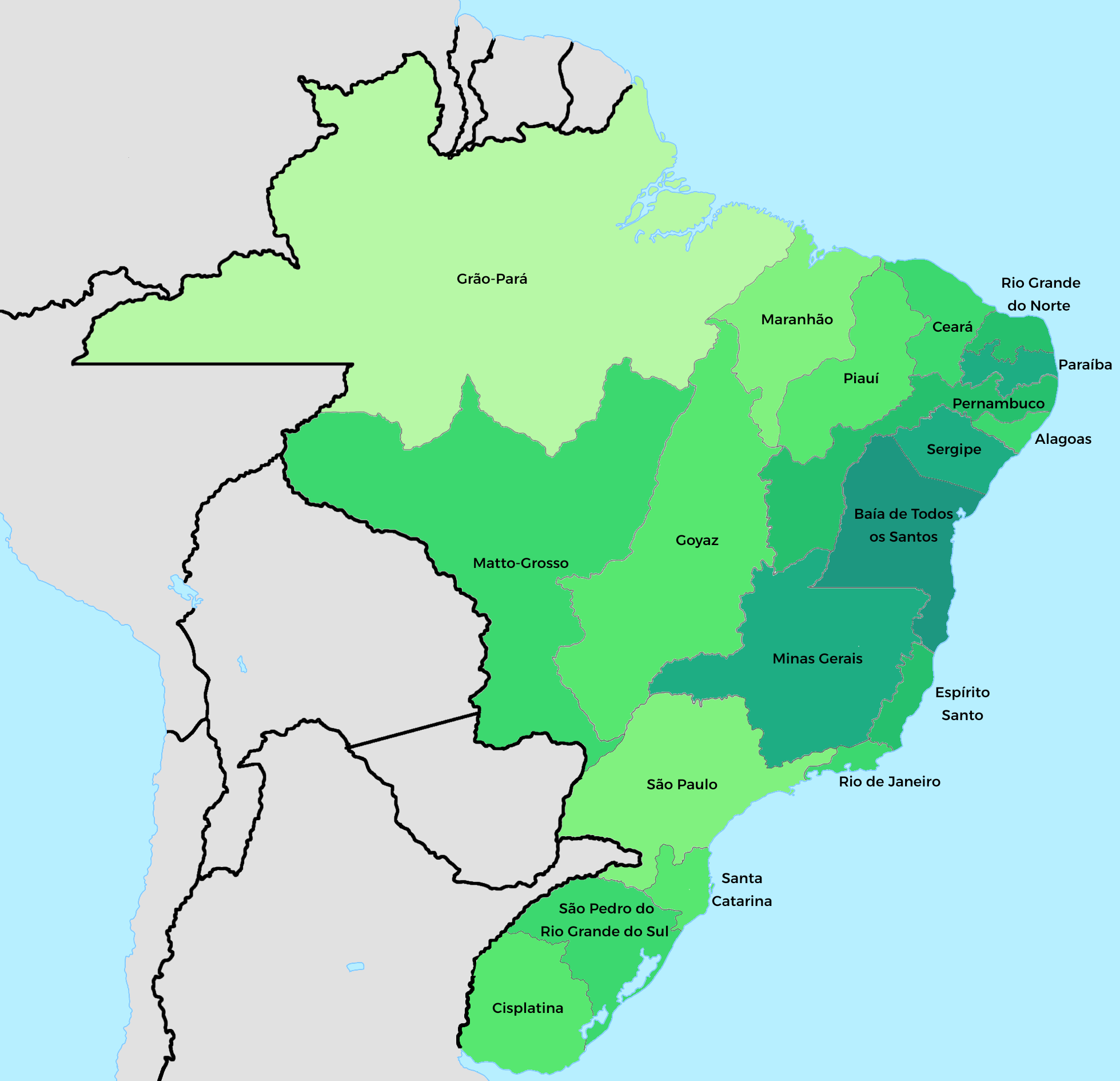
El Imperio del Brasil en 1823 nótense los límites en las Misiones Orientales, los límites en con Paraguay antes de la Guerra de la Triple Alianza en los ríos Mbotetey e Igurey; el Acre y la Banda Oriental, esta última ocupada con el nombre de provincia Cisplatina.

En 1808, el rey Juan VI de Portugal (en ese tiempo aún príncipe regente), huyendo del ejército de Napoleón I, trasladó el asiento del gobierno a Brasil, ante esto Brasil dejó de tener estatus colonial y en ese mismo año de 1808 pasó a ser el Reino de Brasil como, de facto, principal constituyente del Reino Unido de Portugal, Brasil y Algarve siendo la capital efectiva de tal Reino Unido la ciudad de Río de Janeiro. Parte de la familia real regresó a Portugal en 1821, el interludio condujo a un creciente deseo por la independencia entre los brasileños. El 7 de septiembre de 1822, el entonces príncipe-regente proclamó la independencia de Brasil, y fue coronado emperador.
Pedro I de Brasil, en gran medida desprestigiado por los reveses bélicos ocurridos durante la guerra argentino-brasileña con la consiguiente liberación de la llamada "Provincia Cisplatina" y el inicio de movimientos republicanos separatistas en algunas provincias, abdicó en 1831 y, tras gobiernos interinos por regentes nombrados, su hijo Pedro II fue coronado emperador a los catorce años de edad. Tenía gusto por la gente común, pero disgustó a las élites, quienes lo creían demasiado liberal, y los intelectuales, que sentían que no era lo suficientemente liberal. El principal acontecimiento de su reinado fue la abolición de la esclavitud en 1888.

### Brasil bajo Pedro I (1822-1831)

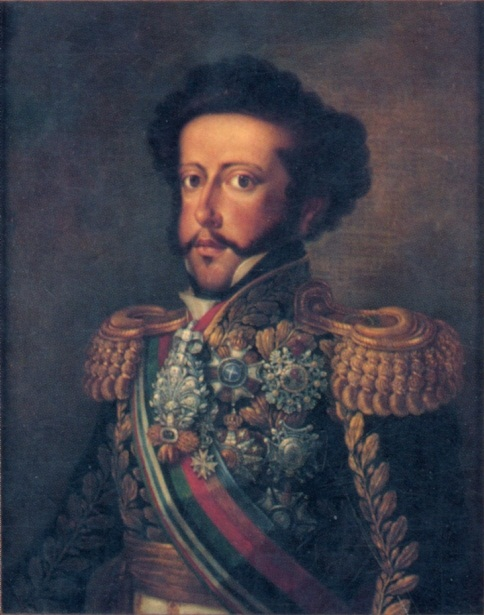
Simplício de Sá: Retrato de Dom Pedro I, ca. 1826. Museu Imperial

Después de la declaración de la independencia, Brasil fue gobernado por Pedro I hasta el año 1831, período llamado del Primer Reinado, cuando abdicó a favor de su hijo, Pedro II, entonces con cinco años de edad.
Poco después de la independencia, y terminadas las luchas en las provincias contra la resistencia portuguesa, fue necesario iniciar el trabajo de la Asamblea Constituyente. Esta había sido convocada antes de la separación, en julio de 1822, aunque solamente se instaló en mayo de 1823. Luego quedó claro que la Asamblea votaría una constitución restringiendo los poderes imperiales (a pesar de la idea centralizadora encampada por José Bonifácio  (1763-1838) y su hermano Antônio Carlos de Andrada e Silva (1773-1845). Sin embargo, antes de que fuera aprobada, las tropas del ejército rodearon el edificio de la Asamblea y la misma fue disuelta por erden del emperador, debiendo la constitución ser elaborada por juristas de la confianza de Don Pedro I. Fue entonces otorgada la constitución de 1824, que traía una innovación: el Poder moderador. A través de él, el emperador podría controlar los otros tres poderes.
Surgieron diversas críticas al autoritarismo imperial, y una revuelta importante sucedió en el Nordeste: la confederación del Ecuador. Fue sofocada, pero el emperador salió muy desgastado del episodio. Otro gran desgaste del emperador fue la guerra de la Cisplatina (1825-1828), donde el país no mantuvo el control sobre la entonces región de la Cisplatina (hoy, Uruguay). También aparecieron los primeros focos de descontento en Rio Grande del Sur, con los farroupilhas.

Pedro Américo: O Grito do Ipiranga, 1888. Museu Paulista

En 1831 el emperador decidió visitar las provincias, en un último intento de restablecer la paz interna. El viaje debería comenzar por Minas Gerais; pero allí el emperador encontró una recepción fría, pues acababa de ser asesinado Líbero Badaró, un importante periodista de oposición. A su regreso a Río de Janeiro, Dom Pedro debería ser honrado por los portugueses, que le preparaban una fiesta de apoyo; pero los brasileños, no estando conformes con la fiesta, se enfrentaron con los portugueses en el episodio conocido como la Noche de las Garrafadas.
Don Pedro intentó otra medida: nombró un gabinete de ministros de amplio apoyo popular. Pero se desentendió de los ministros y luego despidió al gabinete, sustituyéndolo por otro bastante más impopular. Frente a una manifestación popular que recibió el apoyo del ejército, no tuvo mucha elección, así creó el quinto poder. Pero no funcionó la idea, y no quedaba nada al emperador a no ser la renuncia, el 7 de abril de 1831.

#### Confederación del Ecuador (1824)

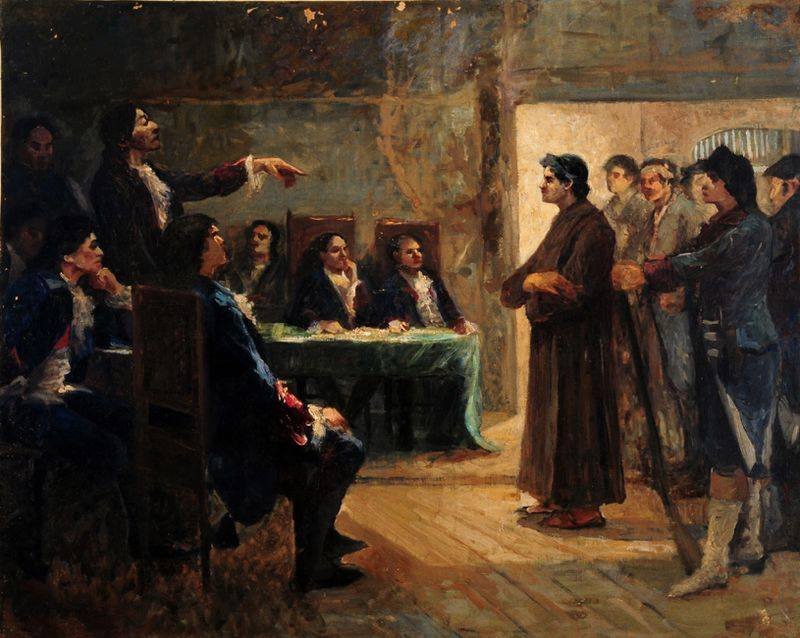
Estudo para Frei Caneca, de Antônio Parreiras (1918). Frei Caneca fue uno de los líderes y mártir de la Confederación del Ecuador.

La confederación del Ecuador fue un movimiento revolucionario, de carácter emancipacionista (o autonomista) y republicano ocurrido en Pernambuco. Representó la principal reacción contra la tendencia absolutista y la política centralizadora del gobierno de  D. Pedro I, esbozada en la Carta otorgada de 1824, la primera Constitución del país.
El conflicto tenía raíces en movimientos anteriores en la región: la guerra de los Mascates (1710-1711) y la Revolución pernambucana (1817), esta última de carácter republicano.
El centro irradiador y el liderazgo de la revuelta recayeron en la provincia de Pernambuco, que ya se había rebelado en 1817 y enfrentaba dificultades económicas. Más allá de la crisis, la provincia se resentía económicamente al tener que pagar elevadas taxas para sufragar los gastos de la sede imperial establecida en Río de Janeiro, que las justificaba como necesarias para llevar adelante las guerras provinciales posteriores a la independencia (algunas provincias se resistieron a la separación de Portugal). Pernambuco había esperado que la primera Constitución del Imperio sería del tipo federalista, y que daría autonomía a las provincias para resolver sus cuestiones.
La represión al movimiento fue severa. Don Pedro I pidió préstamos a Inglaterra y contrató tropas en el exterior, que siguieron hacia Recife bajo el mando de Thomas Cochrane. Los rebeldes fueron sometidos, y varios líderes de la revuelta, como Frei Caneca, fueron ahorcados o fusilados. También en represalia, Don Pedro I desligó del territorio pernambucano, a través del decreto del 7 de julio de 1824, la extensa Comarca do Rio de São Francisco (actual Oeste Baiano), pasando inicialmente a Minas Gerais y, después, a Bahía. Esa fue la última porción de tierra desmembrada de Pernambuco, imponiendo a la provincia una gran reducción territorial, pasando de 250 000 km² a solo 98 000 km².

### Regencia (1831-1840)

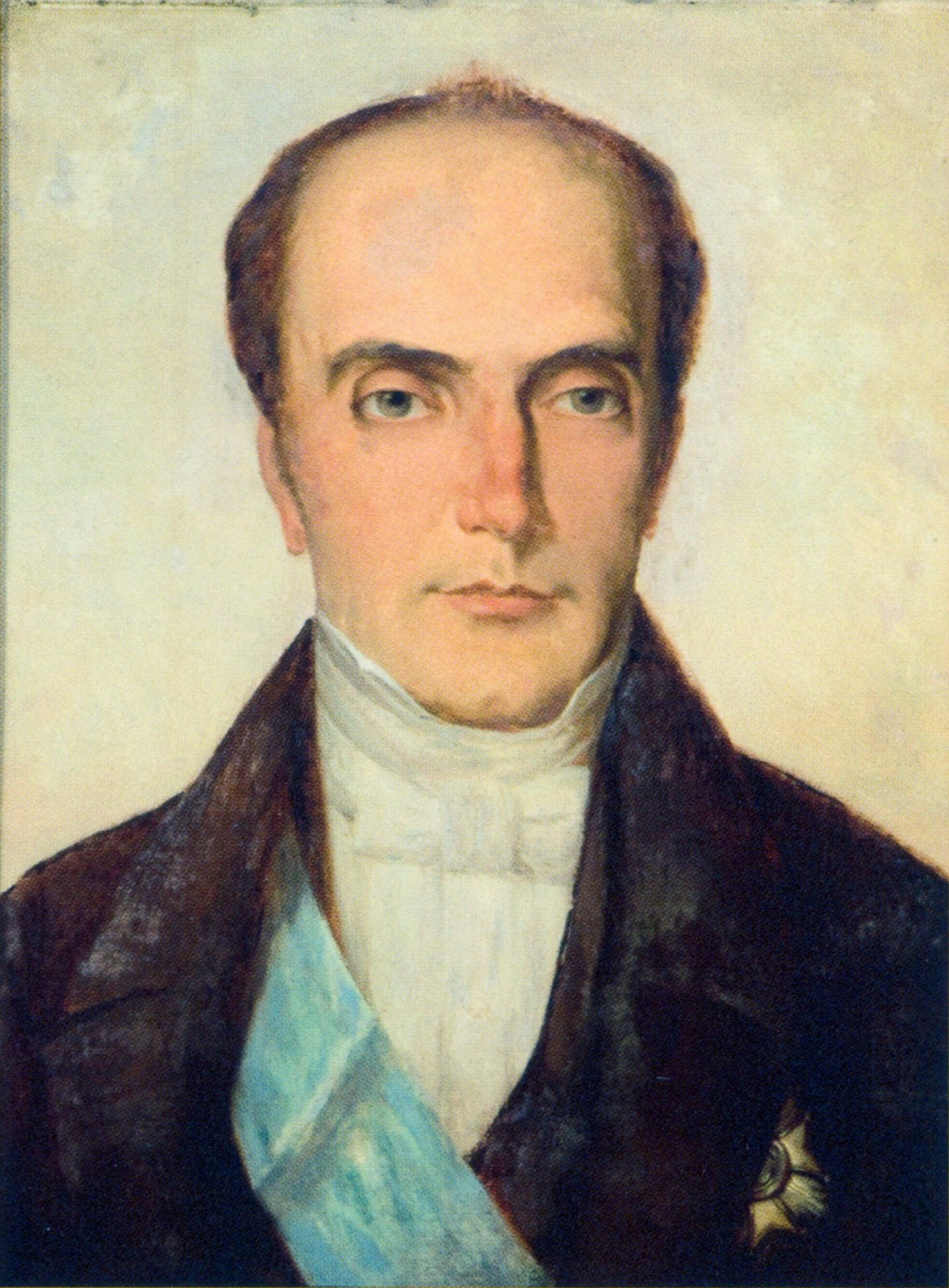
Araújo Lima, o Marquês de Olinda.

Mapa de las principales revueltas ocurridas en Brasil antes de 1840.

Durante el período de 1831 a 1840, Brasil fue gobernado por diversos regentes, encargados de administrar el país mientras el heredero al trono, Pedro II, era menor de edad. En principio, la regencia era trina, es decir, eran tres los gobernantes responsables de la política brasileña, pero en 1834 un acto adicional que deba más autonomía a las provincias, sustituyó el carácter triple de la regencia por un gobierno más centralizador.
El primer regente fue el padre Diogo Antônio Feijó, que destacó por tener un gobierno de inspiraciones liberales, pero que debido a las presiones políticas y sociales, tuvo que renunciar. Ese primer gobierno de carácter liberal cayó para dar lugar al del conservador Araújo Lima, que centralizó el poder en sus manos, siendo atacado vehementemente por los liberales, que solo retomaron el poder debido al golpe de la mayoría de edad. Destacan en este período la inestabilidad política y la actuación del tutor José Bonifácio, que aseguró el trono para
D. Pedro II.
Se inició en este período la Revolución farroupilha (1835-1845) (de farrapos, que en portugués, significa ‘harapos'; «harapiento» ―‘pordiosero’―, fue el mote despectivo que las autoridades brasileñas dieron a los independentistas de la Región sur), en la que los gauchos se rebelaron contra la política interna del Imperio y declararon la República Piratini. También en este período ocurrieron más revueltas, como la Cabanada (1832-1835), en Alagoas y Pernambuco; la Cabanagem (1835-1840), en Pará; la revuellta de los Malês y la Sabinada (1837-1838), en Bahía; y la Balaiada (1838-1841), en Maranhão.

### Reinado de Pedro II (1840-1889)
El periodo conocido como segundo reinado comenzó con el Golpe de la Mayoría (1840, que con quince años llevó a D. Pedro II al trono, antes de que cumpliera los 18 años. El período se puede dividir en tres etapas principales:
- la llamada fase de consolidación (1840-1850), en el que las luchas internas fueron pacificadas, el café empezó su expansión y la tarifa Alves Branco permitió la Era Mauá.
- el llamado apogeo del Imperio (1850-1889), un período marcado por gran estabilidad política en el que no sucedió en Brasil ninguna revolución, algo inédito en el mundo: 39 años de paz interna en un país, permitida por el sistema parlamentario (el parlamentarismo às avessas) y por la política de intercambio de favores. En términos de relaciones internacionales, el período está marcado por la Cuestión Christie (1862-1865) y por la guerra del Paraguay   (1864-1870);
- el llamado declive del Imperio, marcado por la cuestión militar, por la cuestión religiosa, por las luchas abolicionistas y por el movimiento republicano, que condujeron al fin del régimen monárquico.

La economía, que tuvo como base principal la agricultura —convirtiéndose en ese momento el café en el principal producto exportado por Brasil durante el reinado de Pedro II, en sustitución de la caña de azúcar—, presentó una expansión del 900%. La falta de mano de obra, en la época llamada de «falta de braços para a lavoura», como consecuencia de la liberación de los esclavos, se solucionó atrayendo a cientos de miles de inmigrantes, en su mayoría italianos, portugueses y alemanes. Lo que hizo al país desarrollar una base industrial y comenzar a expandirse hacia el interior.
En ese período, se construyó una amplia red ferroviaria, siendo Brasil el segundo país latinoamericano en implantarlo, y durante la guerra del Paraguay o de la Triple Alianza (1864-1870), tenía la cuarta mayor marina de guerra del mundo. La mano de obra esclava, por presión interna de las oligarquías paulistas, mineiras y fluminenses, se había mantenido vigente hasta el año de 1818 cuando fue ilegalizada por la aprobación de la ley Áurea. Entretanto, se había iniciado un gradual proceso de decadencia ya desde 1850 —año del fin del tráfico negrero, por presión de Inglaterra—, además de estar el Emperador estaba en contra de la esclavitud, causada por la opción de los productores de café paulistas, que preferían la mano de obra asalariada de los inmigrantes europeos, por la malaria que estaba diezmando a la población esclava en esa época y por la guerra de Paraguay, cuando los negros que en ella participaron fueron liberados.

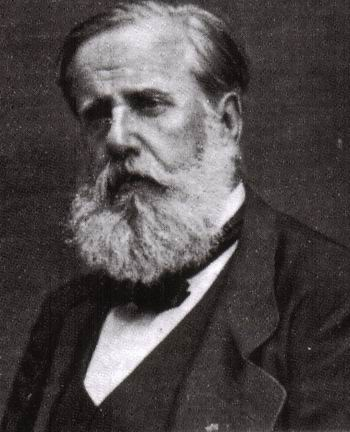
Dom Pedro II.

A partir de 1870 se asistió al crecimiento de los movimientos republicanos en el país. En 1889 un golpe militar sacó del cargo de primer ministro al vizconde de Ouro Preto, y, por incentivo de republicanos como Benjamin Constant Botelho de Magalhães (1836-1891) o del mariscal Deodoro da Fonseca (1827-1892), se proclamó la República y se envió al exilio a la familia imperial. Diversos factores contribuyeron a la caída de la Monarquía, entre otros, la insatisfacción de la elite agraria con la abolición de la esclavitud sin que los propietarios rurales fueran indemnizados por los perjuicios sufridos; el descontento de los cafetaleros del Oeste paulista que se convirtieron en adeptos del Partido Republicano Paulista y de la abolición, pues usaban apenas mano de obra europea de los inmigrantes; y la pérdida de apoyo de los militares —especialmente del ejército— que se sentían desprestigiados entendiendo que el emperador prefería a la marina de Brasil y que anhelaban más el poder; y por las interferencias del emperador en asuntos de la Iglesia.
No hubo ninguna participación popular en la proclamación de la República de Brasil y lo que ocurrió, técnicamente, fue un golpe militar. El pueblo brasileño apoyaba al emperador. El corresponsal del diario Diário Popular, de São Paulo, Aristides Lobo, escribió en la edición del 18 de noviembre del periódico, sobre el derrocamiento del imperio, la frase histórica:

Por ahora, el color del gobierno es puramente militar y deberá ser así. El hecho fue de ellos, de ellos solo porque la colaboración del elemento civil fue casi nula. El pueblo asistió a todo bestializado, atónito, sorprendido, sin conocer lo que significaba. Muchos creyeron seriamente estar viendo una parada.
Por ora, a cor do governo é puramente militar e deverá ser assim. O fato foi deles, deles só porque a colaboração do elemento civil foi quase nula. O povo assistiu àquilo tudo bestializado, atônito, surpreso, sem conhecer o que significava. Muitos acreditaram seriamente estar vendo uma parada!
Aristides Lobo

Para ahorrar conflictos, no hubo violencia y la familia imperial pudo exiliarse en Europa en seguridad. D. Pedro II firmó su renuncia con la misma firma de su padre al abdicar en 1831: Pedro de Alcântara.

#### Proceso hacia la abolición de la esclavitud

Original de la Ley Áurea, firmada por la Regente Doña Isabel (1888). Documento bajo custodia del Archivo Nacional

Los primeros movimientos contra la esclavitud fueron hechos por los misioneros jesuitas, que combatieron la esclavización de los indígenas pero toleraron la de los africanos. El fin gradual de la trata de esclavos se decidió en el Congreso de Viena en 1815. Desde 1810, Inglaterra hizo una serie de exigencias a Portugal y pasó desde 1845 a reprimir violentamente la trata internacional de esclavos, apoyado en la ley inglesa llamada ley Aberdeen. En 1850, la ley Eusebio de Queirós abolió el tráfico internacional de esclavos en Brasil.
En 1871 el Parlamento brasileño aprobó y la Princesa Isabel sancionó la ley 2040, conocida como ley Rio Branco o ley del Vientre Libre, determinando que todos los hijos de esclavos nacidos desde entonces serían libres a partir de los 21 años.
El 28 de septiembre de 1885 se promulgó otra ley, la ley de los Sexagenarios (ley Saraiva-Cotegipe) que determinaba la «extinción gradual del elemento servil» y creaba fondos para la indemnización a los propietarios de esclavos y determinaba que los esclavos a partir de los 60 años podrían ser libres. Así, con estas dos leyes (Vientre Libre y Sexagenarios), la abolición de los esclavos sería gradual, siendo los esclavos liberados al alcanzar esa edad de 60 años.
En 1880 se creó la Sociedade Brasileira Contra a Escravidão (Sociedad Brasileña Contra la Esclavitud) que, junto con la Associação Central Abolicionista y otras organizaciones, pasó a ser conocida por la Confederação Abolicionista liderada por José do Patrocínio (1854-1905), hijo de una esclava negra con un sacerdote. En 1884, los gobiernos de Ceará y de Amazonas abolieron, en sus territorios, la esclavitud, en lo que fueron pioneros.

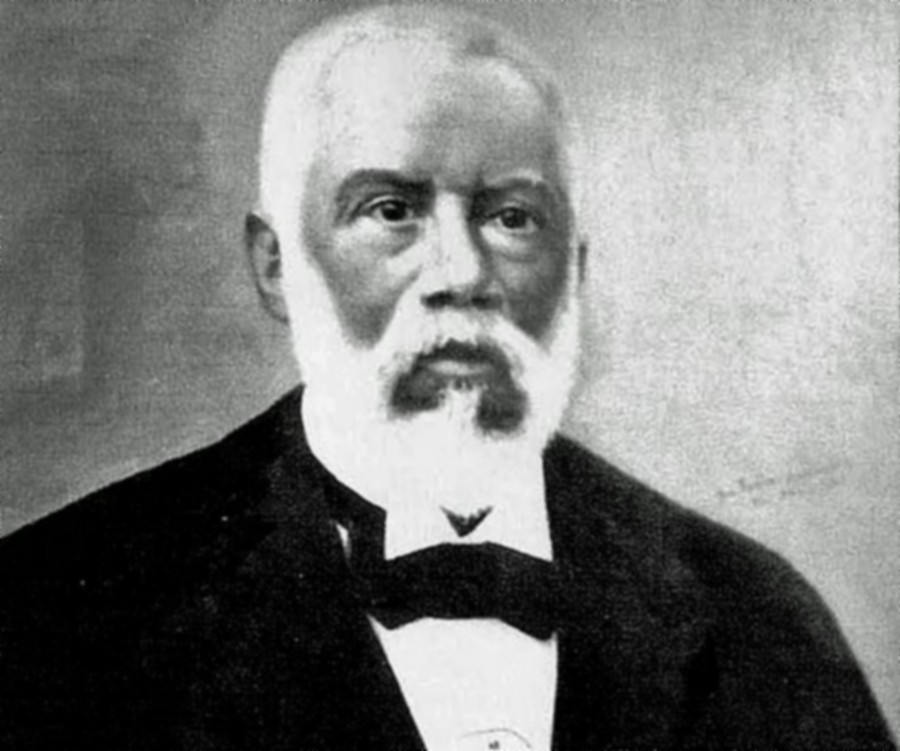
Francisco Paulo de Almeida (1826-1901), primer y único barón de Guaraciaba, título otorgado por la Princesa Isabel. Negro, poseía una de las mayores fortunas del imperio y era dueño, en sus plantaciones de cafe, de aproximadamente mil esclavos.

Las fugas de esclavos aumentaron mucho, después de 1885, cuando se abolió la pena de azote para los negros huidos, lo que estimuló las fugas. El ejército se negaba a perseguir a los negros huidos. Hay que recordar aún los Caifases, liderados por Antônio Bento (1843-1898) ), que promovían la fuga de los negros, perseguían a los capitanes de matorral (capitães-de-mato) y amenazaban a los señores esclavistas. En São Paulo, la policía, en 1888, tampoco iba detrás de negros huidos.

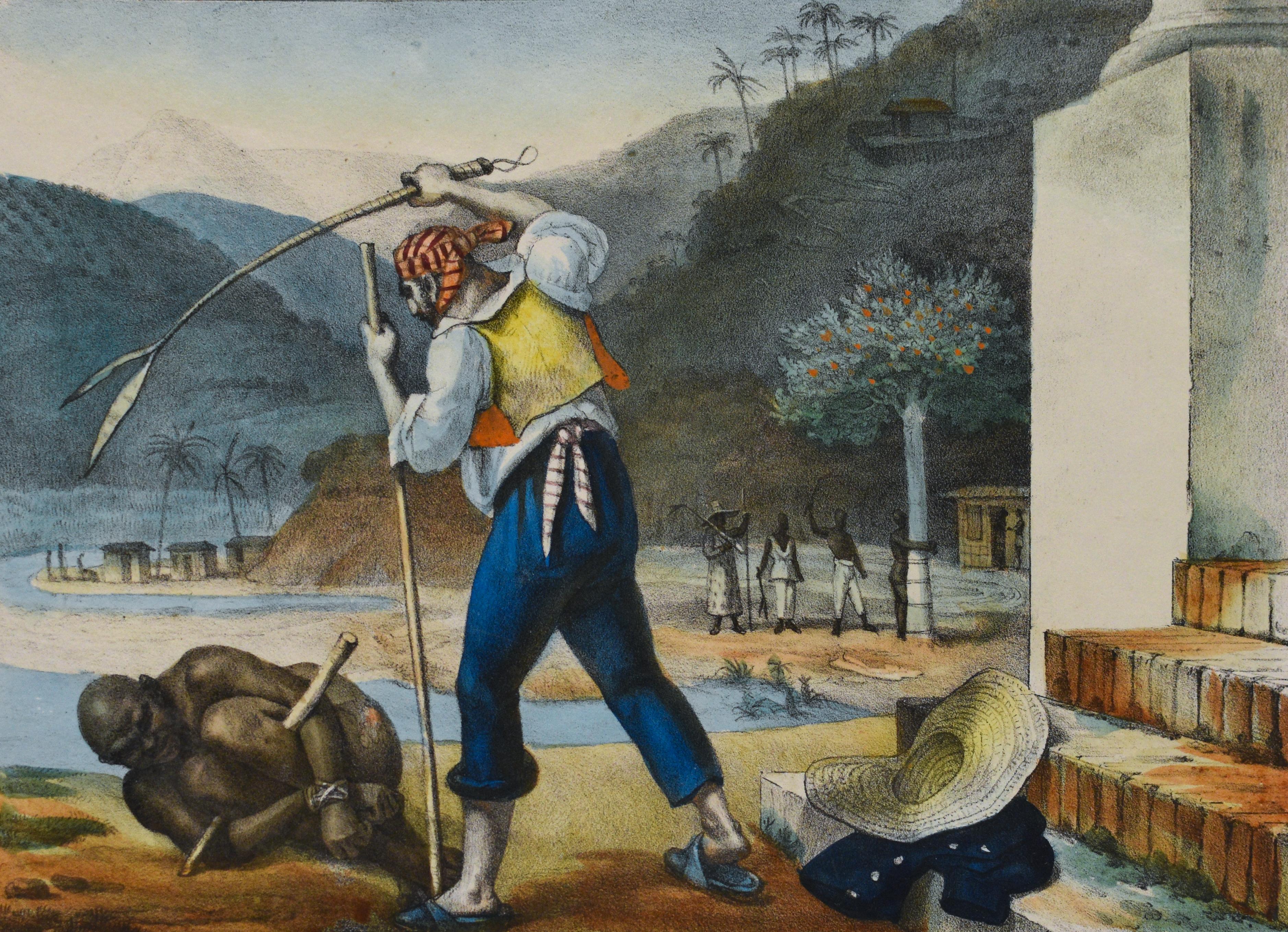
La esclavitud en Brasil por Jean-Baptiste Debret. Un dueño de esclavos castiga a un esclavo en Brasil.

La abolición definitiva era necesaria. Hay diferencias en el número de esclavos existentes en 1888: había, según algunos estudiosos, 1 400 000 esclavos para una población de 14 millones de habitantes: cerca del 11%; pero, según la matrícula de esclavos, concluida el 30 de marzo de 1887, el número era de solo 720 000 esclavos.
Finalmente, el presidente del Consejo de Ministros del «Gabinete del 10 de marzo», João Alfredo Correia de Oliveira (1835-1919), del Partido Conservador, promovió la votación de una ley que determinaba la extinción definitiva de la esclavitud en Brasil. El 13 de mayo de 1888, la princesa Isabel sancionó la Ley Áurea, que ya había sido aprobada por el Parlamento, aboliendo toda y cualquier forma de esclavitud en Brasil. Después de que la Princesa firmase la Ley Áurea, al saludarla, João Maurício Wanderley (1815-1889), el barón de Cotejipe, el único senador que votó en contra del proyecto de la abolición de la esclavitud, profetizó:

La señora acaba de redimir una raza y perder el trono.
A senhora acabou de redimir uma raça e perder o trono.Barão de Cotegipe

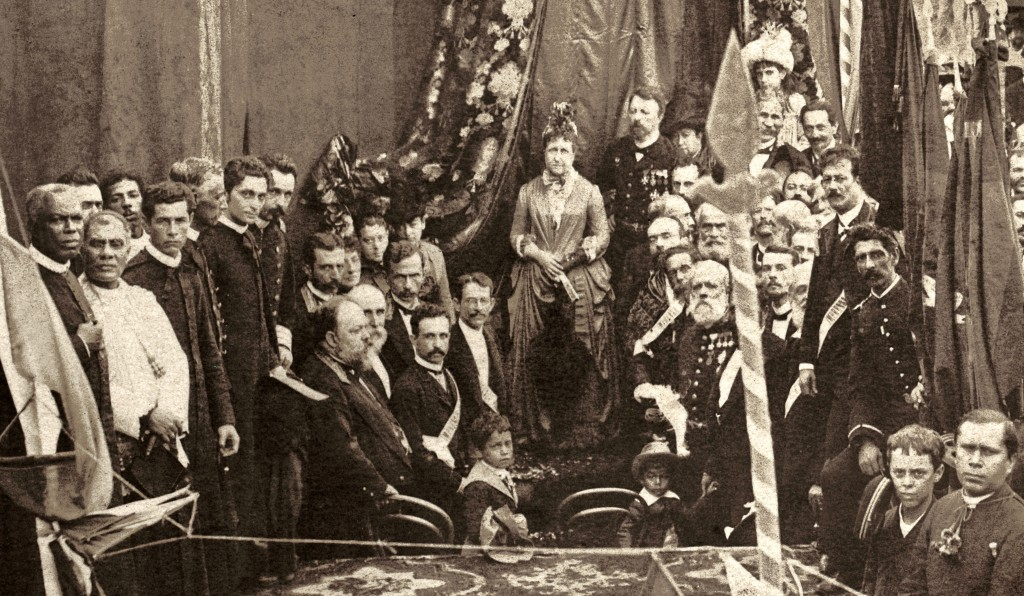
Misa campal realizada en 1888 en acción de gracias por la abolición de la Esclavitud en Brasil (Princesa Isabel al centro)

La aristocracia esclavista, oligarquía rural arruinada con la abolición sin indemnización, culpó al gobierno y se adhirió a los diversos partidos republicanos existentes, especialmente al Partido Republicano Paulista y al PRM, que hacían en la oposición al régimen monárquico, así, una de las consecuencias de la abolición sería caída de la monarquía. Los pequeños propietarios que no podían recurrir a la mano de obra asalariada proporcionada por los inmigrantes europeos también quedaron arruinados. Solo la economía cafetera del oeste paulista,  en comparación con la de otras regiones, no sufrió sacudidas, pues ya se basaba en la mano de obra libre, asalariada. Muchos esclavos negros permanecieron en el campo, practicando una economía de subsistencia, en pequeños lotes, otros buscaron las ciudades, donde entraron en un proceso de marginación. Desempleados, pasaron a vivir en chozas y barracas en los cerros y en los suburbios.
Y de acuerdo con el análisis de Everardo Vallim Pereira de Souza, reportándose a las consideraciones del Antônio da Silva Prado (1840-1929), las consecuencias de la abolición de los esclavos, el 13 de mayo de 1888, dejando sin amparo a los antiguos esclavos, fueron funestas:

Según la previsión del Consejero Antônio Prado, decretada de ahogar la "Ley 13 de mayo", sus efectos fueron los más desastrosos. Los ex-esclavos, habituados a la tutela y curatela de sus ex-señores, debataron en gran parte de las haciendas y fueron a "tentar la vida" en las ciudades; intento aquel que consistía en: aguardiente a litros, miseria, crímenes, enfermedades y muerte prematura. Dos años después del decreto de la ley, tal vez la mitad del nuevo elemento libre había desaparecido. Los granjeros difícilmente encontraban "meios" que de las labranzas quisieran cuidar. Todos los servicios se desorganizaron; tan grande fue el descalabro social. La única parte de São Paulo que menos sufrió fue la que, por anticipado, había ya recibido alguna inmigración extranjera; el general de la Provincia perdió casi toda la cosecha de café por falta de cosechadores.
Segundo a previsão do Conselheiro Antônio Prado, decretada de afogadilho a “Lei 13 de maio”, seus efeitos foram os mais desastrosos. Os ex-escravos, habituados à tutela e curatela de seus ex-senhores, debandaram em grande parte das fazendas e foram "tentar a vida" nas cidades; tentâme aquele que consistia em: aguardente aos litros, miséria, crimes, enfermidades e morte prematura. Dois anos depois do decreto da lei, talvez metade do novo elemento livre havia já desaparecido! Os fazendeiros dificilmente encontravam "meieiros" que das lavouras quisessem cuidar. Todos os serviços desorganizaram-se; tão grande foi o descalabro social. A parte única de São Paulo que menos sofreu foi a que, antecipadamente, havia já recebido alguma imigração estrangeira; O geral da Província perdeu quase toda a safra de café por falta de colhedores.
Everardo Vallim Pereira de Souza

Brasil fue el último país independiente del continente americano en abolir la esclavitud. El último país del mundo a abolir la esclavitud fue Mauritania, solo el 9 de noviembre de 1981, por el decreto de número 81.234.

## Primera República (1889-1930)

Henrique Bernardelli: Marechal Deodoro da Fonseca, c. 1900.

El 15 de noviembre de 1889, el mariscal Deodoro da Fonseca decretó el fin del período imperial en un golpe de Estado bajo la forma de una cuartelada casi sin fuerza política y ningún apoyo popular, y el inicio de un período republicano dictatorial, destituyendo al último emperador brasileño, Pedro II, que tuvo que partir en exilio a Europa. El nombre del país cambió de «Imperio del Brasil» a «Estados Unidos del Brasil» (que en 1967 fue cambiado a República Federativa del Brasil). La primera constitución de la República de Brasil fue hecha el 15 de noviembre de 1890. Después de cuatro años de dictadura con un caos y varias muertes de federalistas, negros luchando por sus derechos, entre otros, se inició la era civil de la República Vieja, con la llamada República Oligárquica. Desde 1889 hasta 1930, el gobierno fue alternándose entre los dominantes estados de São Paulo y Minas Gerais.

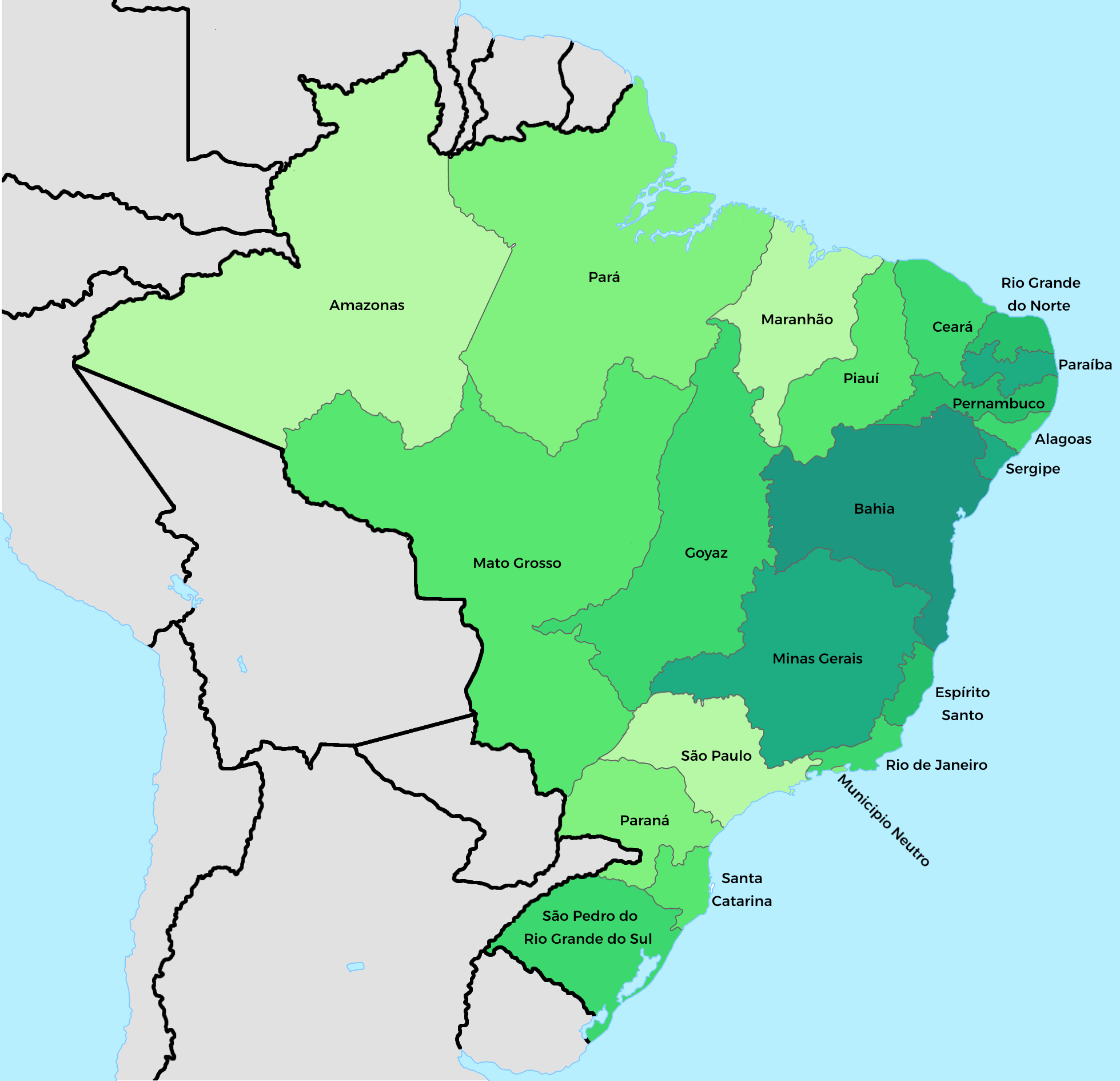
La transición del Imperio del Brasil a los Estados Unidos del Brasil, nótense los límites en las Misiones Orientales (disputadas a la Argentina hasta 1895 y luego repartidas entre Rio Grande del Sur y Santa Catarina) y en el Acre boliviano en parte hasta 1903, observar los territorios adquiridos al Paraguay tras la guerra de la Triple Alianza, en cuanto al territorio de Oiapoque litigado por Francia ya aparece incorporado al Brasil aunque aún no con el nombre de Amapá sino como parte de Pará.

En 1895 el Reino Unido cedió la estratégica isla de Trinidad al estado brasileño y casi coetánemente un territorio, el de Pirara que estaba litigado entre la Guayana Británica, Venezuela y Brasil; los éxitos en la política internacional también se dieron en el litigio por las Misiones Orientales Mesopotámicas reclamadas por Argentina y el sector del Oyapoque (aproximadamente el actual Amapá) reclamado por Francia. En 1903 Brasil se anexó el Acre tras vencer a Bolivia en la «Guerra del Caucho». Del mismo modo fueron favorables a Brasil todos los otros litigios con los demás estados latinoamericanos limítrofes (por ejemplo Perú y Colombia). 
En los últimos años del siglo XIX, el café comenzó a reemplazar al azúcar como el principal recurso de exportación del país. El negocio del café causó que Brasil creciera económicamente, atrayendo a muchos inmigrantes europeos, particularmente de Italia y Alemania. Este influjo de labor también permitió al país desarrollar una economía industrial que se expandió lejos de la costa.
En 1922, jóvenes oficiales de la clase media reaccionaron: era el movimiento tenentismo (de la palabra teniente). El primer levantamiento tuvo lugar el 5 de julio de 1922 en la fortaleza de Igrejinha. Aunque reprimido tras una fuerte resistencia, el movimiento del 5 de julio es de gran importancia política. Marcó el inicio del asalto a la "vieja república oligárquica" y su debilitamiento hasta su desaparición en 1930. Dos años más tarde, en julio de 1924, estalló una revuelta militar en São Paulo; los insurgentes incluso lograron ocupar la ciudad durante tres semanas. Una tercera revuelta tuvo lugar en Rio Grande do Sul en 1925, y la última en 1926.
Los objetivos de los militares rebeldes son esencialmente los de las clases medias, insatisfechas con la situación económica y política de Brasil, sin que sea posible ningún cambio democrático debido a un sistema político bloqueado por el "dominio de los gobernantes" bajo un sistema bajo el cual los grandes terratenientes y la gran burguesía dictan las condiciones en los estados. Las demandas del movimiento incluyen el voto secreto, la libertad de prensa y de asociación, el respeto de los resultados electorales, la alfabetización y la nacionalización de ciertos intereses económicos extranjeros.

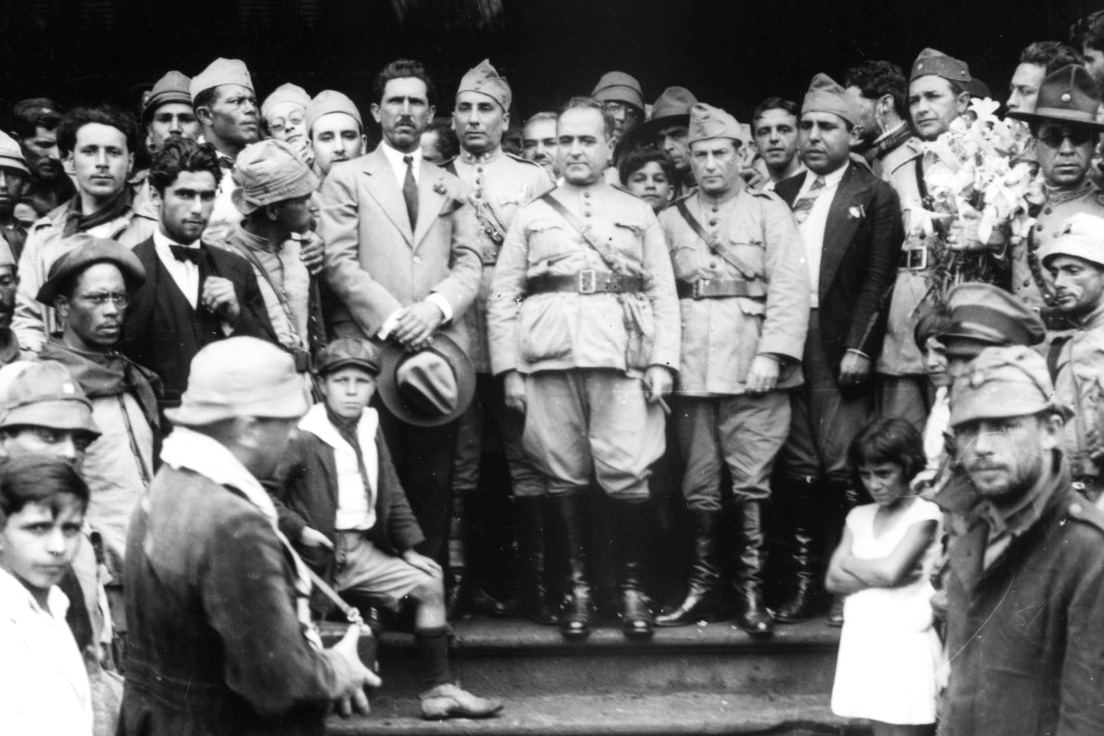
Getúlio Vargas después de la revolución de 1930, que inició la era Vargas

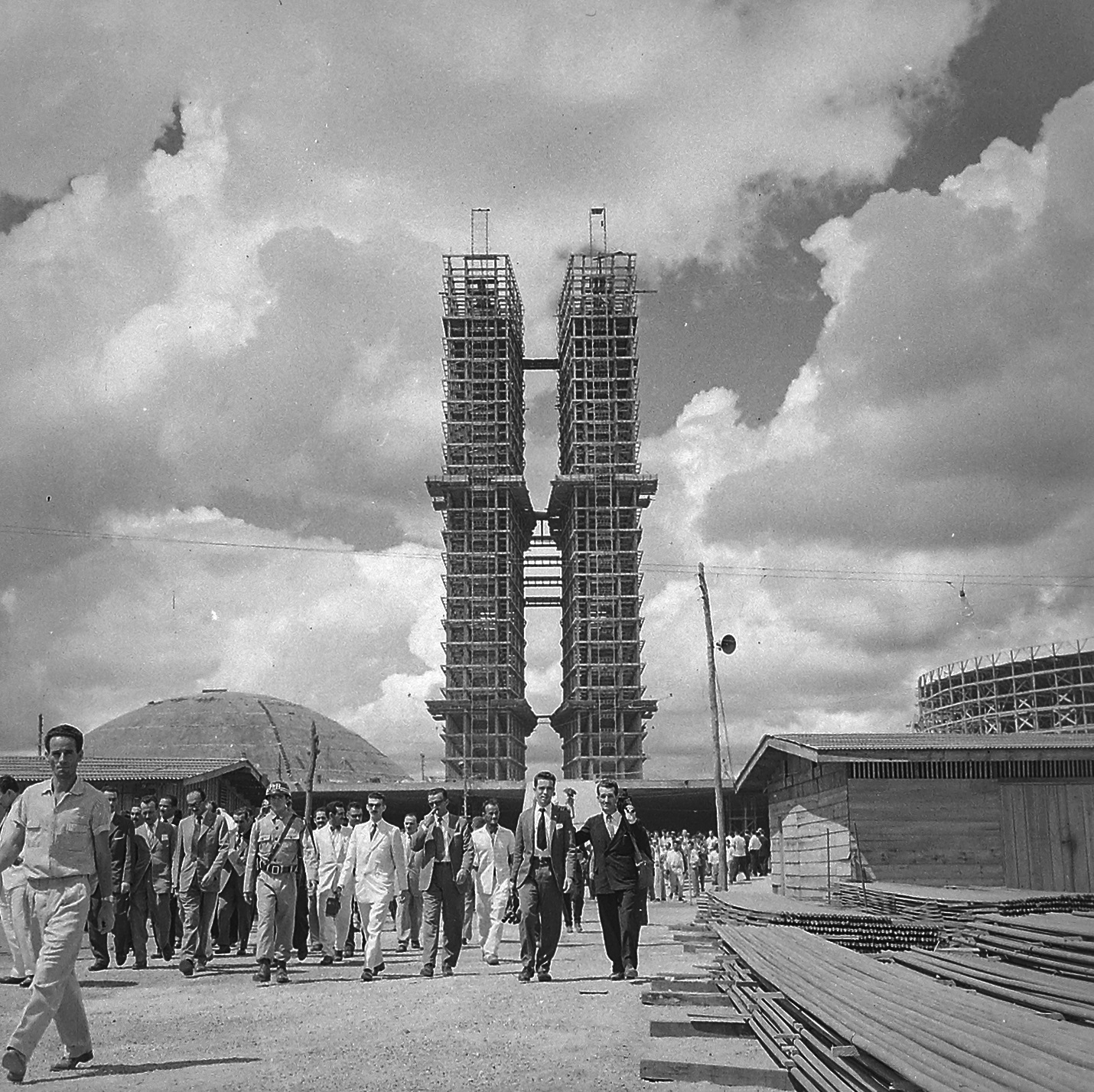
Sede del Congreso Nacional de Brasil en 1959, durante la construcción de la nueva capital federal

Es también en este contexto que tiene lugar la marcha de la columna Prestes. Luis Carlos Prestes era ingeniero militar, futuro secretario general del Partido Comunista de Brasil y comandante del Estado Mayor del líder de la revuelta de Sao Paulo, Miguel Costa. A la cabeza de una columna de unos pocos cientos de soldados, se comprometió a difundir las ideas revolucionarias por todo el país. Después de una marcha de abril de 1925 a febrero de 1927, constantemente perseguida por el ejército federal sin ser derrotada, la columna buscó asilo en Bolivia.
Los empresarios (barones del café, magnates de las finanzas y el comercio, oligarquía industrial urbana, etc.) se apoderan de una gran parte del Estado. Para evitar el colapso de los precios del café debido al aumento constante de la producción, el Estado compra el excedente y lo almacena. Para ello, utiliza el préstamo: entre 1906 y 1930 se pidieron prestados 72,7 millones de libras esterlinas para esta política de valorización del café. Las garantías y condiciones de estos préstamos suelen ser draconianas; el préstamo de 10 millones de libras esterlinas de Rothschild está respaldado por el control aduanero como garantía y la promesa de que Brasil no solicitará nuevos préstamos sin la aprobación del Banco Rothschild.
La República Vieja finalizó en 1930 con un golpe militar que puso en la presidencia a un civil, Getúlio Vargas.

### Conflictos

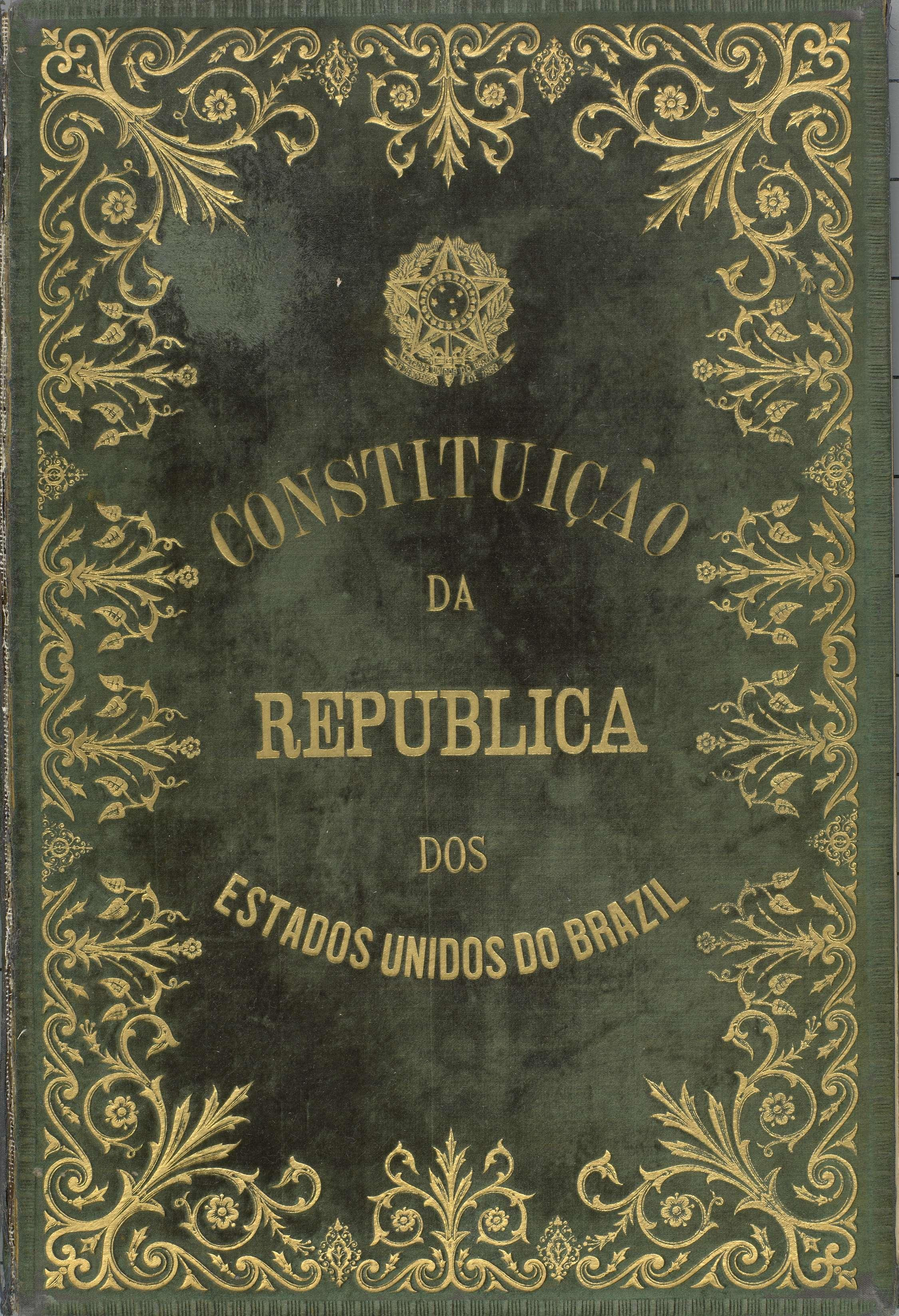
Constitución de 1891. Documento bajo custodia del Archivo Nacional.

El período estuvo marcado por innumerables conflictos, de naturalezas distintas. Externamente destacan solo dos: la Revolución Acreana, que fue el proceso políticosocial que llevó a la incorporación del territorio del actual estado de Acre a Brasil; y la participación del país en la I Guerra Mundial, en la que a pesar de que la participación militar del país fue insignificante para el resultado general del conflicto, habiéndose restringido básicamente al envío de una escuadra naval para participar en la guerra antisubmarina en el noroeste de África y en el Mediterráneo, en 1918, la misma dio a Brasil el derecho a participar en la Conferencia de Paz de París de 1919.
En el plano interno, este primer período republicano estuvo marcado por graves crisis económicas, como la del encilaje (encilhamento), que contribuyeron a agudizar aún más la inestabilidad general. En el ámbito político, por ejemplo, entre 1891 y 1927 se produjeron varias revueltas y conflictos en el país, tanto militares —como, por ejemplo: 1.ª Revolta da Armada en el año 1891, la 2.ª Revolta da Armada en 1893, la Revolución federalista entre 1893-1895, Revuelta de la Chibata en 1910, la Revuelta de los tenientes en 1922, la Revolta de 1924, que se desdobló en la Columna Prestes— como civiles —como, por ejemplo): la guerra de Canudos 1893-1897, la Revuelta de la vacuna en 1904, la Guerra del Contestado entre 1912-1916 y los movimientos oprerarios de 1917-1919—.
También en este período, ocurrió el auge del cangaço, habiendo sido su exponente más famoso Virgulino Ferreira da Silva, popularmente conocido como 
"Lampião".
Aunque todos estos eventos fueron controlados por el gobierno central y la mayoría fueron de carácter localizado, la acumulación de esas tensiones sociales y económicas fue poco a poco minando el régimen, lo que sumado a los efectos causados por las crisis de la depresión de 1929 y de las elecciones federales de 1930, acabaron llevando al movimiento de 1930 que puso fin a este primer período de la república en Brasil.

### Política del «café con leche»
Entre 1889 y 1930, el gobierno fue oficialmente una democracia constitucional y, a partir de 1894, la Presidencia alternó entre los estados dominantes de la época, São Paulo e Minas Gerais. Como los paulistas eran grandes productores de café, y los mineros estaban orientados a la producción lechera, la situación política del período se conoce como Política del café con leche.
Este equilibrio de poder entre los estados, fue una política creada por el presidente Campos Sales, llamada de Política de los Estados o Política de los gobernadores. La República Vieja terminó en 1930, con la Revolución de 1930, encabezada por Getúlio Vargas un civil, instituyéndolo "Gobierno Provisional", hasta que se convocaran nuevas elecciones. Sobre su política, Campos Sales dijo:

Otros dieron a mi política la denominación de "Política de los Gobernadores", Habrían acertado si dijeran "Política de los Estados". Esta denominación expresaría mejor mi pensamiento
Outros deram à minha política a denominação de "Política dos Governadores", Teriam acertado se dissessem "Política dos Estados". Esta denominação exprimiria melhor o meu pensamento.
Campos Sales

Y su pensamiento fue definido así por él:

Este régimen, decía yo en mi último mensaje, la verdadera fuerza política, que en el apretado unitarismo del Imperio residía en el poder central, se desplazó a los Estados. La política de los Estados, es decir, la política que fortifica los vínculos de armonía entre los Estados y la Unión es, pues, en su esencia, la política nacional. Es allí, en la suma de estas unidades autónomas, que se encuentra la verdadera soberanía de la opinión. Lo que piensan los Estados piensa la Unión.
Neste regime, disse eu na minha última mensagem, a verdadeira força política, que no apertado unitarismo do Império residia no poder central, deslocou-se para os Estados. A Política dos Estados, isto é, a política que fortifica os vínculos de harmonia entre os Estados e a União é, pois, na sua essência, a política nacional. É lá, na soma destas unidades autônomas, que se encontra a verdadeira soberania da opinião. O que pensam os Estados pensa a União.
Campos Sales

## Era Vargas (1930-1945)

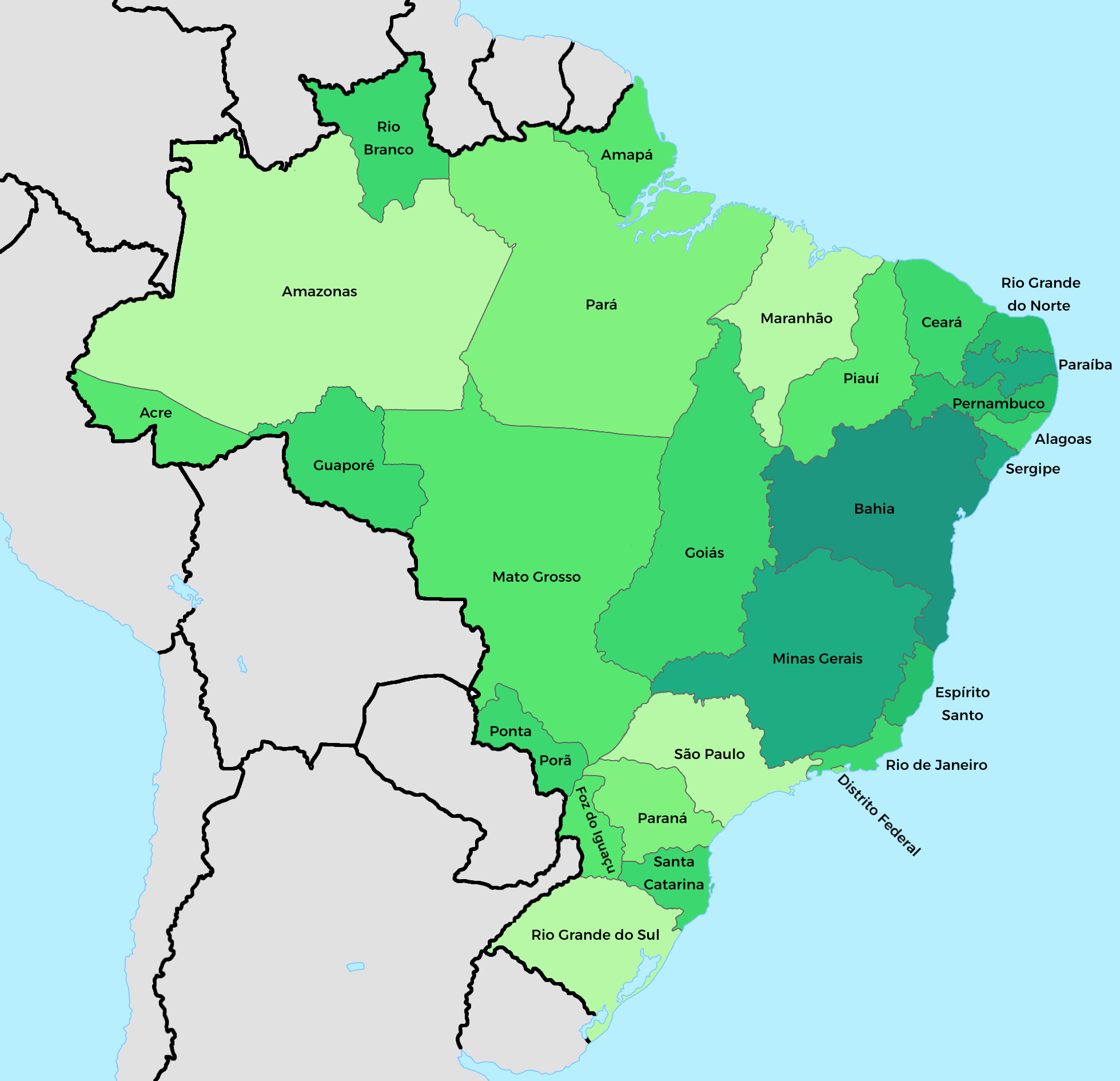
1943: Territorios de Frontera (notar Iguaçu y Ponta Pora con territorios obtenidos de Argentina y Paraguay, Acre y Guaporé (actual Rondonia) con territorios obtenidos de Bolivia y Perú).

El período que va de 1930 a 1945, a partir del derrocamiento del presidente Washington Luis en 1930, hasta la vuelta del país a la democracia en 1945, es llamado de Era Vargas, en razón del fuerte control en la persona del caudillo Getúlio Dorneles Vargas, que asumió el control del país en el período. En este período está comprendido el llamado Estado Novo (1937-1945).
Una junta militar tomó el control del país en 1930 y Getúlio Dorneles Vargas alcanzó el poder como presidente provisional. El cambio de régimen implicó la decadencia de la oligarquía cafetera y el ascenso de las clases medias y las oligarquías periféricas. Vargas gobernó en una forma u otra de manera continuada, salvo un breve período, hasta su suicidio en 1954. Desde 1930, los sucesivos gobiernos consiguieron el crecimiento de la industria y la agricultura y el desarrollo del extenso interior brasileño.
Getúlio Vargas gobernó como Presidente provisional entre 1930 y 1934. El golpe militar había suspendido la vigencia de la Constitución de 1891, si bien Vargas había prometido la promulgación de una nueva Carta Magna. En julio de 1932 estalló en São Paulo la llamada Revolución Constitucionalista, que exigía la instauración de un régimen constitucional y fue sofocada en octubre. En 1934 se proclamó una nueva Constitución y Getúlio Vargas fue elegido presidente por el Congreso.
Los tres años siguientes fueron de progresiva polarización política. Ganaron fuerza organizaciones izquierdistas como Alianza Nacional Libertadora o el Partido Comunista Brasileño; también surgió un movimiento de inspiración fascista llamado Integralismo. En 1935 fracasó una intentona revolucionaria de izquierda encabezada por ciertos sectores del ejército y algunos individuos ligados a la URSS; poco después los integralistas intentan un putsch. Aprovechando el clima de pánico reinante, el 10 de noviembre de 1937, un año antes de las elecciones presidenciales, Getúlio Vargas da un golpe de Estado y se convierte en dictador. El régimen instaurado, de carácter populista, se denominó Estado Novo. El 29 de octubre de 1945, los militares obligan a Vargas a dejar el poder.

### Revolución de 1930 y Gobierno Provisional
El 1 de marzo de 1930 ocurre la última elección presidencial de la República Vieja. Disputaron esa elección el presidente de Sao Paulo (hoy se dice gobernador) Júlio Prestes de Albuquerque apoyado por el presidente Washington Luís y por 17 estados contra el candidato Getúlio Vargas apoyado apenas por 3 estados: Minas Gerais, Paraíba y Rio Grande do Sul. Júlio Prestes fue elegido y aclamado presidente, pero los perdedores no reconocieron su victoria.
Así, el 3 de octubre se inició la que será conocida como Revolución de 1930. Cuando las tropas revolucionarias marcharon a Río de Janeiro, entonces capital federal, se produce el 24 de octubre un golpe militar que depusó al presidente Washington Luis, que fuera antes presidente de São Paulo. Washington Luis fue depuesto y exiliado, y a Prestes se le impidió tomar posesión como presidente de la república y también fue exiliado. Se formó una Junta Militar Provisional, que entonces pasó el poder a Getúlio Dorneles Vargas, el 3 de noviembre de 1930, encerrando la República Vieja e iniciando el Gobierno Provisional que tenía a Vargas como su jefe.
Tras la toma del poder en noviembre de 1930, Vargas nombró interventores federales para gobernar los estados. Para São Paulo, por ejemplo, fue nombrado el teniente João Alberto Lins de Barros, un pernambucano, siendo que la mayoría de los líderes paulistas fueron exiliados. En Bahía, fue nombrado un cearense, Juracy Magalhães, y así todos. Desde el exilio en Portugal, Prestes escribía, ya en 1931, acreditando que la situación de la dictadura se estaba convirtiendo en insostenible:

Lo que no se comprende es que una nación, como Brasil, después de más de un siglo de vida constitucional y liberalismo, retrocediera hacia una dictadura sin frenos y sin límites como esa que nos degrada y enjaje ante el mundo civilizado.
O que não se compreende é que uma nação, como o Brasil, após mais de um século de vida constitucional e liberalismo, retrogradasse para uma ditadura sem freios e sem limites como essa que nos degrada e enxovalha perante o mundo civilizado.
Júlio Prestes.

Al iniciarse el año 1932, crecen los reclamos de los políticos paulistas que se unieron al Frente Única Paulista, en pro del fin de la interferencia de los tenientes en São Paulo y por la instalación de una asamblea nacional constituyente que pondría fin al Gobierno Provisional, que era califiacado por los paulistas de ditadura. Una previsible reacción de los paulistas a una colusión contra São Paulo y sus intereses ya fue percibida en 1929 por el senador fluminense Irineu Machado, que afirmaba:

La reacción contra la candidatura del Dr. Júlio Prestes no representa un gesto contra el presidente del estado, sino una reacción contra São Paulo, que se levantará porque esto significa un gesto de legítima defensa de sus propios intereses.
A reação contra a candidatura do Dr. Júlio Prestes representa não um gesto contra o presidente do estado, mas uma reação contra São Paulo, que se levantará porque isto significa um gesto de legítima defesa de seus próprios interesses.
Irineu Machado

Los paulistas, que habían mantenido un esquema de dominio político junto al estado de Minas Gerais durante la Primera República, intentaron articular una revolución en 1932 para deponer a Vargas. La justificación encontrada por las oligarquías locales para buscar apoyo del pueblo era que el país necesitaba una Constitución, pues, desde 1930, Vargas llevaba diciendo que «asumía provisionalmente» la Presidencia y que lo antes posible entregaría una nueva Constitución al país, con la consecuente celebración posterior de elecciones para la presidencia. De ahí el nombre de Revolución Constitucionalista de 1932, desencadenada el 9 de julio. Los paulistas fueron apoyados por el sur de Mato Grosso, donde se creó el Estado de Maracaju, pero las tropas federales, ayudadas por las tropas gauchas y mineiras, garantizaron una victoria de Vargas tras tres meses de lucha, en lo que fue la mayor guerra civil brasileña de todos los tiempos. Finalmente, el 3 de mayo de 1933, se celebraron elecciones para una Asamblea Nacional Constituyente que en 1934 eligió al propio Vargas como presidente de la república.

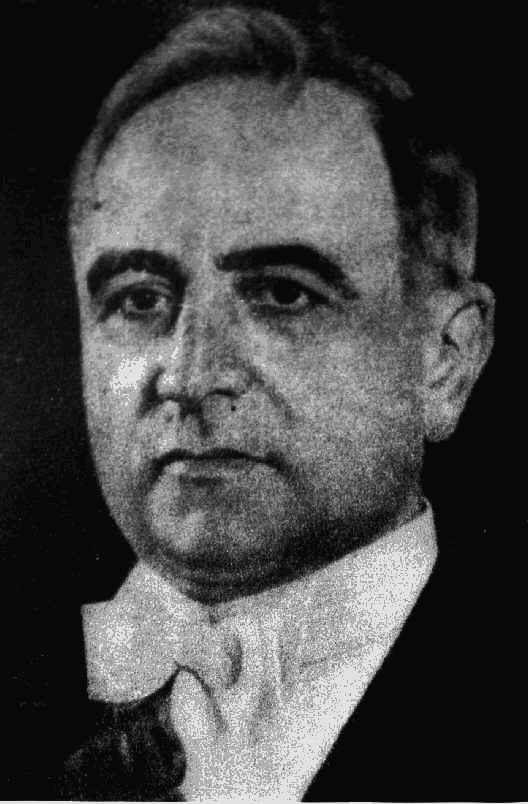
Getúlio Vargas.

### Período constitucional de Getúlio Vargas
Este gobierno constitucional duró tres años hasta 1937. Fueron años conturbados, en que se dio cierta polarización en la política nacional. De un lado ganó fuerza la izquierda, representada principalmente por la Aliança Nacional Libertadora (ANL) y el Partido Comunista Brasileiro (PCB); de otro a la derecha, que gana forma en un movimiento de inspiración fascista llamado Integralismo.
Una articulación revolucionaria de izquierda fue intentada en 1935, llamada la Intentona Comunista, por parte de un sector de las fuerzas armadas y de algunos individuos ligados a la URSS. Uno de los principales líderes de ese movimiento fue el exteniente del ejército Luís Carlos Prestes, que fue apresado y quedó incomunicado durante 8 años. Su mujer, la comunista y la judía Olga Benário, tuvo un destino peor: el Supremo Tribunal Federal la expatrió para la Alemania Nazi, siguiendo los acuerdos de extradición vigentes entre Brasil y Alemania que mantenían relaciones diplomáticas normales. Olga acabó muriendo en un campo de concentración, concluyendo uno de los episodios más vejatorios de la política exterior brasileña.
El escritor Graciliano Ramos también fue arrestado después de la Intentona Comunista, supuestamente por practicar actividades subversivas. Un retrato de sus días en la prisión y de la situación política inestable del país está grabado en su libro Memórias do Cárcere.

### Estado Novo
Gracias al clima de pánico provocado por la polarización política (los integristas intentan un putsch algún tiempo después, en 1938), Getúlio Vargas articula una situación que le permite decretar un golpe de Estado dos meses antes de la elección presidencial fijada para enero de 1938. En 10 de noviembre de 1937, Vargas anuncia el Estado Novo. En un inicio, la justificación del golpe fue la existencia de un plan comunista para la toma del poder, «apoyado por Moscú», el llamado Plan Cohen. Posteriormente se descubrió que el plan fue un armazón de los agentes de Vargas. El apoyo militar y el apoyo de la clase media garantizaron el éxito del golpe, pues hacía ya tiempo que crecían los temores de que el comunismo podría promover una revolución en Brasil.
Vargas logró prolongar sus años en la Presidencia hasta 1945. Es emblemático notar que una de las figuras más conocidas de su gobierno fue el jefe de policía Filinto Muller. La censura oprimió la expresión artística y científica: en 1939 se crea el DIP, Departamento de Prensa y Propaganda. Además de la censura, el DIP actuaba en la propaganda pro-Vargas y contraria a la República Velha, haciendo que la imagen del presidente fuera exaltada al extremo.

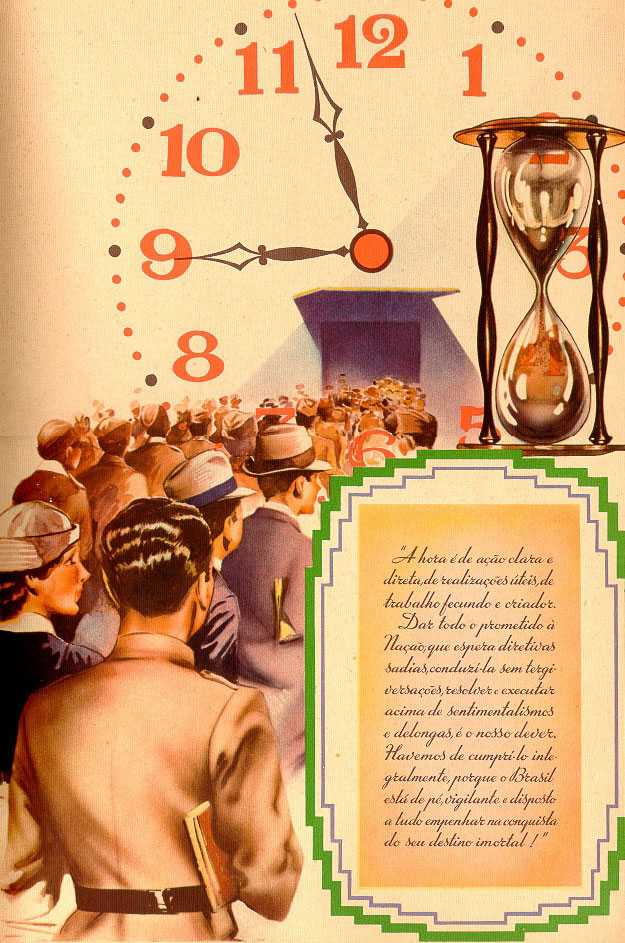
Cartel del gobierno del Estado Novo (1935): "(…) O Brasil está de pé, vigilante e disposto a tudo empenhado na conquista de seu destino imortal!" ("(...) ¡Brasil está de pie, vigilante y dispuesto a todo empeñado en la conquista de su destino inmortal).

Por esas características fue que, iniciada la Segunda Guerra Mundial, no se sabía si Getúlio Vargas apoyaría al Eje (con quien parecía tener más afinidad) o a los Aliados. Los Estados Unidos tenían planes para invadir el Nordeste de Brasil, si el gobierno de Vargas insistía en mantener a Brasil neutro. El clima de tensión culminó en la adhesión a los países aliados en 1942, tras varios ataques alemanes a buques mercantes brasileños que resultaron en la muerte de decenas de personas. La negociación getulista obtendría ventajas económicas y militares: se instituyó un acuerdo económico con los Estados Unidos que posibilitó la implantación de la Companhia Siderúrgica Nacional (CSN). Además, otro acuerdo posibilitó el rearmamento de las fuerzas armadas brasileñas.
Además de la CSN, hubo otros importantes logros hechos por el Estado Novo tales como: el Ministério da Aeronáutica, la Força Aérea Brasileira, el Conselho Nacional do Petróleo, el Departamento Administrativo do Serviço Público, la Companhia Nacional de Álcalis, la Companhia Vale do Rio Doce, el Instituto de Resseguros do Brasil, al Companhia Hidrelétrica do São Francisco, a estrada Rio-Bahia, el Código Penal, el Código de Processo Penal Brasileiro y la Consolidação das Leis do Trabalho, la Justiça do Trabalho, el salario mínimo y la estabilidad en el empleo del trabajador, después de diez años en el empleo.
La presión popular por la creación de una fuerza expedicionaria se tornó concreta, incluso contra la voluntad de Vargas, que afirmó que el envío de tropas brasileñas ocurriría cuando «la cobra fumara». Posteriormente, percibiendo la creciente presión interna (capas medias urbanas) y externa (los Estados Unidos temían una posible desestabilización de poder en Brasil, no deseosa en tiempos de guerra), Vargas cedió, creando la Força Expedicionária Brasileira (Fuerza Expedicionaria Brasileña, FEB); cuyo lema fuera «La cobra va a fumar». La compensación a la ayuda financiera se dio de forma logística y material: se garantizó el suministro de materias primas a los aliados (2.º ciclo del caucho), y se permitió la instalación de una base militar en la región Nordeste (Rio Grande do Norte), garantizado el dominio logístico y militar de los aliados sobre el atlántico sur.
Al término de la guerra, tenía poco sentido que Vargas continuase en el poder. El fascismo había sido derrotado, y los brasileños lo notaron. Vargas fue obligado a renunciar el 29 de octubre de 1945 por las fuerzas armadas, siguiendo hacia su estado natal, Río Grande del Sur, y eligiendose senador de la república.

## Período Populista (1945-1964)

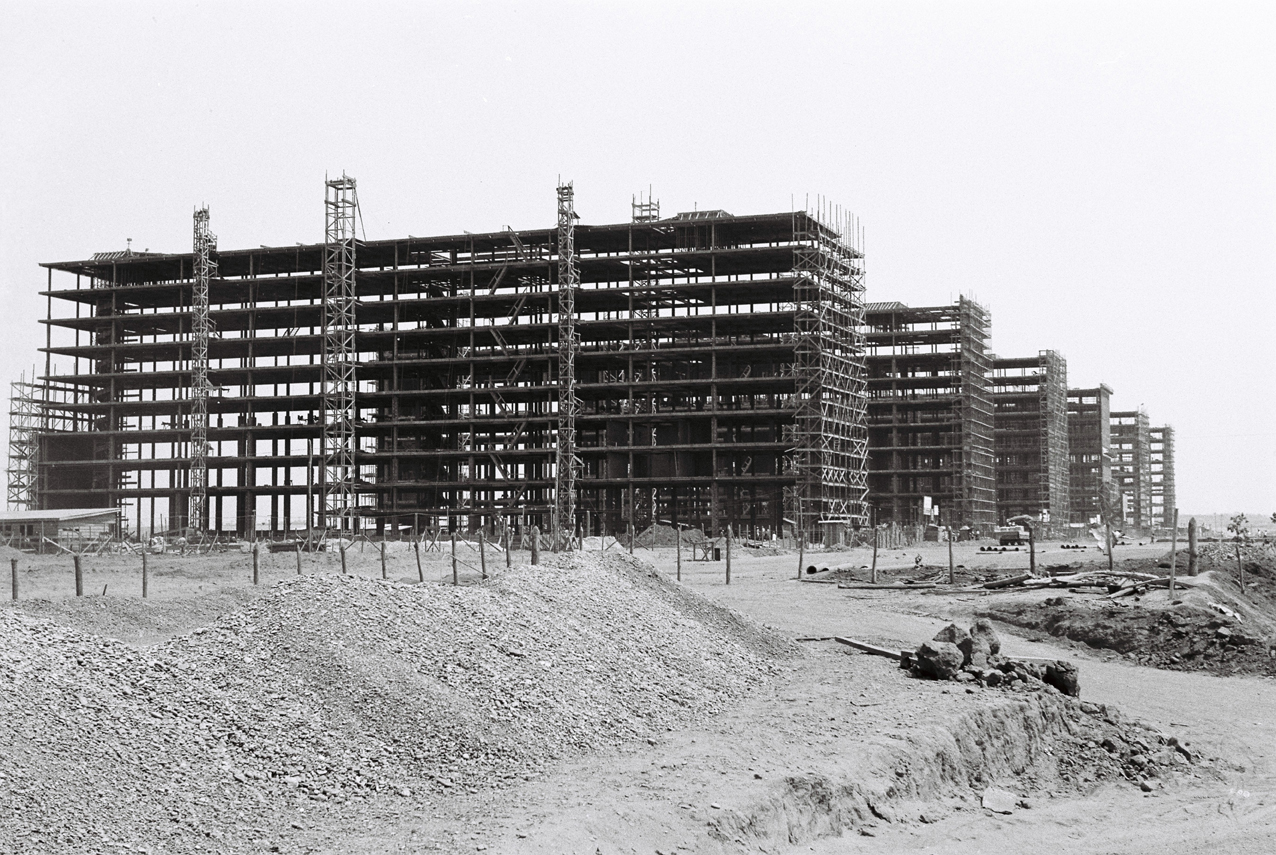
La construcción de Brasília. En la imagen los edificios de los ministerios, 1959. Fuente: Archivo Público del Distrito Federal.

El período conocido como «República Nova» o «República del 46» comienza con la renuncia forzada de Vargas, en octubre de 1945. El general Eurico Gaspar Dutra fue el presidente electo e investido al año siguiente. En 1946 se promulgó una nueva Constitución, más democrática que la anterior, que restauraba los derechos individuales.
En 1950, Brasil recibe la Copa del Mundo de Fútbol. A pesar de perder la final frente Uruguay, por 2 a 1, coloca al país definitivamente en el escenario internacional, bate todos los récords y deja como legado el Estadio de Maracaná, el mayor del país. Todavía en 1950, el mayor comunicador brasileño del siglo XX, Assis Chateaubriand, inauguró la TV Tupi São Paulo, que al principio se llamaba PRF-3. Su cadena de radio, periódicos y televisión crecía a ojos vistas.
En ese año, Getúlio Vargas fue una vez más elegido presidente, esta vez por voto directo. En su segundo gobierno se creó la compañía Petrobrás, fruto de las tendencias nacionalistas que recibieron apoyo de las capas obreras, de los intelectuales y del movimiento estudiantil. Pero los tiempos ya no eran los mismos, y Getúlio no consiguió conducir tan bien a su gobierno. En 1954 Vargas se suicidó dentro del Palácio do Catete. Asumió la presidencia el vicepresidente, João Fernandes Campos Café Filho.
En 1955, Juscelino Kubitschek fue elegido presidente y tomó posesión en enero de 1956, aunque se enfrentó a varias tentativas de golpe. Su gobierno se caracterizó por el llamado desarrollismo, doctrina que se detenía en los avances técnico-industriales como supuesta evidencia de un avance general del país. El lema del desarrollismo bajo Juscelino fue «50 anos em 5». En 1960, Kubitschek inauguró Brasília, la nueva capital de Brasil.
En el año 1961, Jânio Quadros, elegido en 1960, asumió la presidencia, pero renunció en agosto del mismo año. Jânio, un antiguo profesor sur-matogrosense radicado en San Pablo predicaba la moralización del gobierno, inició su carrera política en el PDC y se eligió con el apoyo de la UDN, hizo un gobierno contradictorio: al lado de medidas polémicas (como la prohibición de lanza perfume y de la pelea de gallo), el presidente condecoró al revolucionario argentino Ernesto Che Guevara, para la sorpresa de la UDN. Con la condecoración, Jânio intentaba una aproximación con el bloque socialista con fines estrictamente económicos, pero no fue así la interpretación de la derecha brasileña, que pasó a alardear el pánico con la "inminencia" del comunismo.
El vicepresidente João Goulart, popularmente conocido como "Jango", asumió el 7 de septiembre de 1961 la presidencia, tras una crisis política: los militares no querían aceptarlo en la presidencia, alegando el "peligro comunista", es decir que Jango era simpatizante del comunismo y mantenía a varios comunistas en su gobierno. Además de antiguo ministro laborista, Goulart se encontraba en China cuando la dimisión de Jânio Quadros. Una solución intermedia fue aceptada y se instaló el parlamentarismo en Brasil.
En 1963, entretanto, João Goulart recuperó la jefatura de gobierno con el referéndum que aprobó la vuelta del presidencialismo. Goulart, que acometió una política de reformas sociales, gobernó hasta el 1 de abril de 1964, cuando se refugió en Uruguay depuesto por el golpe de Estado de 1964, con las maniobras de las oligarquías tradicionales y la CIA. En su gobierno hubo constantes problemas creados por la oposición militar, en parte debido a su nacionalismo y a posiciones políticas radicales como la de los eslóganes «Na lei ou na marra» (En la ley o en la marra) y «terra ou morte», en relación con la reforma agraria. La mayor protesta de los sectores conservadores de la sociedad contra su gobierno ocurrió en las ciudades de São Paulo y Río de Janeiro, el 19 de marzo de 1964, con la llamada Marcha da Família com Deus pela Liberdade.

## Dictadura militar (1964-1985)

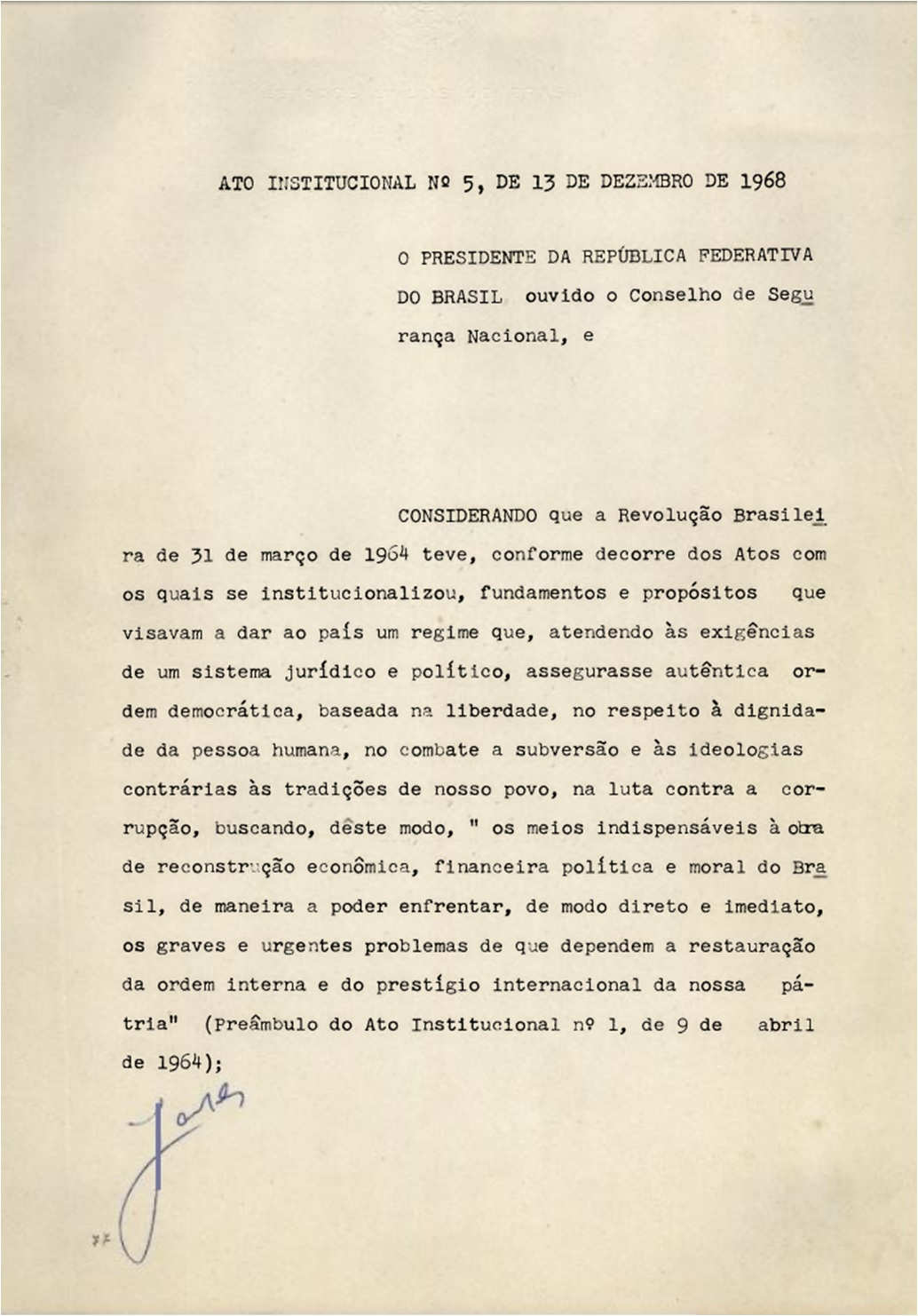
Primera página del Acto Institucional Número Cinco

El golpe militar depone a João Goulart, enfría las ambiciones personales y partidarias de cualquier ideología e instaura un régimen de excepción que perdurará oficialmente hasta 1985. El régimen tuvo cinco presidentes, que si bien eran civiles al ejercer la presidencia, eran oficiales generales en reserva. Son, en orden cronológico: los mariscales Castelo Branco y Artur da Costa e Silva, y los generales Emílio Garrastazu Médici, Ernesto Geisel y João Baptista Figueiredo. Bajo la influencia de técnicos como Eugênio Gudin, Roberto Campos y Antonio Delfim Netto, el régimen militar llevó a cabo reformas económicas, fiscales y estructurales, adoptando incluso algunas de las propuestas de João Goulart, como la reforma agraria y la nacionalización de empresas de infraestructuras.
El gobierno de João Goulart estuvo marcado por una alta inflación, el estancamiento económico y una fuerte oposición de la Iglesia católica y de las fuerzas armadas que lo acusaban de permitir la indisciplina en las Fuerzas Armadas y de hacer un gobierno de carácter izquierdista. El 31 de marzo de 1964 las Fuerzas Armadas dieron el conocido como Golpe Militar de 1964 destituyendo a Goulart que se exilió en Uruguay. Los líderes civiles del golpe, fueron los gobernadores de los estados de Río de Janeiro, Carlos Lacerda, de Minas Gerais, Magalhães Pinto y de São Paulo, Adhemar de Barros. La mayoría de los militares que participaron en el golpe de Estado eran antiguos tenientes de la Revolución de 1930, entre ellos, Juraci Magalhães, Humberto de Alencar Castelo Branco, Juarez Távora, Médici, Geisel e Cordeiro de Farias.
Fueron cinco los presidentes de la república, todos generales de ejército, durante el régimen militar: el general Humberto de Alencar Castelo Branco, seguido por el general Arthur da Costa e Silva (1967-1969), ambos elegidos por el Congresso Nacional; el general Emilio Garrastazu Médici (1968-1974), escogido por la Junta Militar que asumió el poder con la muerte de Costa e Silva en 1969 y elegido por un colegio electoral: el general Ernesto Geisel (1974-1979) y el general João Baptista de Oliveira Figueiredo (1979-1984) ambos también fueron elegidos por colegios electorales formados por el Congreso Nacional más representantes de las asambleas legislativas de los estados.
Entre las características adquiridas por los gobiernos derivados del golpe militar, también llamados «Revolución de 1964» y de «Contra-Revolución de 1964», destacan el combate a la subversión practicada por guerrillas de orientación izquierdista, la supresión de algunos de los derechos constitucionales de los elementos e instituciones ligados a la supuesta tentativa de golpe por los comunistas, y una fuerte censura a la prensa, tras la edición del AI-5 de 13 de diciembre de 1968.
El golpe de Estado fue llamado «Contra-Revolución de 1964» porque los golpistas estarían tratando de impedir una probable revolución comunista en Brasil, en los moldes de la recién ocurrida revolución cubana ocurrida años antes.

Humberto de Alencar Castelo Branco.

En 1965, por el Acto Institucional n.º 2, todos los partidos políticos entonces existentes fueron declarados disueltos, y comenzó la intensificación de la represión política a los comunistas. Solamente dos partidos eran permitidos, la Aliança Renovadora Nacional (ARENA), y el Movimiento Democrático Brasileño (MDB), que vino a servir de refugio a toda la izquierda y extrema izquierda política.
En los pequeños municipios, sin embargo, la división entre los dos partidos, o a veces, dentro del mismo partido político, pues cada partido podía lanzar hasta tres candidatos a alcalde (las sublegendas), no era de ideas o paradigmas, sino disputas personales entre los líderes locales. En 1970, el MDB casi se extinguió por haber tenido una votación mínima para el Congreso Nacional.
En 1967, el nombre del país se cambió por el «República Federativa del Brasil». Se crearon la Bandera vicepresidencia de Brasil y el Mástil de la Plaza de los Tres Poderes. Al configurar una época de fuerte civismo, también se definió el actual formato de posesión de los presidentes.
El 15 de marzo de 1967, promulgada la sexta Constitución Brasileña por el Congreso, institucionalizando el movimiento y estableciendo elecciones indirectas para presidente, realizada vía colegio electoral, este electo directamente. A partir de aquel día quedaban revocados los actos institucionales bajados desde 1964. Ese mismo día, ante el crecimiento de los movimientos de contestación al régimen militar, el general Arthur da Costa e Silva asumió la Presidencia de la República. Pero esta normalidad institucional dada por la constitución de 1967 duró poco. El 13 de diciembre de 1968, Costa e Silva cerró el Congreso Nacional y decretó el Acta Institucional n.º 5, el AI-5, que le dio el derecho de cerrar el Parlamento, cesar derechos políticos y suprimir el derecho de habeas corpus. En 1969, se hizo una amplia reforma de la constitución de 1967, conocida como enmienda constitucional n.º 1, que la volvió más autoritaria.

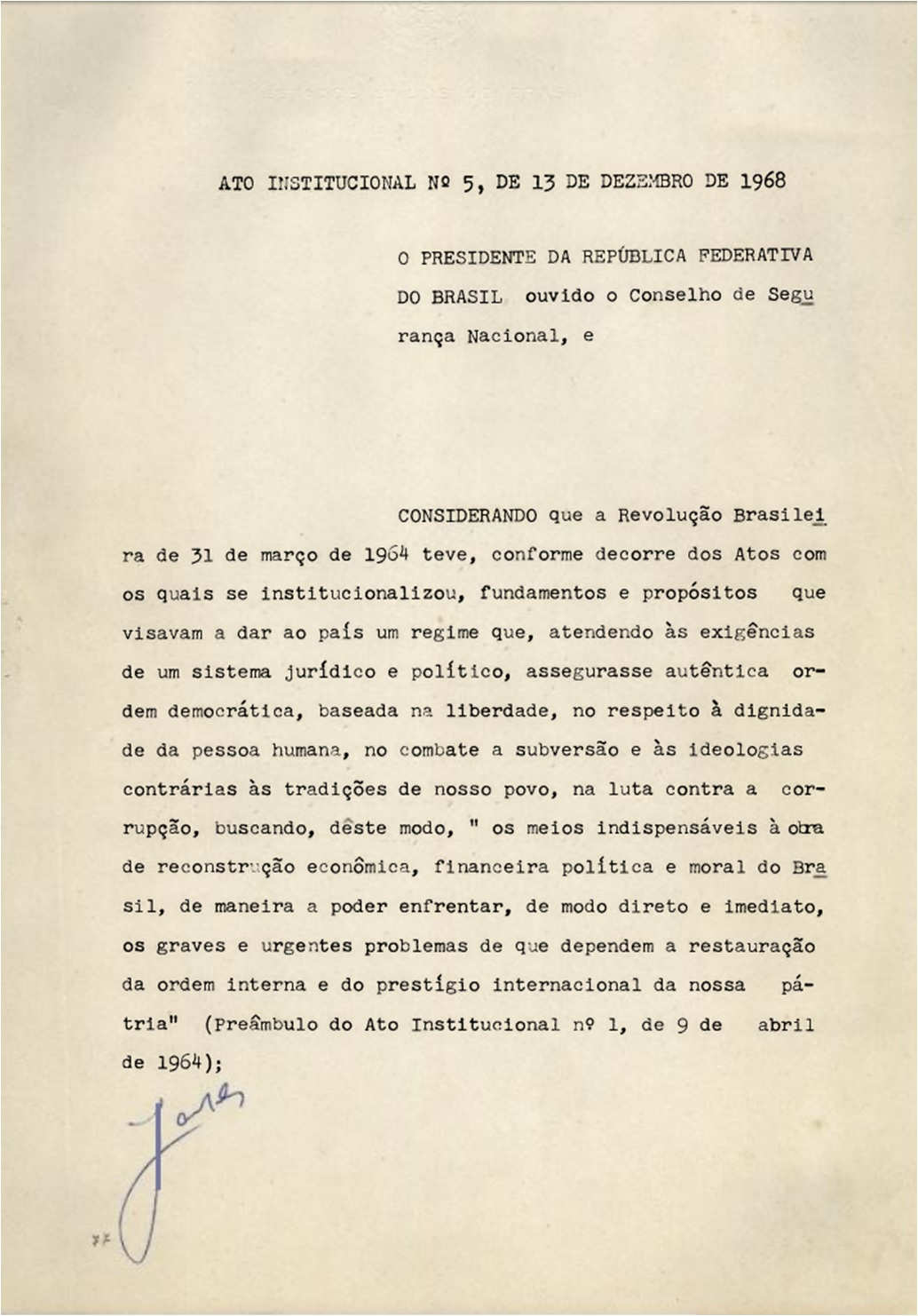
Primera página del AI-5. Documento custodiado por el Arquivo Nacional.

En este período, se intensificó la lucha armada en las ciudades y en el campo en busca del derrocamiento del gobierno militar. Prácticamente, todo comenzó con el atentado en el Aeropuerto Internacional de Guararapes, en Recife, en 1966, con diversos muertos y heridos, y en otros puntos del país, principalmente en São Paulo y Río de Janeiro. Fue después de la configuración de esta coyuntura de terror y justificaciones de parte de los grupos comunistas que la censura tuvo su implantación consolidada.
En 1969, Costa e Silva sufrió una trombosis y quedó incapacitado; una junta militar formada por los comandantes de las Fuerzas Armadas asumió el poder. En octubre, el general Médici tomó posesión como presidente electo por el Congreso Nacional que él pidió que fuera reabierto.
Médici comandó el período de mayor represión a los grupos izquierdistas que combatieron a la dictadura militar, en especial, la represión a los grupos de revolucionarios y guerrilleros marxistas, siendo arrestados sospechosos y colaboradores, y ocasionalmente exiliados, torturados y/o muertos en enfrentamientos con las fuerzas policiales del Estado. En 1969, los guerrilleros atacaron el Cuartel General del II Ejército, actual Comando Militar del Sudeste, en São Paulo, cuando murió el soldado Mário Kozel Filho.
En el gobierno Médici comenzó el movimiento guerrillero en el Araguaia y la realización de secuestros de embajadores extranjeros y asaltos a bancos comerciales por grupos de izquierda. Estos secuestros eran usados, en su mayoría, como forma de presionar al gobierno militar a liberar presos políticos. Después de la redemocratización del país, se contabilizaron más de trescientos muertos, por ambos lados.
En 1974, el general Ernesto Geisel asumió la presidencia, teniendo que afrontar grandes problemas económicos, causados por la deuda externa creada por el gobierno Médici, agravados por la crisis internacional del petróleo, y una alta tasa de inflación.

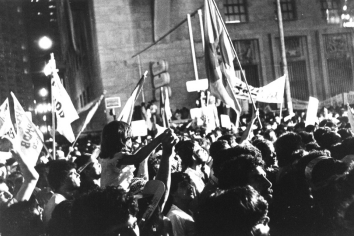
Manifestación por las Diretas, en 1984.

Geisel inició la apertura democrática "lenta, gradual y segura", que fue continuada por su sucesor, el general Figueiredo (1979-1985). Figueiredo no solo permitió el retorno de políticos exiliados o prohibidos de las actividades políticas durante los años 1960 y 70. Fueron amnistiados los militantes de las guerrillas del tiempo de gobierno Médici. Figueiredo también autorizó que esos amnistados concurriesen a las elecciones municipales y estatales en 1982.
El régimen militar terminó con las elecciones indirectas para presidente en 1984, con Paulo Maluf compitiendo por el PDS e Tancredo Neves por el PMDB apoyado por el Frente Liberal, disidencia del PDS liderada por José Sarney y Marco Maciel. En la elección indirecta del 15 de enero de 1985, ganó Tancredo Neves, para gobernar durante 6 años, a partir del 15 de marzo de 1985, hasta 1991. No todos, en la oposición al régimen militar, concordaban con el lanzamiento de la candidatura Tancredo Neves. El PT expulsó de sus cuadros a sus diputados que votaron a Tancredo Neves en el colegio electoral. Fueron expulsados del PT: la diputada federal Beth Mendes y los diputados federales Aírton Soares y José Eudes.
Estas elecciones, las últimas elecciones indirectas de la historia brasileña, fueron precedidas de una enorme campaña popular en favor de elecciones directas, llevada a cabo por partidos de oposición, al frente del PMDB, que buscaba la aprobación por el Congreso Nacional de la Enmienda Constitucional que proponía realización de elecciones directas. La campaña fue llamada "Diretas já", y tenía al frente el diputado Dante de Oliveira, creador de la propuesta de Enmienda. El 25 de abril de 1984, la enmienda fue votada y obtuvo 298 votos a favor, 65 en contra, 3 abstenciones y 112 diputados no comparecieron al plenario el día de la votación. Así la enmienda fue rechazada por no alcanzar el número mínimo de votos para la aprobación de la enmienda constitucional.
La sociedad se presentó inicialmente entusiasta con el régimen por consecuencia del progreso económico, pero con la manipulación de los medios a través de la censura y la propaganda oficial, poco a poco se fue oponiendo al régimen autoritario. Las exageraciones del sistema de represión política, como la muerte del periodista y militante del Partido Comunista Brasileño (PCB) Vladimir Herzog, llevaron al propio presidente Geisel a adoptar posiciones enérgicas contra la "línea dura". Miles de indios fueron desplazados por la fuerza, o murieron para construir carreteras o presas hidroeléctricas en sus tierras.
En las elecciones de 1976 la oposición tuvo un número creciente de votos, lo que llevó a una "lenta, segura y gradual" apertura política, con las vuelta de varios exiliados políticos, el fin de la censura previa a la prensa, la amnistía y el movimiento de Diretas Já, de gran carga simbólica, que exigía las celebraciones de elecciones presidenciales directas, en vez de la elección indirecta que se realizó durante la mayor parte de la dictadura.
Los principales logros de los gobiernos militares fueron: el Puente Rio-Niterói, los metros de São Paulo y Río de Janeiro, la central hidroeléctrica de Itaipú, la represa de Sobradinho, la Açominas, la Ferrovia do Aço, la carretera Transamazónica, el FGTS, el BNH, la reforma administrativa a través de decreto-ley n.º 200, el Banco Central de Brasil, la Policía Federal (hasta entonces Departamento Federal de Seguridad Pública), la Embrapa, el Incra y el sistema DDI. Durante el período también se instauraron el Código Tributário Nacional, el Código de Mineração, el actual Código Eleitoral brasileiro, el Estatuto de la Terra, el Estatuto del Índio, el Código Penal Militar, la Ordem de Precedência no Brasil, la actual Lei de Segurança Nacional y la Ley do Divórcio (Ley n.º 6.515). Algunas superintendencias de desarrollo fueron fundadas (SUDECO, SUDESUL, Suframa, SUDAM y CODEVASF), proyectos como Rodon e o Grande Carajás, instituciones orientadas a la previsión (INPS, IAPAS, INAMPS, SIMPAS e Dataprev), hubo una política de integración nacional, con el Plan de Integración Nacional, y una valorización del alcohol, con el fin de Proálcool.

## Nueva República (1985-actualidad)

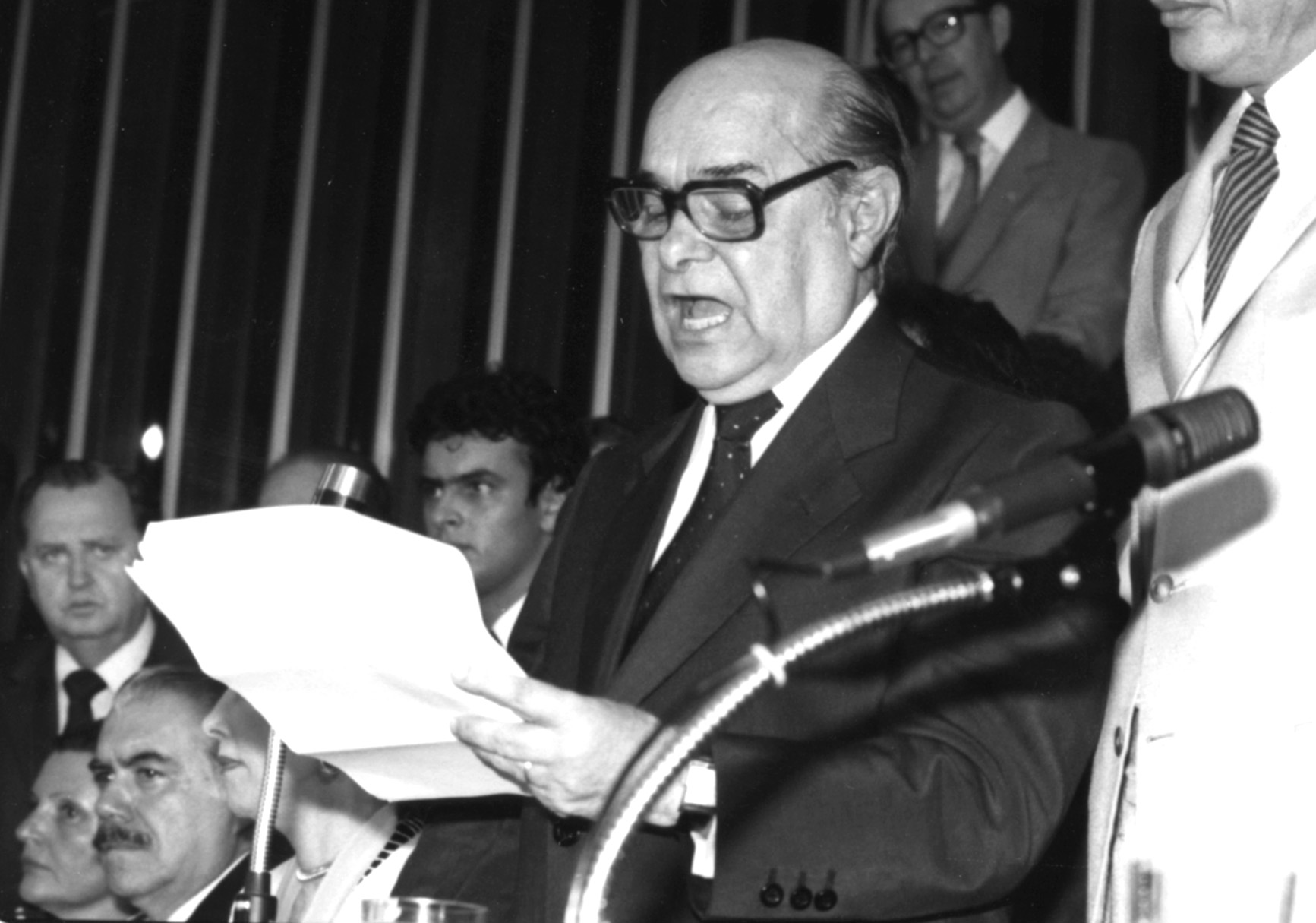
Tancredo Neves.

El primer presidente civil elegido desde el Golpe de Estado de 1964 fue Tancredo Neves. Sin embargo, no llegó a asumir el cargo al sufrir unas complicaciones postoperatorias que le llevarían a la muerte el 21 de abril de 1985. Antes, el 15 de marzo, había asumido interinamente la presidencia José Sarney y ya de forma definitiva al morir Neves. La democracia fue oficialmente restablecida en 1988 al promulgarse la actual Constitución Federal. Fernando Collor de Mello, del pequeño Partido da Renovação Nacional, fue elegido presidente en 1989 en las primeras elecciones directas desde 1964. Su gobierno duró hasta 1992, cuando renunció debido a un proceso de impugnación contra él a raíz de una serie de denuncias que envolvieron a Collor en casos de corrupción. La corrupción fue dirigida por su tesorero en la campaña electoral, Paulo César Farias. El vice presidente, Itamar Franco, asume el cargo en su lugar.
En el gobierno de Itamar Franco nació el Plan Real, articulado por su ministro de Hacienda, Fernando Henrique Cardoso. El gobierno Itamar contó con la presencia de varios senadores como ministros. Los historiadores llegan a considerar este fenómeno como un "parlamentarismo blanco". Por el éxito del plan, Cardoso sería elegido presidente en 1994 siendo luego reelegido en 1998. Cumplió dos mandatos y transmitió la banda presidencial a su sucesor el 1 de enero de 2003.

### SigloXXI

#### Década de los 2000
En las elecciones de 2002, el candidato opositor Luis Inácio Lula da Silva, del Partido de los Trabajadores venció al sucesor de Cardoso en el PSDB, José Serra, siendo elegido presidente con aproximadamente el 61% de los votos válidos. De nuevo volvería a vencer en 2006, esta vez a Geraldo Alckmin, también del PSDB. En 2003, Lula lanzó la Bolsa Familia, un programa de bienestar social considerado como el pilar principal de su política de lucha contra la pobreza. Los ingresos de los más pobres aumentaron un 14% en 2004, y se estima que Bolsa Familia representó dos tercios de este crecimiento. En 2004, lanzó el programa "farmacias populares", destinado a hacer accesibles a los más desfavorecidos los medicamentos considerados esenciales. Está ejecutando el programa Fome Zero ("Hambre Cero"), que proporciona a las familias pobres acceso a productos alimenticios básicos a través de la asistencia social. Durante el primer mandato de Lula, la desnutrición infantil disminuyó en un 46%. En mayo de 2010, el Programa Mundial de Alimentos (PMA) de la ONU otorgó a Lula da Silva el título de «campeón del mundo en la lucha contra el hambre». Durante la primera década del siglo XXI, Brasil fue clasificado junto a China, Rusia, India y Sudáfrica por el grupo financiero Goldman Sachs en un grupo denominado BRICS, que reunía los mercados emergentes más prometedores para el siglo. De hecho, Brasil tuvo un gran crecimiento en las exportaciones a partir de 2004, e incluso con un real valorado y la crisis internacional, alcanzó en 2008 exportaciones de 197 900 millones de US $, importaciones de 173 200 millones de dólares, estando entre los 19 mayores exportadores del planeta.

#### Década de 2010

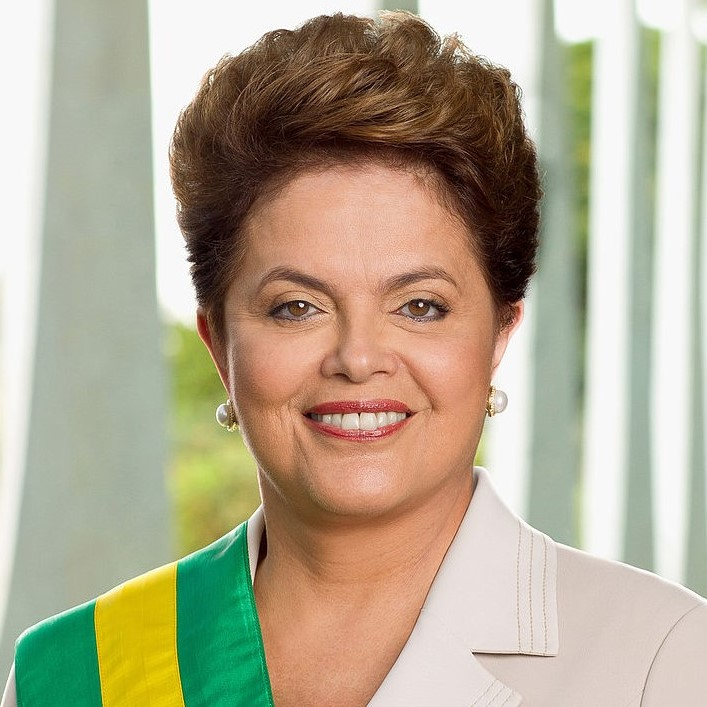
Dilma Rousseff, primera mujer presidente de Brasil

El 31 de octubre de 2010, en la segunda ronda de las elecciones, Dilma Rousseff, sucesora de Lula da Silva al frente del Partido de los Trabajadores, fue elegida para convertirse en la primera mujer presidenta de Brasil, imponiéndose al socialdemócrata José Serra. El 1 de enero de 2011, Dilma Rousseff, asumió la presidencia de la República, convirtiéndose en la primera mujer en asumir el puesto de jefe de Estado y también de jefe de Gobierno en toda la historia de Brasil. Su gobierno estuvo marcado por una fuerte desaceleración económica y empezó a perder popularidad a partir de 2013, en medio de las Jornadas de junio, protestas dirigidas a ella pero también a toda la clase política brasileña, teniendo como causa inmediata el aumento en las tarifas de transporte público en las grandes ciudades. En el caso de las elecciones presidenciales brasileñas de 2014, Dilma consiguió ser reelegida venciendo al candidato Aécio Neves en la segunda vuelta por un estrecho margen (51,64% a 48,36%). Al inicio de su segundo mandato su rechazo alcanzó casi el 70% gracias a medidas impopulares, y en medio de protestas populares tras revelaciones de que políticos de diversos partidos estaban siendo investigados por la Policía Federal por esquemas de propinas involucrando estatales y contratistas. El 2 de diciembre de 2015, el presidente de Câmara dos Deputados acogió una peticiónde impeachment contra Rousseff sobre la base de las llamadas "pedaladas fiscais" cometidas por el gobierno, que, según los juristas responsables, incumplieron la Ley de Responsabilidad Fiscal; y el 29 de marzo de 2016, el partido del vicepresidente del país y del presidente de la Câmara anunció su ruptura oficial con el gobierno de Dilma. El 17 de abril de 2016, la Cámara de Diputados aprobó el inicio del proceso de destitución, y el 12 de mayo, por decisión del Senado, la mandataria fue apartada del cargo. Dilma Rousseff fue depuesta el 31 de agosto de 2016, asumiendo entonces el vicepresidente Michel Temer. En las elecciones de 2018 fue elegido Jair Bolsonaro, primer presidente de la República egresado de las Fuerzas Armadas desde el final del Régimen Militar, derrotando a Fernando Haddad, candidato apoyado por Lula y Rousseff, por 55,13% a 44,87% de los votos válidos.

#### Década de 2020
Durante la presidencia de Bolsonaro, la instalación de energía eólica y energía solar alcanzó su nivel más alto a lo largo de la historia. Em febrero de 2021, capacidad instalada total de la energía eólica fue de 19,1 GW. En 2020 Brasil fue el octavo país del mundo en términos de potencia eólica instalada (17,2 GW). En abril de 2021 la capacidad total instalada de energía solar fotovoltaica fue de 8,9 GW. En 2020, Brasil fue el 14 ° país del mundo en términos de energía solar instalada (7,8 GW). Uno de los principales objetivos del gobierno de Bolsonaro es completar la ejecución de más de 14.000 obras prometidas por gobiernos anteriores, que nunca se terminaron, muchas de las cuales incluso habían comenzado. Según cálculos, la ejecución y terminación de las obras ya iniciadas costaría alrededor de R $ 144 mil millones. Algunas de las obras viales más importantes realizadas en el mandato de Bolsonaro incluyen: finalización de la duplicación de la BR-116 en Rio Grande do Sul, de la BR-101 en el Nordeste, de BR-116 en Bahía, de BR-364 entre Cuiabá y Rondon ópolis, duplicación del BR-470 en Santa Catarina, de BR-280 en Santa Catarina, de la BR-381 en Minas Gerais, construcción del Puente de Integración Internacional (que une Foz do Iguaçu con Presidente Franco, en Paraguay), licitación para la construcción de un puente que conectará Porto Murtinho (MS) con Carmelo Peralta (Paraguay) para la realización del Corredor Bioceánico, finalización del asfaltado de BR-163 en Pará, inauguración del Puente Abunã que conecta Rondônia con Acre, pavimentación de BR en el noreste como BR-222 y la BR-235, además de siendo nuevas concesiones para las principales carreteras de Paraná y Vía Dutra, entre otros. Durante el gobierno de Bolsonaro, también ha habido un mayor enfoque en la construcción de ferrocarriles, con el Gobierno, por ejemplo, inaugurando un tramo del Ferrocarril Norte-Sur, entre Goiás y São Paulo, inicio de la construcción del Ferrocarril de Integración Este-Oeste en Bahía, además de planificar la construcción de Ferrogrão, entre Mato Grosso y Pará, entre otros.